# Badalona
Badalona és una ciutat i municipi de la comarca del Barcelonès. El seu terme està situat entre la serralada de Marina i la costa marítima, a la riba esquerra del riu Besòs, i limita amb la comarca del Maresme i els dos vallesos. Forma part de l'Àrea Metropolitana de Barcelona, i és el municipi més gran i poblat de la regió anomenada Barcelonès Nord o Baix Besòs. Amb aproximadament uns 220.000 habitants, actualment és la quarta ciutat de Catalunya en població.
Les restes més antigues de poblament al terme es remunten al Neolític, i després a un poblat ibèric, però s'acostuma a datar la fundació de Badalona cap a l'any 100 aC, quan els romans van fundar la població de Baetulo, nom del qual deriva l'actual topònim. El declivi de l'imperi va convertir la ciutat en un poble durant segles. A partir del segle xviii i, especialment al segle xix, amb l'arribada del ferrocarril i amb la ràpida i intensiva industrialització, la població va créixer exponencialment; al segle xx el creixement continuà amb les grans onades migratòries de la resta d'Espanya, que van generar un urbanisme caòtic vers la perifèria.
La seva tradició pesquera i industrial ha minvat progressivament al llarg del segle xx. Actualment, Badalona és principalment una ciutat de serveis i disposa de diversos carrers i centres comercials, així com de diversos mercats. També ofereix diferents recursos tant en l'àmbit educatiu com sanitari, amb la presència de centres com l'Escola d'Art Pau Gargallo o l'Hospital Universitari Germans Trias i Pujol.
Culturalment, Badalona compta amb un museu municipal, tres teatres i diverses biblioteques. Celebra dues festes majors en honor dels seus dos patrons. Les més populars són les Festes de Maig, en honor de sant Anastasi, sent l'acte central de la festa la Cremada del Dimoni, en la vigília del dia 11. L'altra festa major, la tradicional, és la Mare de Déu d'Agost, que va en detriment a causa de ser època estival.
Socialment, Badalona és una ciutat activa amb diverses entitats veïnals, culturals i esportives. En esports, probablement, el més popular sigui el bàsquet, màxim exponent del qual és el Club Joventut Badalona, però també té clubs i equips d'altres esports com el futbol, el futbol americà amb els Dracs, el tennis o el tennis de taula amb el CTT Badalona, i relacionats amb l'aigua com la natació o el patí de vela.

## Geografia

### Ubicació
El terme municipal de Badalona, amb una àrea de 22,47 km², limita al sud-oest, vers el Besòs, amb Sant Adrià de Besòs i a l'oest amb Santa Coloma de Gramenet, ambdós a la comarca del Barcelonès. Igualment a l'oest limita amb Montcada i Reixac, al Vallès Occidental i al nord amb Sant Fost de Campsentelles, al Vallès Oriental, amb la Serralada de Marina exercint de barrera natural amb aquestes localitats. Finalment al nord-est limita amb les poblacions maresmenques de Tiana i Montgat. El seu límit sud-est és el mar Mediterrani.
| Montcada     | Sant Fost | Tiana       |
| Santa Coloma |           | Montgat     |
| Sant Adrià   |           | Mediterrani |

### Orografia

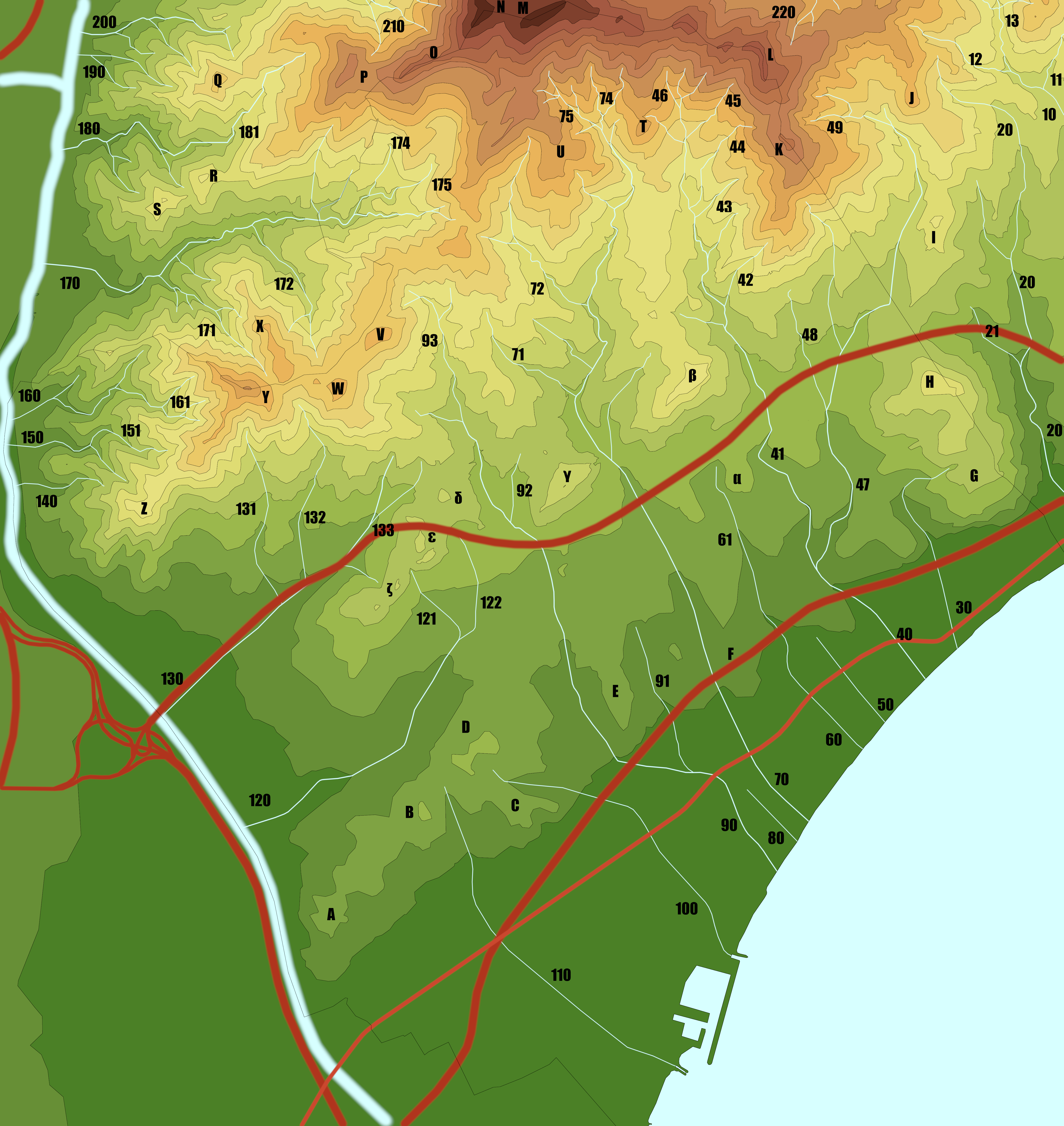
Orografia de Badalona i voltants

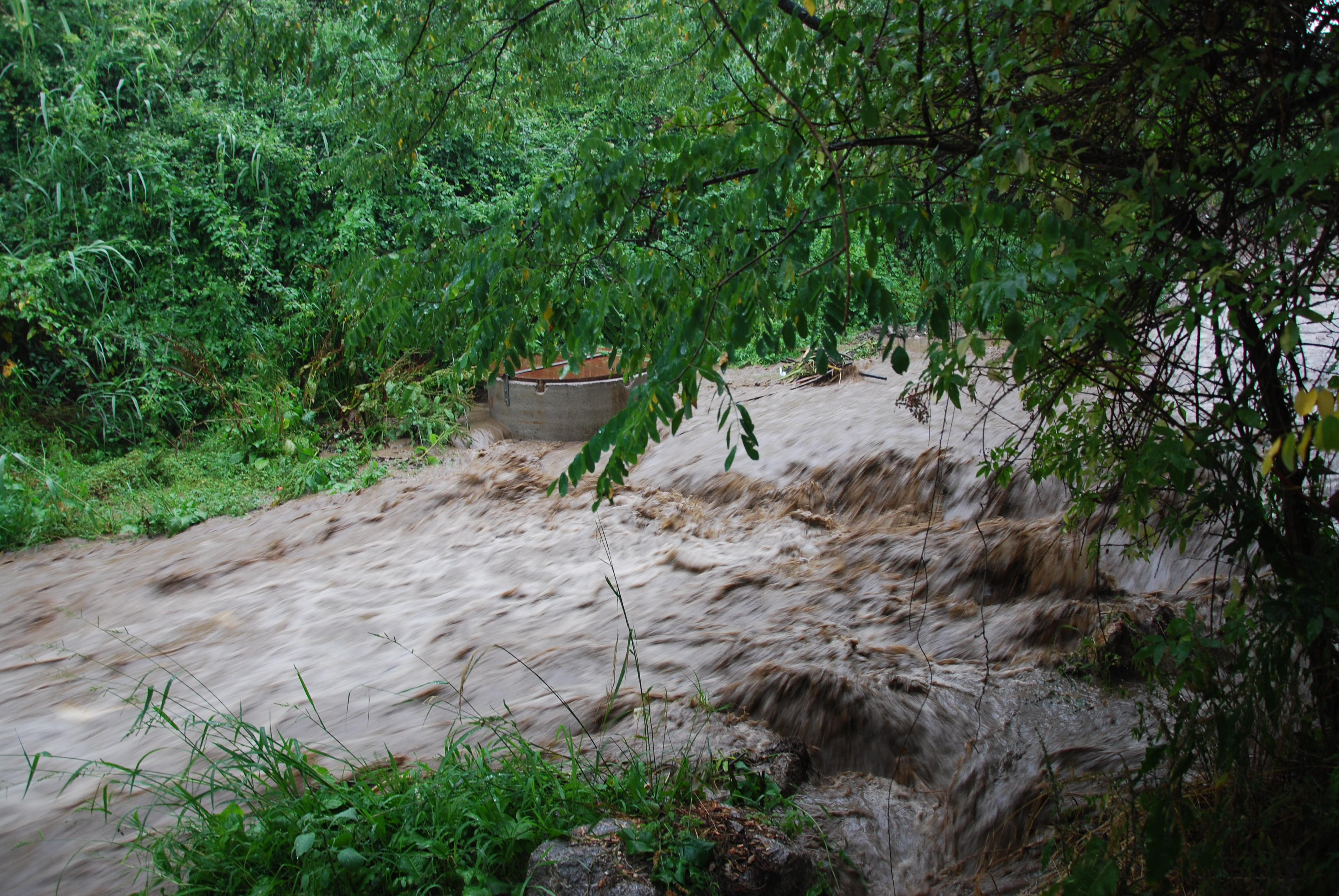
Dia de rierada a la Riera de Canyet

Pel que fa a l'orografia, destaquen les muntanyes de la Coscollada de l'Amigó (464 m), cim més alt del municipi, el Turó de les Maleses (462 m), el Turó de Fra Rafel (413 m); tots situats a la Serralada de Marina. Conviuen amb altres turons i serres més discrets situats vers la plana litoral com la serra de les Mosques d'Ase (130 m), el Turó de Montigalà (152 m), el Turó d'en Boscà (197 m), entre d'altres.
Un dels altres elements a destacar de Badalona són les abundants rieres, avui dia totes elles canalitzades en el seu tram urbà i normalment eixutes durant la gran majoria de l'any. Trobem quatre rieres i dos torrents que desemboquen al mar (de nord a sud): el Torrent de Vallmajor, la Riera de Canyadó, la Riera d'en Matamoros, la Riera d'en Folch o de Canyet, la Riera de Sant Jeroni o d'en Jornet, i el Rierot o Torrent d'en Valls. També podem trobar altres dos torrents que van a parar al riu Besòs: el Torrent d'en Grau (o Fonts de Sistrells) i el Torrent de la Vallençana. Tanmateix, a les valls de les muntanyes discorren cursos fluvials menors; sense menystenir les fonts que poblen el territori muntanyenc de Badalona.
Aquests cursos fluvials, en moments de precipitacions fortes, poden passar en qüestió de minuts d'estar pràcticament secs a portar un cabal d'aigua molt important. El que provoca la força de les rierades de Badalona és principalment el desnivell que han de salvar en pocs quilòmetres i la superfície de la conca hidrogràfica. Per exemple, la Riera de Canyet (anomenada a la part alta Torrent de l'Amigó i a la part baixa Riera d'en Folc) té una conca hidrogràfica de 4 km², una llargada de 5,9 km i un desnivell de 400 metres, el que provoca un pendent mitjà proper al 7 %, i com que al curs alt hi ha tot de torrenteres amb un pendent de l'ordre del 15 al 25 % que van a parar a la mateixa riera, això provoca que l'aigua baixi amb molta força. En el curs mitjà, allà on es troben la muntanya i el pla i els torrents s'ajunten formant les rieres, és on afloren les aigües filtrades i s'hi troben mines i fonts abundants. Destaquen les mines de ca l'Alemany, de can Ruti, de can Pontons i del Comú, així com les fonts de l'Amigó, del Pop, d'en Mora, d'en Beu-i-tapa, de can Trencalòs i de Sant Bru.

### Clima

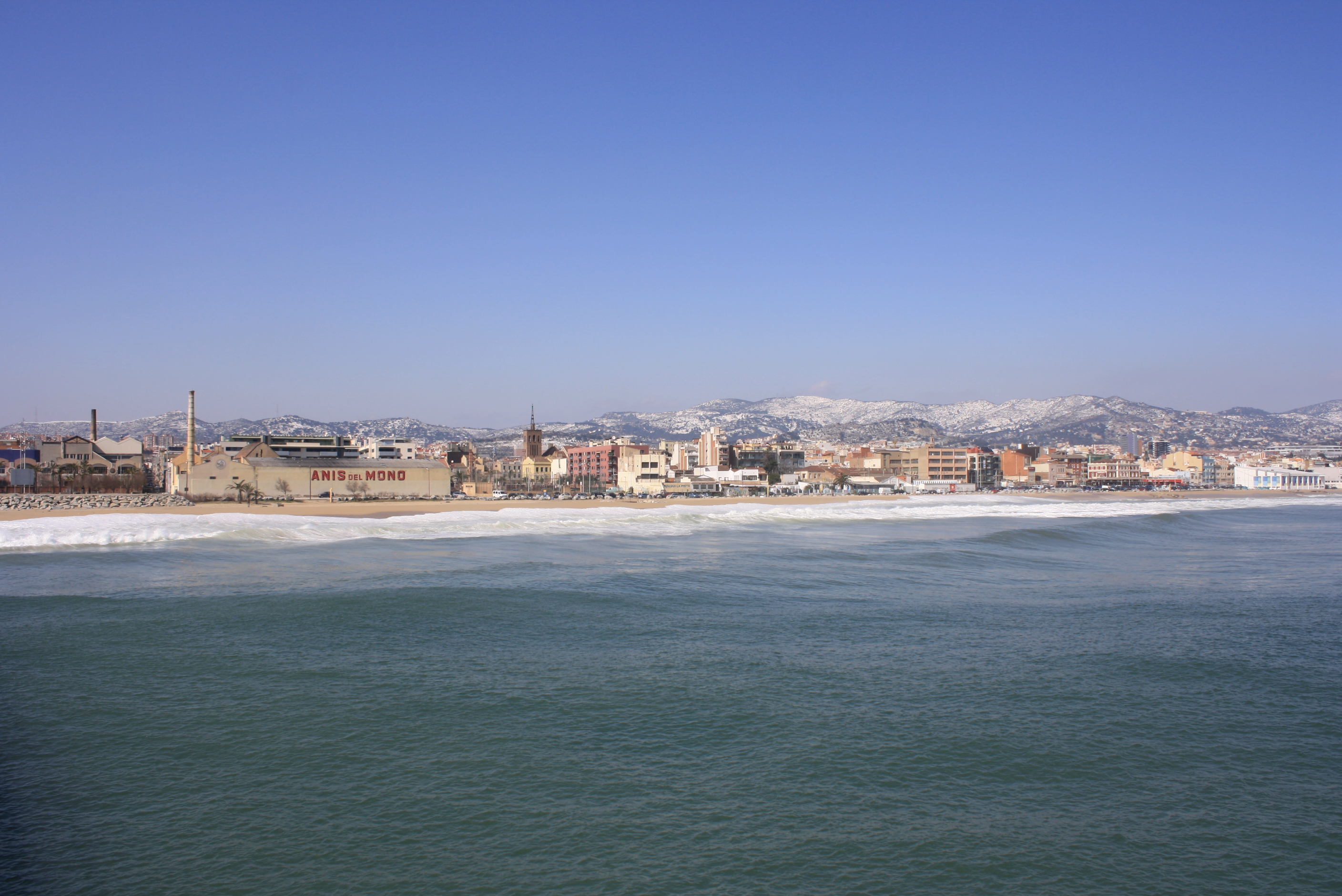
Vista de la costa després de la nevada del març de 2010.

Situada a la costa central catalana, el clima de Badalona és típicament mediterrani, amb estius càlids i xafogosos i hiverns suaus. Les temperatures i les precipitacions estan condicionades per dos factors claus: la muntanya, la serralada de Marina, que actua com a barrera, tot i la seva altitud modesta, i protegeix els turons més baixos i la plana dels vents freds d'origen continental de l'oest i del nord, i el mar que exerceix una acció reguladora de la temperatura. Ambdós afavoreixen un clima amb unes temperatures suaus però molt humit, amb una mitjana d'humitat del 70 %, que influencia que les temperatures màximes i mínimes siguin menys extremes, però que la població les noti més.
Les precipitacions són escasses de mitjana anual, i són més abundants a final d'estiu, durant la tardor i també a la primavera. Els mesos més humits són setembre, octubre i maig; els més secs són febrer i juliol. A causa del contacte de l'aire humit i calent del mar amb un altre més sec i fresc es produeixen episodis més intensos, fins i tot amb càrrega elèctrica, i que en certes ocasions han fet créixer enormement el cabal de les rieres, nombroses al terme municipal. De mitjana es recullen al voltant de 570 l/m² anuals, però en períodes concrets poc repartits al llarg de l'any, quelcom que afecta la vegetació i a l'erosió del sòl.
Les temperatures més altes són durant els mesos d'estiu, juliol i agost principalment, mentre que les més baixes es registren en els mesos d'hivern, en ordre descendent gener, desembre i febrer. Mentre que els dies més càlids d'estiu amb prou feines se superen els 30 °C, a l'hivern poques vegades es baixa per sota dels 0 °C. Tot i això, gairebé cada any neva al municipi, especialment a la Serralada de Marina (per sobre dels 300 metres d'altitud). Dels últims anys destaquen les nevades del 4 de febrer de 2015 (1 cm), del 23 de febrer de 2013 (10 cm), del 2 de febrer de 2012 (4 cm), del 8 de març de 2010 (25 cm) i del 6 de gener de 2009 (16 cm). De totes aquestes només la del 8 de març de 2010 va arribar a agafar a la mateixa platja.
Al llarg dels últims dos segles hi ha hagut diversos episodis de temps advers a la ciutat. Destaca, per exemple, el tornado de categoria EF2 (amb vents de més de 180 km/h) que el 15 de juny de 1892 va arrasar part del centre de la Vila. També cal recordar la nevada que el 25 de desembre de 1962 va deixar 64 cm de neu a la platja i fins a 80 cm a Canyet; la fredorada del febrer de 1956 que va fer baixar els termòmetres fins als -8 °C, o els aiguats de mitjans de novembre de 1988 que, amb poca estona, van deixar fins a 230 l/m² provocant una rierada que es va endur diversos vehicles.
A continuació, la taula de les mitjanes climàtiques de temperatures i precipitació mensuals. Dades de l'estació de l'observatori municipal, ubicat al terrat del Museu (1991-2020).
| Paràmetres                      | gen  | feb  | mar  | abr  | mai  | jun  | jul  | ago  | set  | oct  | nov  | des  | Anual |
| Temperatura mitjana (ºС)        | 10,4 | 10,8 | 12,7 | 14,6 | 17,7 | 21,5 | 24,3 | 25,2 | 21,9 | 18,5 | 13,9 | 11,1 | 16,9  |
| Temperatura màxima mitjana (°C) | 13,9 | 14,2 | 15,8 | 17,5 | 20,4 | 23,9 | 26,7 | 27,8 | 24,6 | 21,4 | 17,3 | 14,5 | 19,8  |
| Temperatura mínima mitjana (°C) | 7,1  | 7,5  | 9,6  | 11,7 | 15,1 | 19,1 | 21,9 | 22,3 | 18,9 | 15,5 | 10,6 | 8,0  | 13,9  |
| Precipitació (l/m²)             | 43,0 | 30,6 | 43,0 | 49,5 | 47,6 | 33,0 | 32,0 | 37,7 | 85,9 | 86,2 | 49,6 | 39,7 | 577,8 |
| ------------------------------- | ---- | ---- | ---- | ---- | ---- | ---- | ---- | ---- | ---- | ---- | ---- | ---- | ----- |

### Fauna i flora

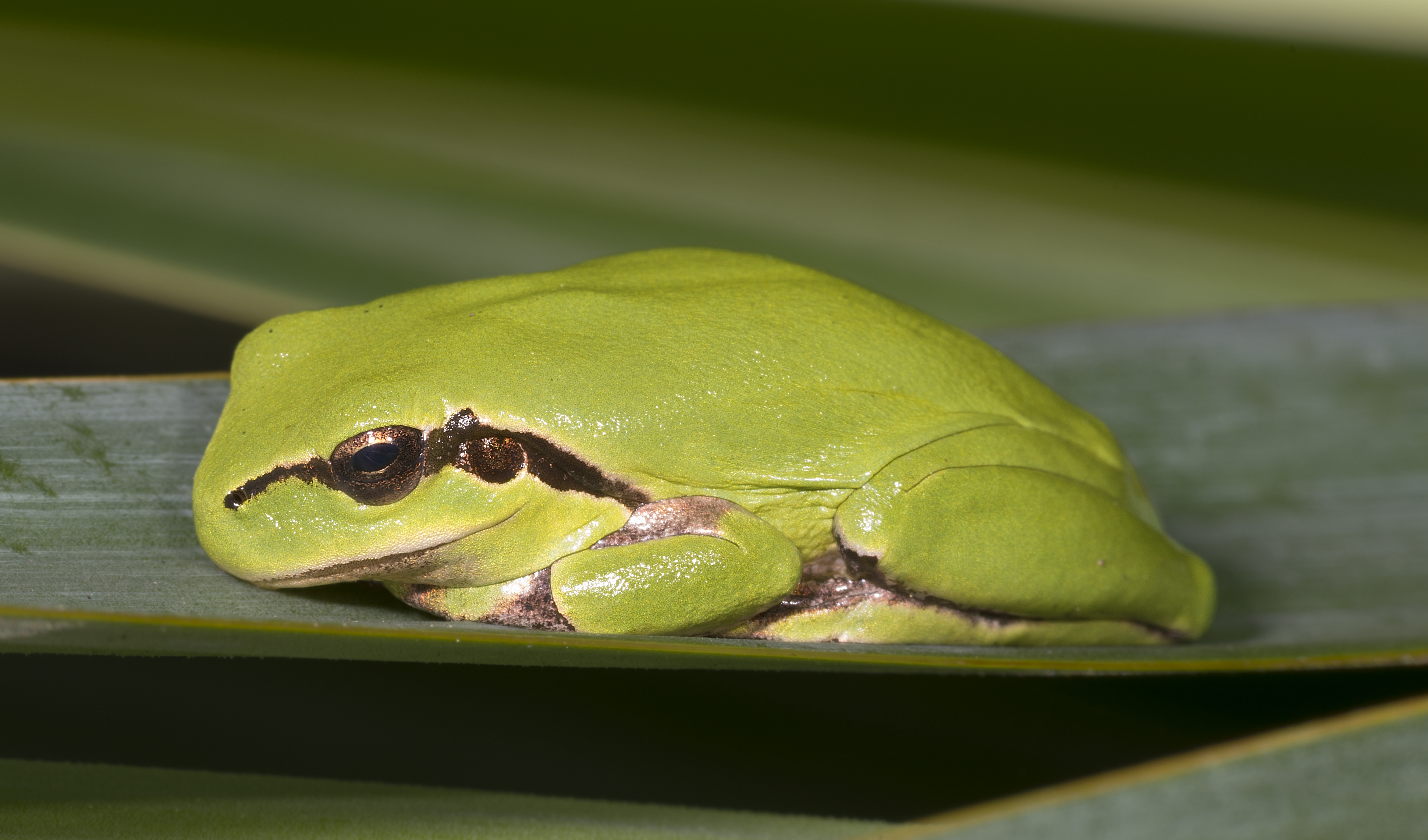
La reineta es pot observar en algunes rieres i petits rierols badalonins.

La vegetació predominant està constituïda per comunitats arbustives i herbàcies, amb alguns arbres, principalment pi pinyoners, tot i que també s'hi poden trobar omedes, alberes, salzedes i alguns roures, principalment a les rieres i als petits rierols i torrenteres, en les que també s'hi troben alguns invertebrats aquàtics, així com diversos amfibis i rèptils, com ara la salamandra (Salamandra salamandra), el tòtil comú (Alytes obstetricans) i la reineta (Hyla meridionalis). Als marges d'aquestes zones s'hi poden trobar espècies com el senglar (Sus scrofa), el toixó (Meles meles), la rata comuna (Rattus norvegicus) o la mostela (Mustela nivalis). És remarcable el nombre de rapinyaires que nidifiquen a la zona de la Serralada de Marina, i d'alguns mamífers com l'eriçó fosc (Erinaceus europaeus) o l'eriçó clar (Atelerix algirus).
Pel que fa al mar, el Pont del Petroli és el lloc ideal per observar una gran diversitat d'espècies marines. A partir de 30 metres de fondària, sobre el fons marí badaloní afloren barres rocoses que són antigues línies de costa fossilitzades on trobem una comunitat formada per nombrosos invertebrats i peixos. Hi destaca la presència de gorgònies de dimensions considerables i una gran diversitat d'invertebrats de vida fixa. També trobem espècies de gran valor comercial, com per exemple llagostes, llobregants, rascasses, congres, etc. També hi trobem grans meduses al litoral, com la Rhizostoma pulmo, que durant l'estiu és observable a poca fondària. També, durant els mesos d'estiu, és habitual observar grans concentracions d'uns peixos semblants a les sardines, les alatxes (Sardinella aurita), que formen moles molt denses.
Els mesos d'hivern són la millor època de l'any per observar aus marines, perquè moltes espècies que passen l'estiu al nord d'Europa hivernen a les nostres costes. També, els dies de mal temps, són dies molt favorables per veure espècies que viuen mar endins i que s'apropen al litoral per gaudir d'unes condicions no tan dures. A Badalona es poden observar la baldriga balear (Puffinus mauretanicus), la baldriga cendrosa (Calonectris diomedea), el mascarell (Morus bassanus), el corb marí gros (Phalacrocorax carbo), el corb marí emplomallat (Phalacrocorax aristotelis), el paràsit gros (Cataracta skua), el paràsit cuapunxegut (Stercorarius parasiticus), el gavià de potes grogues (Larus michahellis), el gavià fosc (Larus fuscus), la gavina corsa (Larus audouiini), la gavina capnegra (Larus melanocephalus), la gavina riallera (Larus ridibundus), el xatrac comú (Sterna hirundo), el xatrac bec-llarg (Sterna sandvicensis) i el gavot (Alca torda).

## Història

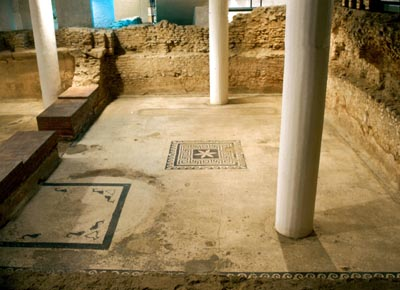
Termes de Baetulo

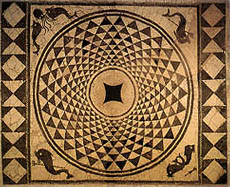
Mosaic de la Casa dels Dofins.

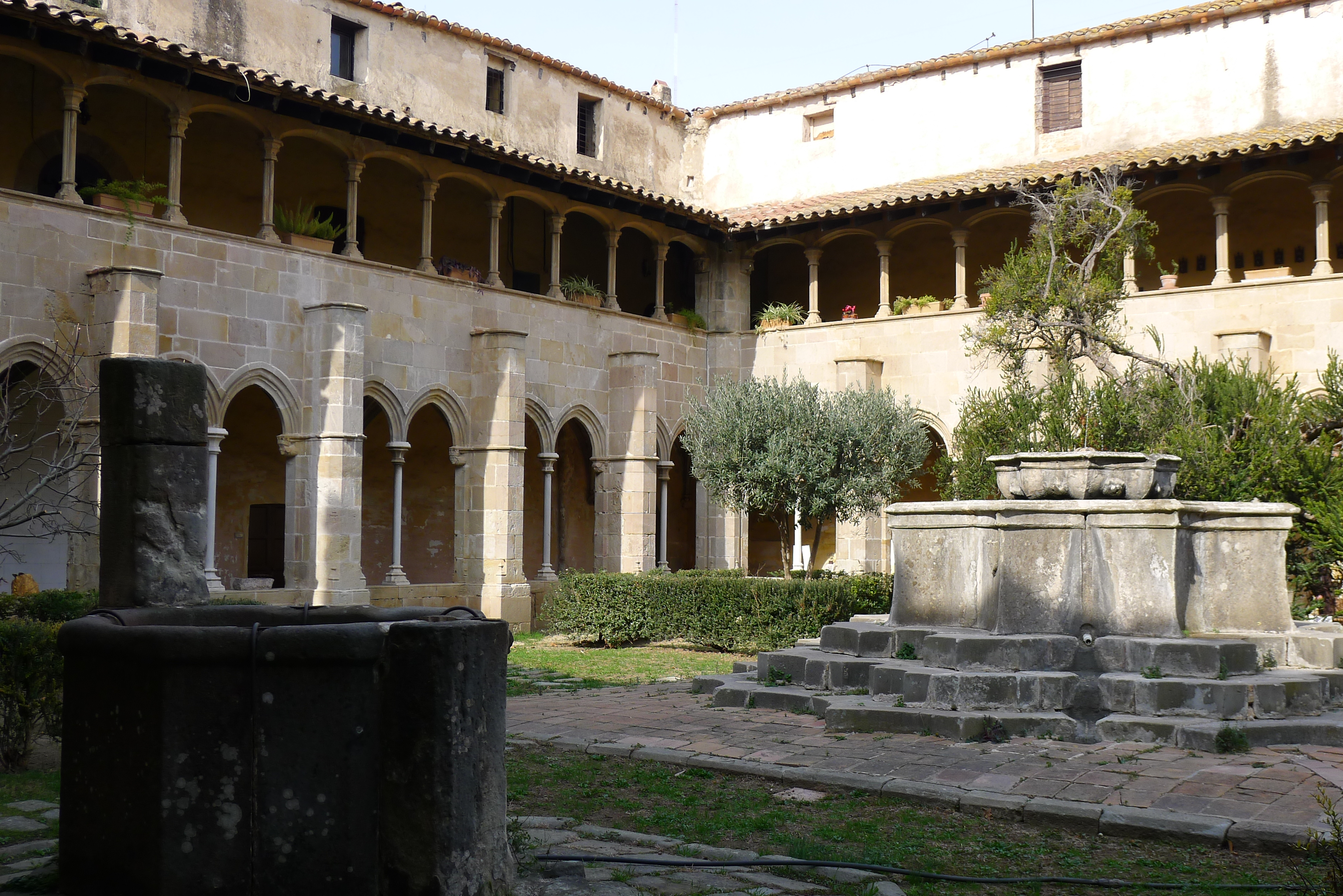
Claustre del monestir de Sant Jeroni de la Murtra, construït el. Els Reis Catòlics reberen aquí a Cristòfor Colom quan tornà d'Amèrica.

### Prehistòria
Les restes més antigues trobades a Badalona daten del Neolític: eines treballades en pedra i sílex a la zona del Manresà i el turó d'en Seriol i també sepulcres amb aixovar a Sistrells i Llefià. Durant l'edat dels metalls es generalitza l'hàbitat a l'aire lliure i són diversos els jaciments trobats a la ciutat, sobretot a diverses bòbiles d'inicis del bronze i a Can Butinyà i a Can Mora, al barri de Canyet.

### Edat antiga
El primer element del període antic és el poblat ibèric del Turó d'en Boscà, que es remunta al segle iii aC. Però els orígens de la ciutat s'acostumen a datar en la fundació ex novo romana vers l'any 100 aC quan, els romans fundaren la població de Bætulo (o Bètulo) en un petit turó a la vora del mar. Urbanitzada de manera ortogonal. La plaça del fòrum es trobava al carrer de dalt, on es troba l'església de Santa Maria de Badalona. Amb el temps, la civitas es va emmurallar i va assolir l'estatus de municipium, fet que prova la prosperitat i el creixement de la ciutat fins al segle ii, sobretot a redós del comerç, gràcies a la producció i l'exportació de vi. Aquesta darrera informació corroborada a partir de les descobertes arqueològiques fetes durant l'excavació de la plaça Pompeu Fabra.

### Edat mitjana
Amb el declivi de l'Imperi s'inicià un procés general de ruralització del territori que despoblà el nucli romà de Baetulo vers les vil·les escampades per la zona. En general, el territori patí una davallada demogràfica i econòmica a causa de la desaparició del comerç i els continus perills que suposaren els atacs dels pobles germànics i, després, dels musulmans.
El nucli medieval és l'àrea avui coneguda com a Dalt de la Vila, que ocupa el mateix lloc que l'antiga Baetulo. Tanmateix també existí un cert poblament de caràcter dispers a les zones de Llefià, Canyet i Pomar. Demogràficament parlant no destaca; el 1380 tenia només 130 focs, els quals s'havien reduït a menys de 100 el 1553 a causa d'esdeveniments bèl·lics, epidèmies i atacs de pirates.

### Edat moderna
L'època moderna representa per a Badalona una continuïtat en el modus vivendi de la població i es produeix pràcticament un estancament demogràfic i urbanístic degut principalment a epidèmies i incursions de pirates, que atacaren en 1527 i 1564. Les guerres foren un altre factor per a fomentar l'estancament de la vila. Políticament fou vila sota jurisdicció reial fins al 10 de juny de 1595, quan el virrei i capità general de Catalunya concedí a Badalona privilegis, entre els quals es trobava el títol d'universitat —és a dir, de municipi— i el dret a elegir diversos càrrecs públics pel sistema de la insaculació; les persones escollides seguien una mateixa proporció segons els veïnats, la Sagrera i Llefià tenien una tercera part cadascuna, la darrera era repartida entre Canyet i Pomar.
La situació canvia al segle xviii, a partir de l'arribada dels Borbons al tron els atacs de pirates cessen i Badalona experimenta un creixement en tots els àmbits, demogràficament i urbanísticament i a més s'inicia una millora agrícola que després ajudaria a la seva industrialització.

### Edat contemporània

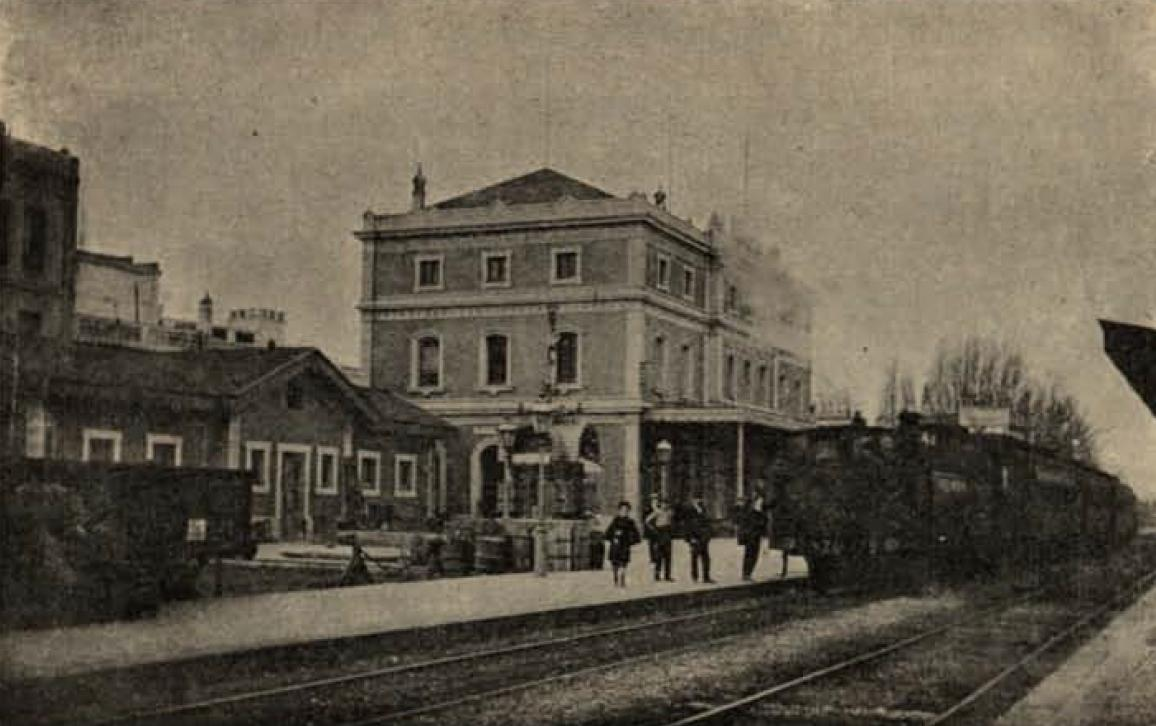
L'arribada del ferrocarril significà un revulsiu a l'hora de la instal·lació d'indústries a Badalona. A la imatge l'estació de tren, la tercera, l'any 1910.

A principis del segle xix va ser quan la ciutat va iniciar el seu camí cap a la industrialització, comerciant els seus excedents en l'emergent mercat barceloní, i el món rural va començar a quedar reduït. Les primeres fàbriques tèxtils arriben el 1804, i el 1825 es trasllada a Badalona la fàbrica de productes químics Casanovas, Massanet i Cia (que havia hagut de marxar de Barcelona per problemes de contaminació). Les màquines de vapor mecanitzaren el sector industrial, i l'arribada del tren el 1848 el va consolidar definitivament. Precisament per construir-lo es va produir la primera onada immigratòria, que procedia de la Ràpita i Alcanar. El primer boom es constata amb el salt demogràfic i urbanístic que feu Badalona entre el 1842 i el 1860: d'uns 3.700 habitants a un cens de 12.000 després, passant de no estar en el rànquing de les trenta majors ciutats de Catalunya a ser la dotzena.

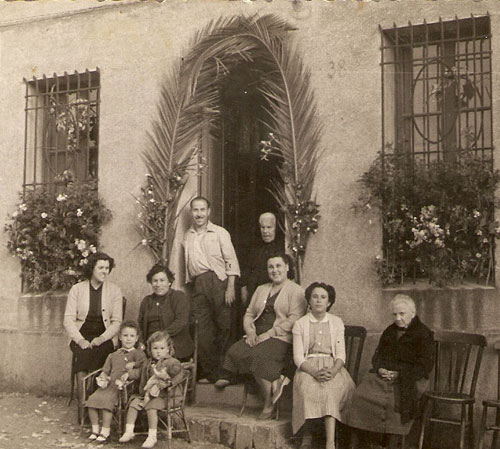
Casa de Bufalà, engalanada per les festes de Corpus, l'any 1952.

Però fou durant la segona meitat del segle xix que es produí el boom industrial i poblacional: grans indústries tèxtils, químiques i alimentàries s'instal·laren a Badalona amb molta mà d'obra i una alta producció: alcohols, aiguardents, cuirs, vidre, el primer material elèctric, productes farmacèutics, gas. A finals del segle era una necessitat urgent eixamplar la ciutat per planificar un creixement que feia temps que havia començat i que el 1900 feia un total de 19.200 badalonins (novena ciutat del país).
El 1900 es produí en favor de Carles de Borbó i Àustria-Este el fracassat Alçament de Badalona i altres viles catalanes i del País Valencià liderat per Salvador Soliva.
Al tombant de segle es va viure un important dinamisme cultural, que es va veure posteriorment frenat i represaliat durant les dues dictadures. El 1910 ja eren 20.900; i el 1936, 48.700, passant a ser ja la quarta ciutat catalana. Aquest auge desbocat va provocar un creixement en barris mal comunicats i sense equipaments. Després de la guerra civil la dinàmica no es va aturar ans al contrari: les noves immigracions i el descontrol de l'expansió feren assolir xifres vertiginoses: 76.300 habitants el 1950, 92.200 el 1960 i 201.200 deu anys després.
Durant la dècada del 1980, i a partir del seu nomenament com a subseu dels Jocs Olímpics de 1992, Badalona va experimentar una sèrie de transformacions urbanístiques i l'arribada de nous immigrants, procés que segueix vigent avui dia.

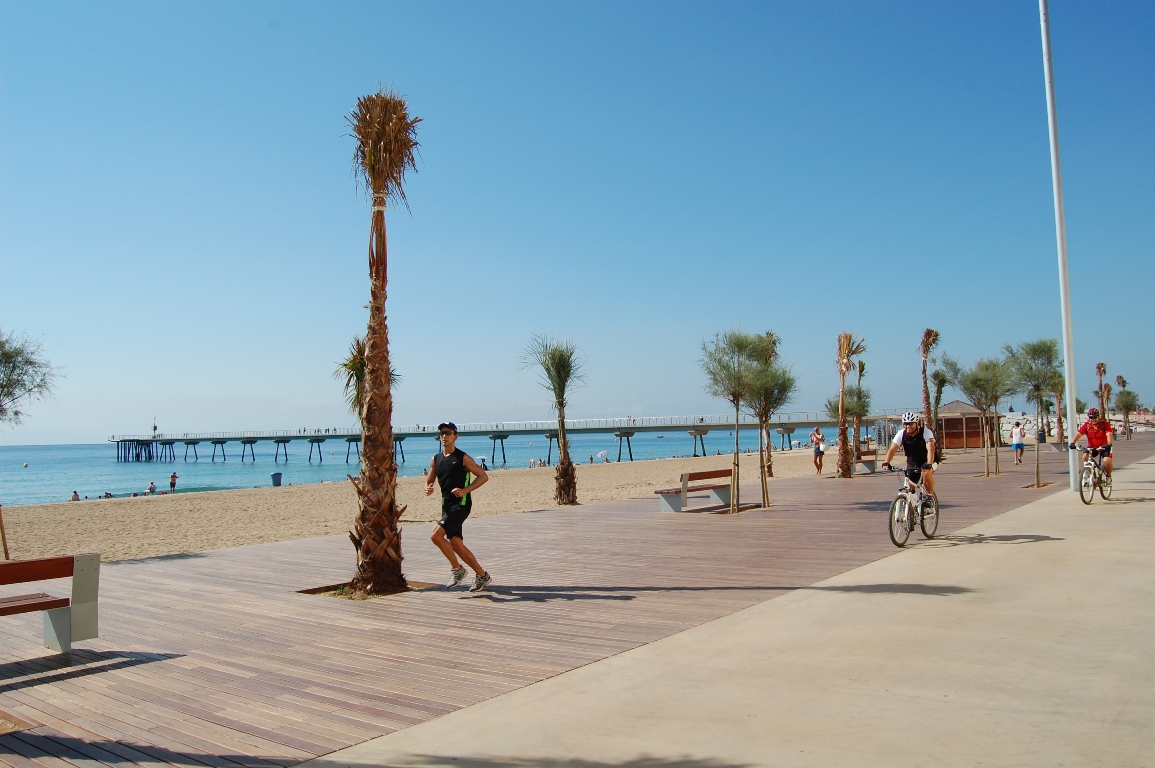
Nou passeig Marítim de Badalona

Malgrat aquest auge demogràfic constant al llarg dels dos darrers segles, Badalona no ha esdevingut un simple barri dormitori de Barcelona, sinó que ha conservat una identitat pròpia gràcies, en part, a la presència activa de llurs entitats culturals i esportives; i també gràcies al seu particular urbanisme.

## Demografia

### Evolució demogràfica
Evolució demogràfica de Badalona fins a l'any 2018:
| 1497 f | 1515 f | 1553 f | 1717 | 1787  | 1857   | 1877   | 1887   | 1900   | 1910   |
| ------ | ------ | ------ | ---- | ----- | ------ | ------ | ------ | ------ | ------ |
| 105    | 104    | 88     | 739  | 3.474 | 10.485 | 13.758 | 15.974 | 19.240 | 20.957 |

| 1920   | 1930   | 1940   | 1950   | 1960   | 1970    | 1981    | 1990    | 1992    | 1994    |
| ------ | ------ | ------ | ------ | ------ | ------- | ------- | ------- | ------- | ------- |
| 29.361 | 44.291 | 48.284 | 61.654 | 92.257 | 162.888 | 227.744 | 225.207 | 218.319 | 218.319 |

| 1996    | 1998    | 2000    | 2002    | 2004    | 2006    | 2008    | 2010    | 2012    | 2014    |
| ------- | ------- | ------- | ------- | ------- | ------- | ------- | ------- | ------- | ------- |
| 210.987 | 209.606 | 208.944 | 210.370 | 214.874 | 221.520 | 217.093 | 218.886 | 220.977 | 217.210 |

| 2016    | 2018    | 2020    | 2022    | 2024    | 2026 | 2028 | 2030 | 2032 | 2034 |
| ------- | ------- | ------- | ------- | ------- | ---- | ---- | ---- | ---- | ---- |
| 215.634 | 217.741 | 223.166 | 223.506 | 227.083 | -    | -    | -    | -    | -    |

El 1553 incorpora Llefià, i el 1717, Canyet i Pomar (abans Quadra de Blanes).

#### Immigració
Pel que fa a la població estrangera, a Badalona l'any 2001 aquesta suposava el 2,4 % del total, mentre que a data de 2021 és del 15,4 %.
D'aquesta població immigrant, un 38,8 % prové de països asiàtics, un 16,7 % d'estats d'Amèrica del Sud, i un 18,1 % de països africans. Els ciutadans de la Unió Europea suposen el 9,3 % del total de persones estrangeres residents a Badalona. Pel que fa als països, el Pakistan, el Marroc, la Xina i Hondures són els primers, i entre els quatre suposen el 53,3 % de tots els residents estrangers a Badalona de l'any 2021. Destaca el creixement en la població d’Hondures a Badalona què s'ha multiplicat per cinc el nombre d'habitants d’aquesta nacionalitat en deu anys.
Pel que fa al perfil de les persones de nacionalitat estrangera a nivell municipal, aquest col·lectiu està format per un 53,4% d'homes i un 46,6% de dones. On major diferència hi ha en quant al gènere es troba entre la població asiàtica, amb un 60% per a la població masculina. No obstant això, es tracta d’una diferència a la baixa, sobretot tenint en compte les dades del 2010, on l'índex de població masculina era d’un 71,7 %.
Es tracta d'una població jove, ja que si bé la mitjana d'edat per al conjunt de la població és d’uns 45 anys el 2021, en el cas de la població estrangera és d’uns 30 anys. Només el 2 % de la població estrangera supera els 64 anys al 2021, mentre que aquest valor és del 22 % entre la población espanyola.
Pel que fa a la distribució per barris al barri de la Salut resideixen el 2010 el 20,7% del total d'estrangers de la ciutat, seguit pels barris de Sant Roc (14,1 %), Sant Antoni de Llefià (7,5 %), Sant Joan de Llefià (7,2 %), Sant Mori de Llefià (6,3 %), Sant Crist (5,6 %), La Pau (5,2 %)i Artigues (5 %). Pel que fa al percentatge de persones estrangeres que viuen a cada barri respecte del total de la població del mateix barri, el grup format pels barris d'Artigues, La Pau, La Salut i Sant Roc, presenten el valor més gran (al voltant del 34%), seguit pel barri del Remei (25,3%). Barris com ara Lloreda, Sant Crist i Sant Joan de Llefià, La Mora i Sant Antoni de Llefià, tenen un percentatge al voltant del 18 %.
| Estat                | Població | Percentatge |
| -------------------- | -------- | ----------- |
| Espanya              | 188.645  | 84,59 %     |
| Pakistan             | 6.852    | 3,07 %      |
| Marroc               | 5.101    | 2,29 %      |
| Xina                 | 4.476    | 2,01 %      |
| Hondures             | 1.898    | 0,85 %      |
| Índia                | 1.235    | 0,55 %      |
| Colòmbia             | 1.010    | 0,45 %      |
| Itàlia               | 999      | 0,45 %      |
| Equador              | 855      | 0,38 %      |
| Romania              | 839      | 0,38 %      |
| Bolívia              | 784      | 0,35 %      |
| Rússia               | 743      | 0,33 %      |
| Veneçuela            | 713      | 0,32 %      |
| Ucraïna              | 712      | 0,32 %      |
| Perú                 | 686      | 0,31 %      |
| Paraguai             | 497      | 0,22 %      |
| Bangladesh           | 472      | 0,21 %      |
| República Dominicana | 440      | 0,20 %      |
| Geòrgia              | 430      | 0,19 %      |
| Brasil               | 419      | 0,19 %      |
| Argentina            | 407      | 0,18 %      |
| França               | 310      | 0,14 %      |
| El Salvador          | 275      | 0,12 %      |
| Armènia              | 265      | 0,12 %      |

| Estat                  | Població | Percentatge |
| ---------------------- | -------- | ----------- |
| Xile                   | 214      | 0,10 %      |
| Cuba                   | 213      | 0,10 %      |
| Regne Unit             | 210      | 0,09 %      |
| Nigèria                | 210      | 0,09 %      |
| Alemanya               | 176      | 0,08 %      |
| Uruguai                | 171      | 0,08 %      |
| Portugal               | 160      | 0,07 %      |
| Bulgària               | 150      | 0,07 %      |
| Senegal                | 148      | 0,07 %      |
| Algèria                | 137      | 0,06 %      |
| Polònia                | 136      | 0,06 %      |
| Nicaragua              | 126      | 0,06 %      |
| Gàmbia                 | 111      | 0,05 %      |
| Guinea Equatorial      | 103      | 0,05 %      |
| Països Baixos          | 90       | 0,04 %      |
| Mali                   | 87       | 0,04 %      |
| Mèxic                  | 85       | 0,04 %      |
| Moldàvia               | 83       | 0,04 %      |
| Guinea                 | 81       | 0,04 %      |
| Belarús                | 79       | 0,04 %      |
| Estats Units d'Amèrica | 79       | 0,04 %      |
| Ghana                  | 72       | 0,03 %      |
| Altres                 | 1.022    | 0,46 %      |
| Total                  | 223.006  | 100,0 %     |

## Política i govern

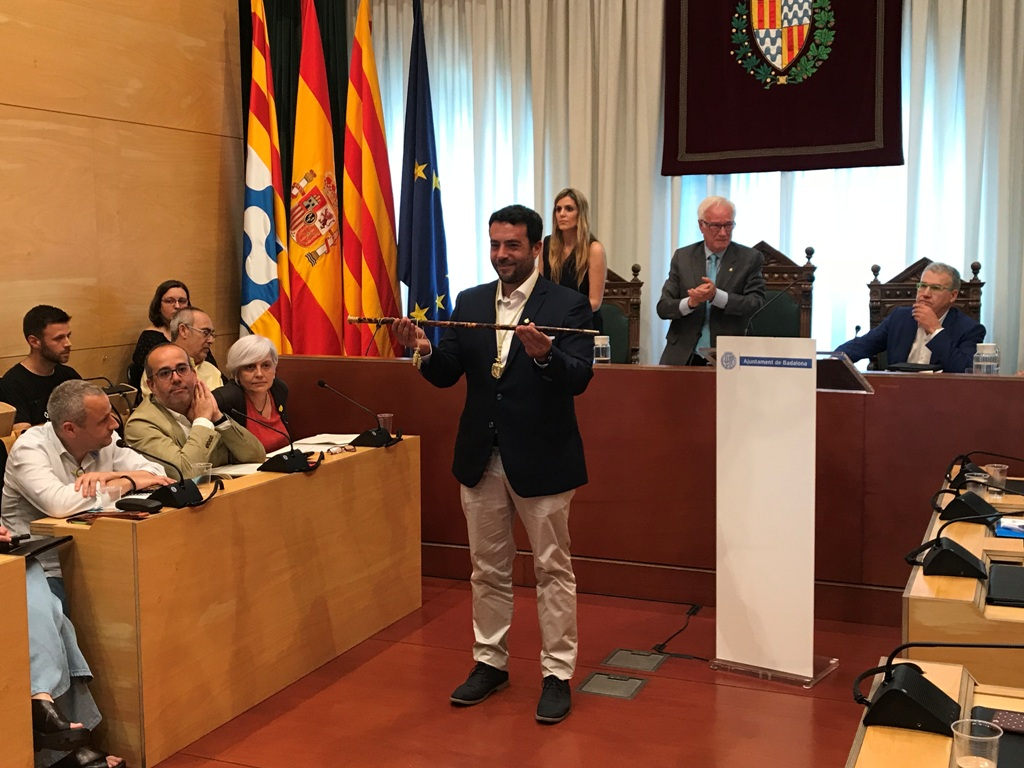
Àlex Pastor amb la vara d'alcalde el dia del seu nomenament

Des de les primeres eleccions democràtiques després del franquisme, el 3 d'abril de l'any 1979, i fins al 2011, l'Ajuntament de Badalona ha estat dirigit per partits d'esquerres. Primerament ocupà l'alcaldia Màrius Díaz del PSUC-PCE i després ininterrompudament el Partit dels Socialistes de Catalunya, amb els alcaldes Joan Blanch, Maite Arqué i Jordi Serra, que accedí a l'alcaldia quan el 8 d'abril de 2008. Maite Arqué va abandonar-la per ocupar el seu escó al Senat.
Entre 2011 i 2015, la ciutat va estar governada per un alcalde de dretes, Xavier García Albiol, que va guanyar les eleccions amb un discurs basat en el control de la immigració. Des de llavors defensà una política d'immigració i seguretat a Badalona molt aferrissada. El 2015, tot i que la llista del PP fou la més votada amb 10 regidors, la candidatura amb més suports va ser la de Guanyem Badalona en Comú, que va obtenir 5 regidors, i que amb el suport d'ERC, ICV-EUiA i PSC va nomenar alcaldessa a Maria Dolors Sabater.
El 20 de juny de 2018, arran d'una moció de censura derivada d'una qüestió de confiança per aprovar els pressupostos municipals, Sabater va ser substituïda pel socialista Àlex Pastor López a l'alcaldia. El 2019, després d'unes noves eleccions municipals, Pastor va repetir a l'alcaldia amb els vots de tots els grups polítics excepte el PP i 1 vot nul. El 22 d'abril de 2020, després d'una polèmica detenció en plena pandèmia de la COVID-19, Pastor va dimitir a través del seu advocat des de la comissaria dels Mossos d'Esquadra de Les Corts. Fou substituït de manera accidental per la tinent d'alcalde Aïda Llauradó de Badalona en Comú Podem. El 12 de maig de 2020 se celebrà un nou ple d'investidura. Les formacions d'esquerra no van arribar a un acord, fet que va permetre que Xavier Garcia Albiol, com a candidat de la llista més votada, recuperés de nou la vara d'alcaldia.
El 8 de novembre de 2021, arran de l'escàndol provocat per l'aparició del nom d'Albiol als Papers de Pandora, l'oposició va tirar endavant una moció de censura contra el seu govern que acabaria amb la proclamació del socialista Rubén Guijarro Palma com a nou alcalde de la ciutat davant d'un govern format per quatre partits: PSC, ERC, Badalona en Comú Podem i JxCat.

### Composició de la Corporació Municipal
El Ple de l'Ajuntament està format per 27 regidors, sent 14 el nombre necessari per a la majoria absoluta. La composició del Ple, d'acord amb el resultat de les eleccions municipal del 28 de maig de 2023, és la següent:
| Eleccions municipals de 28 de maig de 2023 - Badalona |                                                                   |                                     |                                     |          |          |          |
| Candidatura | Candidatura                                                       | Candidatura                         | Cap de llista                       | Vots     | Vots     | Regidors |
| | Partit Popular                                                    |                                     | Xavier Garcia Albiol                | 37.506   | 55,73%   | 18 (+7)  |
| | Partit dels Socialistes de Catalunya-Units-Candidatura de Progrés |                                     | Rubén Guijarro Palma                | 13.167   | 14,62%   | 4 (-2)   |
| | Esquerra Republicana de Catalunya-Acord Municipal                 |                                     | Alex Montornès i Torrecillas        | 6.855    | 7,61%    | 2 (+2)   |
| | Badalona en Comú Podem - en Comú Guanyem                          |                                     | Aïda Llauradó Álvarez               | 6.270    | 6,96%    | 2 ()     |
| | Guanyem Badalona en Comú-Avancem-MES                              |                                     | Maria Dolors Sabater i Puig         | 5.476    | 6,08%    | 1 (+1)   |
| | Altres candidatures                                               |                                     |                                     | 3.749    | 3,76%    | 0 ( -1)  |
| | Vots en blanc                                                     |                                     |                                     | 526      | 0,53%    |          |
| Total vots vàlids i regidors | Total vots vàlids i regidors                                      | Total vots vàlids i regidors        | Total vots vàlids i regidors        | 99.795   | 100 %    | 27       |
| | Vots nuls                                                         | Vots nuls                           | Vots nuls                           | 334      | 0,33%    |          |
| Participació (vots vàlids més nuls) | Participació (vots vàlids més nuls)                               | Participació (vots vàlids més nuls) | Participació (vots vàlids més nuls) | 100.129  | 63,85%** |          |
| Abstenció | Abstenció                                                         | Abstenció                           | Abstenció                           | 66.329*  | 42,47%** |          |
| Total cens electoral | Total cens electoral                                              | Total cens electoral                | Total cens electoral                | 156.813* | 100 %**  |          |
| Alcalde: Xavier García Albiol (Partit Popular Català) Per majoria absoluta dels vots dels regidors (18 regidors (PP))                                             |                                                                   |                                     |                                     |          |          |          |
| Fonts: Junta Electoral de la Zona de Barcelona. Ministeri de l'Interior. Periòdic Ara. (* No són vots sinó electors. ** Percentatge respecte del cens electoral.) |                                                                   |                                     |                                     |          |          |          |

### Junta de Govern

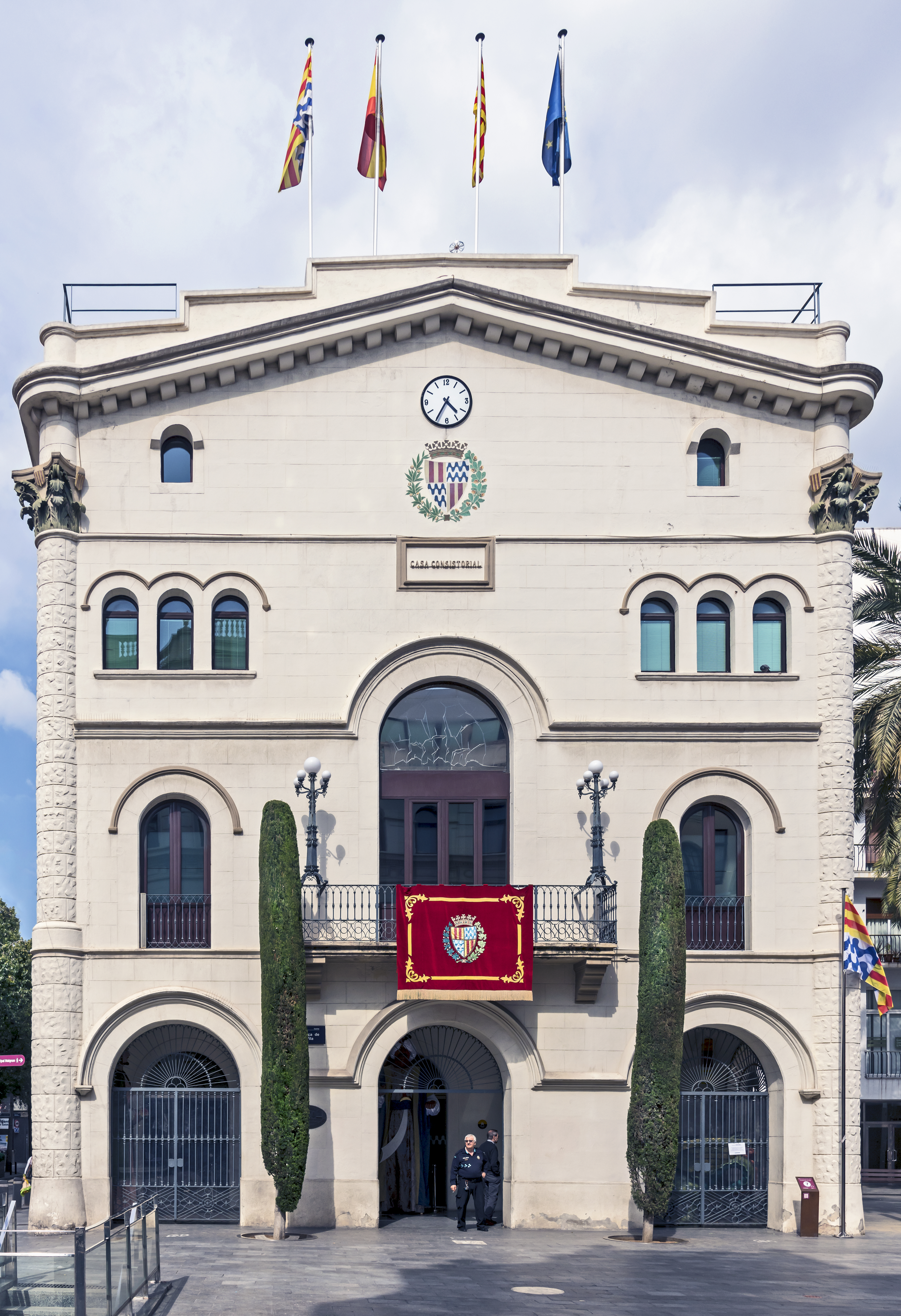
Casa Consistorial

Després de la dimissió d'Àlex Pastor, el Govern Municipal conformat per PSC, Units per Avançar i Badalona en Comú Podem va passar a l'oposició i Xavier García Albiol, del Partit Popular, va ser investit alcalde de la ciutat. El nou Govern Municipal estava conformat per onze regidories i comptava amb quatre grans àmbits de govern tutelats pels quatre tinents d'alcalde de la ciutat: Juan Fernández Benítez, Cristina Agüera Gago, Daniel Gracia Álvarez i Irene González Poveda. Tanmateix, al cap d'un any, una moció de censura de tota l'oposició contra el govern d'Albiol, després que el seu nom aparegués als Papers de Pandora, provocaria un nou canvi de govern a la ciutat: el tercer de la legislatura. El socialista Rubén Guijarro Palma seria proclamat nou alcalde de Badalona i acabaria formant un govern amb quatre partits diferents (PSC, BeCP, ERC i JxCat), sis tinents d'alcaldia i dotze regidories.
En l'actualitat, després de les eleccions del 28 de maig de 2023, que van donar la majoria absoluta al Partit Popular de Xavier García Albiol, el govern de la ciutat està format pels següents membres, estructurats al voltant de quatre tinences d'alcaldia:
| Alcalde                                                                                               | Alcalde                | Alcalde                                                                                 | Alcalde                              |
| --- | ---------------------- | --------------------------------------------------------------------------------------- | ------------------------------------ |
| Xavier García Albiol                                                                                  |                        |                                                                                         |                                      |
| Regidors de Govern                                                                                    |                        |                                                                                         |                                      |
| Tinences d'alcaldia                                                                                   | Titular                | Regidories                                                                              | Titular                              |
| Primer tinent d'alcaldia. Àmbit d'Hisenda i Finances, Recursos Interns, Esports i Seguretat           | Juan Fernández Benítez | Hisenda i Finances, Recursos Interns i Esports                                          | Juan Fernández Benítez               |
| Primer tinent d'alcaldia. Àmbit d'Hisenda i Finances, Recursos Interns, Esports i Seguretat           | Juan Fernández Benítez | Recursos Humans                                                                         | Eva Guillén Rodríguez                |
| Primer tinent d'alcaldia. Àmbit d'Hisenda i Finances, Recursos Interns, Esports i Seguretat           | Juan Fernández Benítez | Coordinació Territorial i adjunt d'Esports                                              | Juan José Portillo López             |
| Primer tinent d'alcaldia. Àmbit d'Hisenda i Finances, Recursos Interns, Esports i Seguretat           | Juan Fernández Benítez | Educació                                                                                | Vanesa González Cejudo               |
| Primer tinent d'alcaldia. Àmbit d'Hisenda i Finances, Recursos Interns, Esports i Seguretat           | Juan Fernández Benítez | Joventut, Convivència i Mediació                                                        | Odalys Sánchez Martínez              |
| Primer tinent d'alcaldia. Àmbit d'Hisenda i Finances, Recursos Interns, Esports i Seguretat           | Juan Fernández Benítez | Seguretat                                                                               | Juan Manuel Ruiz García              |
| Segona tinenta d'alcaldia. Àmbit d'Impuls Econòmic i de Ciutat, Treball, Cultura, Ciutadania i Govern | Cristina Agüera Gago   | Promoció Econòmica, Turisme, Projecció de Ciutat, Treball, Govern i Polítiques Digitals | Cristina Agüera Gago                 |
| Segona tinenta d'alcaldia. Àmbit d'Impuls Econòmic i de Ciutat, Treball, Cultura, Ciutadania i Govern | Cristina Agüera Gago   | Cultura                                                                                 | Vanesa González Cejudo               |
| Segona tinenta d'alcaldia. Àmbit d'Impuls Econòmic i de Ciutat, Treball, Cultura, Ciutadania i Govern | Cristina Agüera Gago   | Contractació de Serveis                                                                 | Eva Guillén Rodríguez                |
| Segona tinenta d'alcaldia. Àmbit d'Impuls Econòmic i de Ciutat, Treball, Cultura, Ciutadania i Govern | Cristina Agüera Gago   | Comerç, Mercats i Consum                                                                | Rosa Bertran Bartomeu                |
| Segona tinenta d'alcaldia. Àmbit d'Impuls Econòmic i de Ciutat, Treball, Cultura, Ciutadania i Govern | Cristina Agüera Gago   | Gent Gran, Feminisme i LGTBIQ+ i Diversitat Funcional                                   | Florencia Badia Aviño                |
| Segona tinenta d'alcaldia. Àmbit d'Impuls Econòmic i de Ciutat, Treball, Cultura, Ciutadania i Govern | Cristina Agüera Gago   | Gent Gran, Feminisme i LGTBIQ+ i Diversitat Funcional                                   | Sheila Martínez Barrachina (adjunta) |
| Segona tinenta d'alcaldia. Àmbit d'Impuls Econòmic i de Ciutat, Treball, Cultura, Ciutadania i Govern | Cristina Agüera Gago   | Transparència                                                                           | Sonia Egea Pérez                     |
| Tercer tinent d'alcaldia. Àmbit de Territori i Sostenibilitat                                         | Daniel Gracia Álvarez  | Urbanisme i Transformació de la Ciutat                                                  | Daniel Gracia Álvarez                |
| Tercer tinent d'alcaldia. Àmbit de Territori i Sostenibilitat                                         | Daniel Gracia Álvarez  | Via Pública i Mobilitat                                                                 | David Mejía Ayra                     |
| Tercer tinent d'alcaldia. Àmbit de Territori i Sostenibilitat                                         | Daniel Gracia Álvarez  | Medi Ambient i Benestar Animal                                                          | Sonia Egea Pérez                     |
| Tercer tinent d'alcaldia. Àmbit de Territori i Sostenibilitat                                         | Daniel Gracia Álvarez  | Polítiques contra l'Ocupació Il·legal                                                   | Daniel Aguilera Mangas               |
| Quart tinenta d'alcaldia. Àmbit de Comunicació, Fons Europeus i Protecció a les Persones              | Rosa del Amo Hernández | Comunicació, Fons Europeus i Salut Pública                                              | Rosa del Amo Hernández               |
| Quart tinenta d'alcaldia. Àmbit de Comunicació, Fons Europeus i Protecció a les Persones              | Rosa del Amo Hernández | Serveis Socials i Entitats Regionals                                                    | María Carmen Expósito Lozano         |
| Quart tinenta d'alcaldia. Àmbit de Comunicació, Fons Europeus i Protecció a les Persones              | Rosa del Amo Hernández | Participació                                                                            | Odalys Sánchez Martínez              |

### Llista d'alcaldes de Badalona
Llista d'alcaldes des de les eleccions democràtiques de 1979:
| Període    | Nom de l'alcalde                 | Partit                 |
| ---------- | -------------------------------- | ---------------------- |
| 1979-1983  | Màrius Díaz i Bielsa             | Logotip del PSUC       |
| 1983-1999  | Joan Blanch i Rodríguez          | Logotip del PSC        |
| 1999-2008  | Maite Arqué i Ferrer             | Logotip del PSC        |
| 2008-2011  | Jordi Serra i Isern              | Logotip del PSC        |
| 2011-2015  | Xavier García Albiol             | PP                     |
| 2015-2018  | Maria Dolors Sabater i Puig      | BeC                    |
| 2018-2020  | Àlex Pastor López                | Logotip del PSC        |
| 2020       | Aïda Llauradó Álvarez (interina) | Badalona en Comú-Podem |
| 2020-2021  | Xavier García Albiol             | PP                     |
| 2021-2023  | Rubén Guijarro Palma             | Logotip del PSC        |
| 2023- avui | Xavier García Albiol             | PP                     |

## Economia

### Economia tradicional

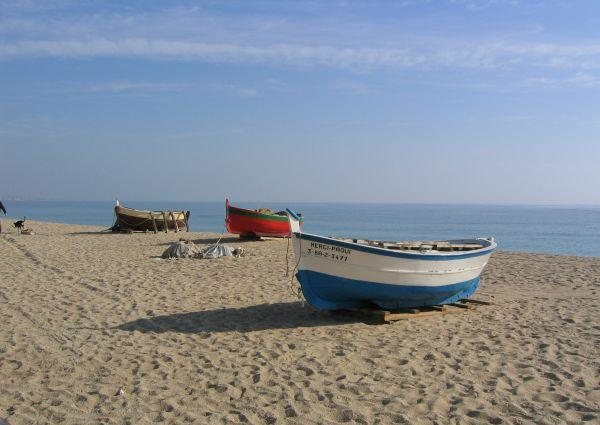
Platja dels Pescadors, on encara es conserven barques, algunes fins i tot en ús.

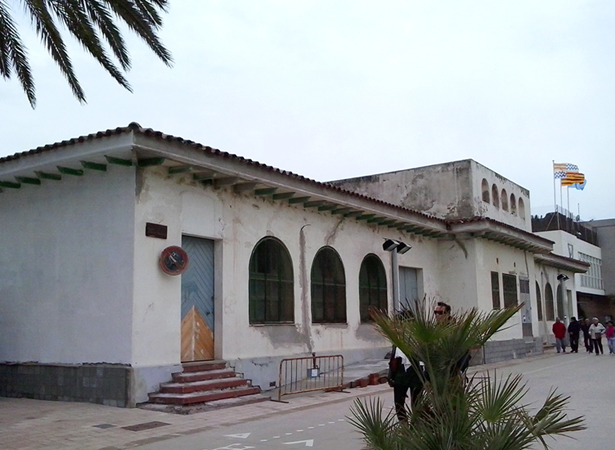
L'antiga llotja dels pescadors abans de les obres de renovació.

Fins a l'arribada del primer ferrocarril el 1848, Badalona fou una vila d'activitat tant agrícola i ramadera com marinera. Pascual Madoz en el seu cens de 1845 en destacava la seva vinya i també algunes oliveres, acompanyades d'altres produccions usuals cerealístiques com el blat, l'ordi i mill, i altres complementàries, principalment productes d'horta. Els principals ramats eren l'oví llanar, el boví i els de càrrega destinats a l'activitat agrícola, com cavalls i mules. A més a més en destacava també la caça i la pesca. Darrerament, cal esmentar la inclusió de Badalona dins de la Denominació d'Origen Alella l'any 2012; la masia de can Coll, al barri de Canyet, és l'única que ha représ la producció vinícola, que és distribuïda bàsicament en l'àmbit badaloní.
D'altra banda, la pesca fou una de les activitats més preponderants des d'inicis del segle xviii fins a mitjans del segle xx. Segons el rector de Santa Maria el 1789 la majoria dels pescadors anaven a pescar a les costes d'Andalusia i a les de Marsella, a França. No obstant això, aquesta activitat perdé importància a causa de la inexistència d'un port a Badalona i que els pescadors badalonins acabessin integrant-se a les flotes de Barcelona, Vilanova o Blanes. Encara resten algunes embarcacions, però els que s'hi dediquen no arriben a la desena. És per tant de caràcter residual, com ocorregué amb les altres activitats primàries de la població arran del motor de la industrialització. El 2002 es va atorgar a Marina Badalona la concessió per la gestió i administració del Port de Badalona esportiu i pesquer, dins el projecte de la construcció d'un canal esportiu. Va quedar inaugurat el 2005 en condicions encara precàries, les quals, juntament amb el fenomen constructiu del voltant de les instal·lacions, han estat denunciades diversament per la Confraria de Pescadors de Badalona i els mateixos pescadors que resten. Quant a la comercialització del peix, es veié afavorit per la construcció del ferrocarril i es construí una llotja el 1921, que estigué en funcionament fins al trasllat de les activitats pesqueres al nou port.

### Indústria

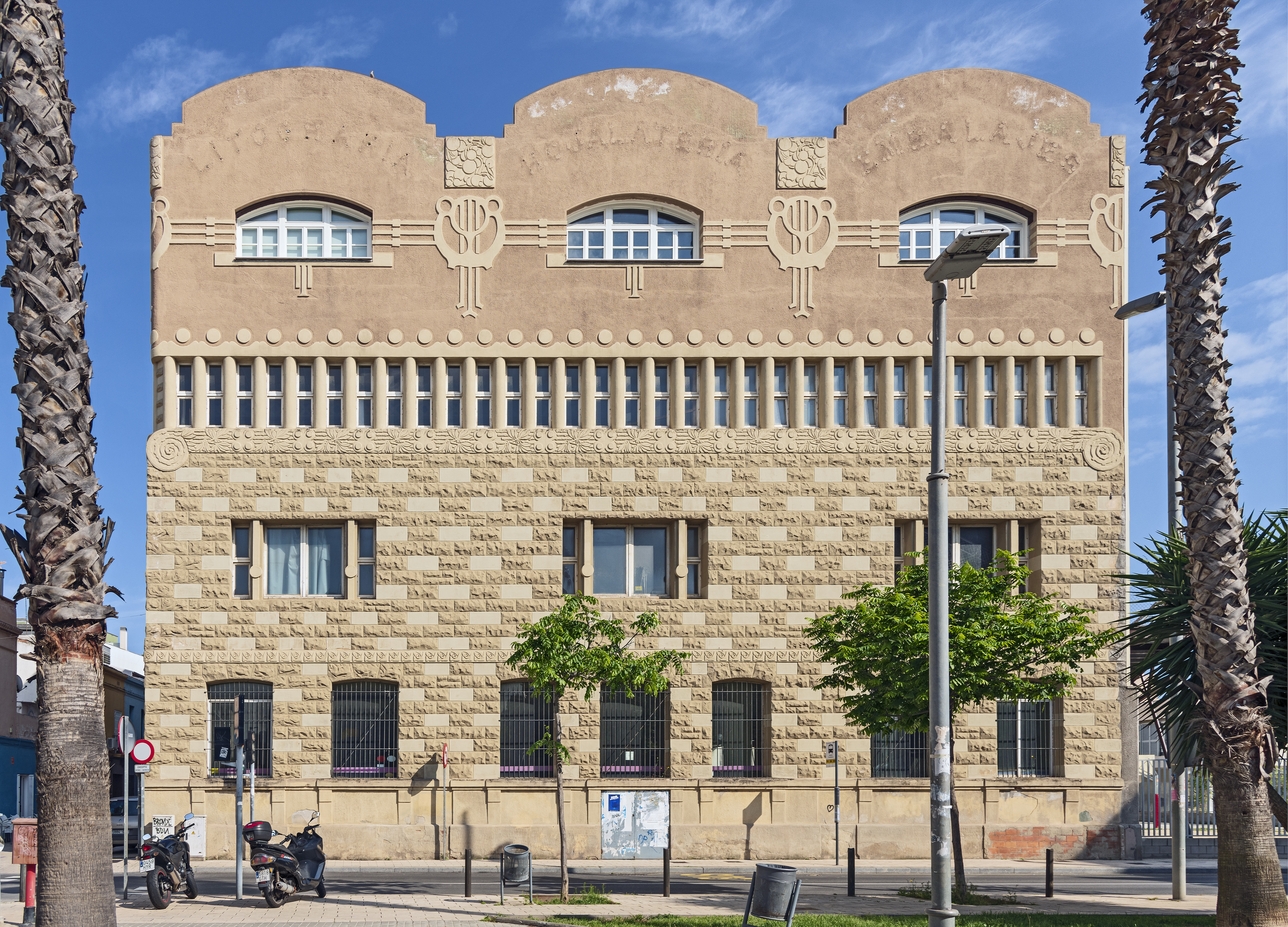
L'antiga fàbrica d'envasos metàl·lics G. de Andreis, al carrer Indústria.

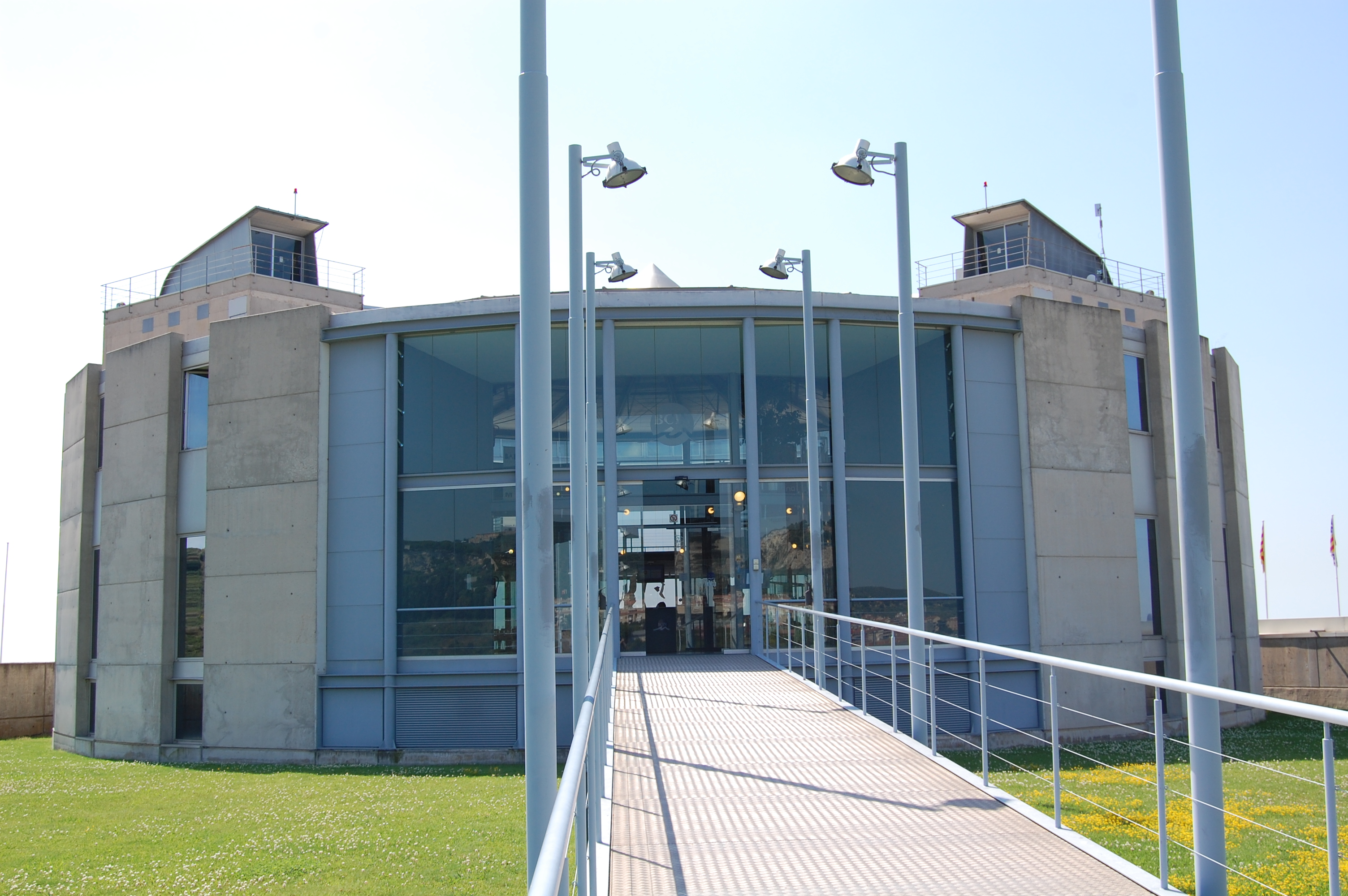
El Badalona Centre Internacional de Negocis (BCIN).

La indústria a Badalona es veié afavorida sobretot a partir de l'arribada del ferrocarril el 1848 a redós del creixement industrial de Barcelona, que a més també afavoreix l'arribada dels canareus, immigració procedent de la zona d'Alcanar i Sant Carles de la Ràpita. No obstant això, durant la primera meitat del segle xix, abans del tren, n'apareixen les primeres, que són registrades per Madoz a mitjans de segle. En total 21 fàbriques de teixits i una de tints per a sedes, la de Casanovas, Massanet i Cia de 1825 a Ca l'Andal, traslladada des de Barcelona, que motivà crítiques per la contaminació; també del ram de la corderia en destacà la Cordeleria Ribó (1826). El 1840 s'instal·la la primera màquina de vapor, de Carbó i Viñas, que marcà des del començament la mecanització de la producció.
És durant els anys cinquanta i seixanta del segle xix, a partir de la inauguració del ferrocarril, que afavoreix el transport, quan la indústria agafa gran embranzida i s'instal·len una gran varietat d'indústries de tots els rams. La Galeta de la Vda. Palay i Moré (1858), la refineria de sucre Fontrodona i Castelló (1865), el Gas de Jaurés (1866) i l'Anís del Mono de Bosch i Grau (1868) són alguns exemples. Les factories es multipliquen durant el darrer quart de segle i s'instal·len a Badalona indústries com la Cros, procedent de Sants, la petroliera Canals i Cia o Busquets, Macons i Cia, dedicada a l'elaboració d'aiguardents; la varietat industrial abastava tots els sectors: alimentari, farmacèutic, materials de la construcció, destil·leries, perfumeries; sense dubte, una de les més importants sempre fou la tèxtil i després en destacaren la química, la cordera i la metal·lúrgica.
Aquesta situació canvia radicalment a partir de les darreres dècades del segle xx. Moltes de les indústries han desaparegut, algunes evacuades per la seva forta contaminació, com la Cros. L'activitat econòmica ha tendit a la reconversió en el sector terciari. No obstant això, s'han desenvolupat una sèrie de sectors industrials a la ciutat situats a llocs específics, com el polígon industrial de Les Guixeres, on se situa el Badalona Centre Internacional de Negocis, amb l'objectiu de millorar els serveis, la projecció exterior, els intercanvis i la competitivitat del mercat europeu i americà de les empreses del municipi; altrament, cal destacar durant els anys noranta, la creació del polígon Montigalà-Batllòria. La introducció de noves tecnologies han permès fomentar un creixent volum d'exportació dirigit principalment als països de la Unió Europea i els Estats Units; els sectors principals són la microelectrònica i la robòtica, seguida dels envasos i els aerosols, la maquinària tèxtil i els motlles industrials.

### Sector terciari

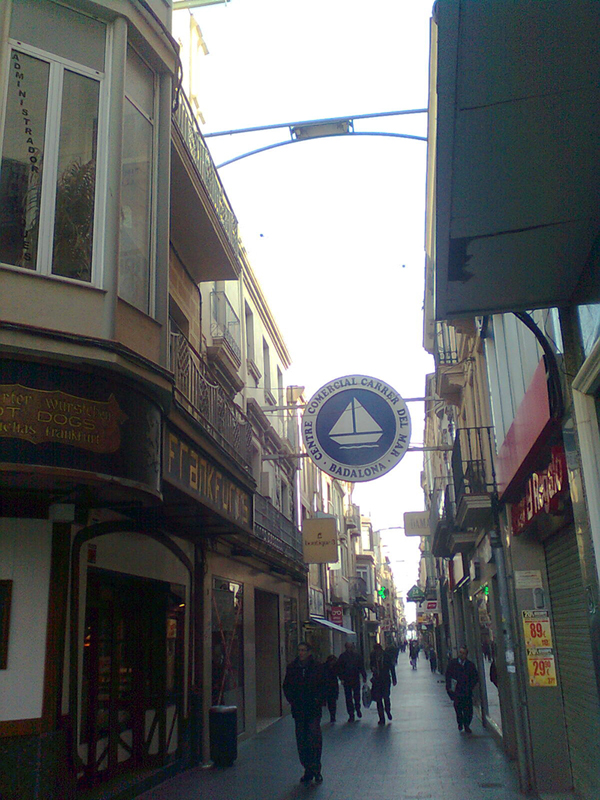
Vista del carrer de Mar.

Badalona compta amb diversos nuclis de comerç interior. Disposa de sis mercats municipals i diversos carrers comercials, d'entre els quals destaquen el conjunt del carrer de Mar i del Canonge Baranera, al Centre; el passeig de La Salut, al barri homònim i el carrer de Xile, al barri d'Artigues; totes són zones únicament de vianants. La majoria d'aquestes vies comercials estan formades per petits comerços, encara que també n'hi ha de grans cadenes comercials. Tanmateix, Badalona també compta amb grans superfícies comercials, entre les quals la què més destaca és el polígon comercial Montigalà-Batllòria, on s'ubiquen, entre d'altres, grans botigues especialitzades i un centre comercial amb hipermercat. Cal fer menció també a la zona situada entre Pomar i el Mas Ram, on trobem també una presència de grans superfícies i el Centre Comercial Màgic Badalona, situat a cavall dels barris de La Salut i Sistrells.

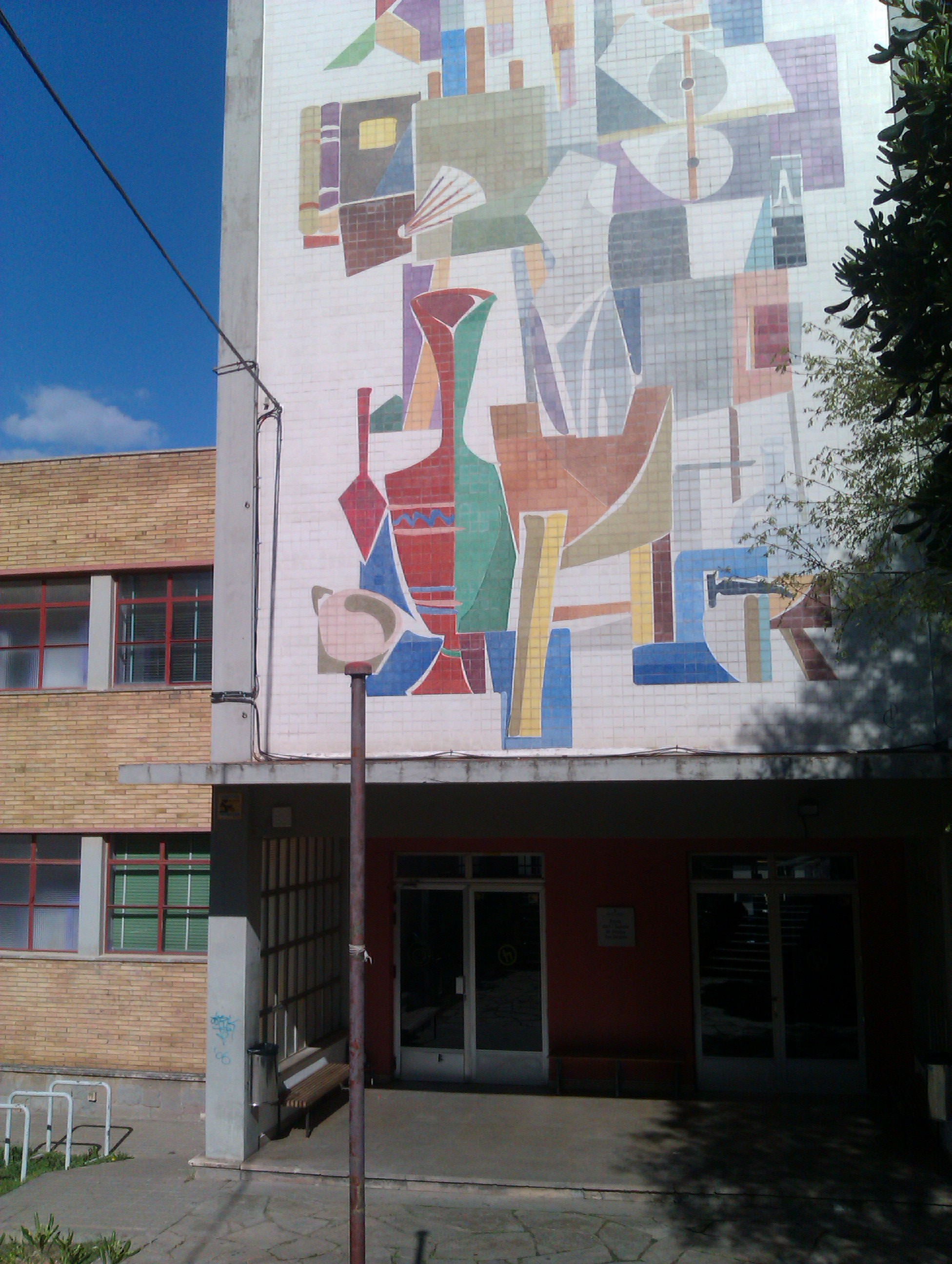
Façana principal de l'Escola d'Arts Pau Gargallo

Quant a serveis, Badalona té un ampli ventall en termes socials, on destaca l'Hospital Universitari Germans Trias i Pujol i l'Institut Guttmann; compta també amb diversos centres d'atenció primària, etc. En termes d'ensenyament, a Badalona s'hi poden cursar tots els cursos d'educació obligatòria, batxillerat i cicles formatius. Dels dos darrers el ventall és molt ampli: dins de batxillerat s'inclou l'artístic, ofert en exclusiva a l'Escola d'Art Pau Gargallo, i de cicles formatius són diversos els instituts badalonins que tenen una àmplia oferta. A més a més, compta amb estudis musicals centrats en el Conservatori Professional de Música i l'Escola de Música Moderna; i altres centres dedicats a altres matèries com l'Escola de Natura Angeleta Ferrer a Can Miravitges i l'Escola del Mar.
També té una àmplia oferta, tant municipal com privada, d'instal·lacions esportives. Hi ha nombrosos poliesportius escampats per tot el municipi i tres piscines municipals, al Centre, a Llefià i a Sistrells. Un dels equipaments més destacats és el Palau Municipal d'Esports, on es van jugar les proves de bàsquet durant els Jocs Olímpics de Barcelona. Altres equipaments destacats són les pistes d'atletisme de Can Ferrater i el port esportiu de Marina Badalona. És d'esment que l'antiga llotja dels pescadors ha estat objecte de renovació i és emprada pel club de natació de la ciutat com a escola de vela.
Finalment, quant a turisme, Badalona compta amb hotels i hostals de diversa gamma. L'oferta cultural és diversa, amb la que pot oferir amb el Museu de Badalona i les seves restes romanes, a més d'altres esdeveniments que se celebren al llarg de l'any; en especial les Festes de Maig i particularment la Cremada del Dimoni, declarada festa d'interès turístic per la Generalitat l'any 1991. Tanmateix, un dels grans atractius són les seves platges, les quals han sofert un gran procés de regeneració en els últims anys que ha permès aconseguir tres banderes blaves. També hi podem trobar una platja nudista a La Mora.

## Paisatge urbà

### Districtes i barris

Mapa de barris

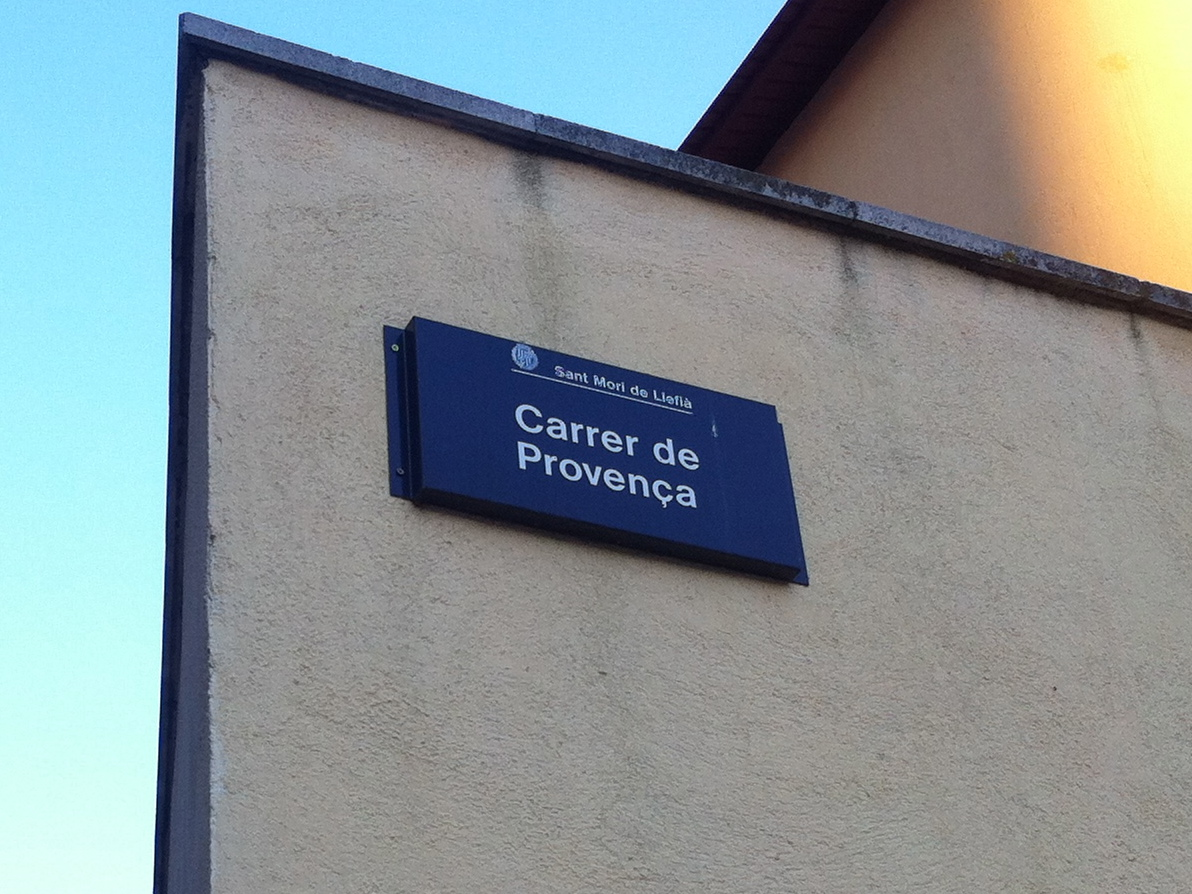
A les plaques dels carrers de Badalona trobem també el nom del barri

Fins ben entrat el segle xx, els veïnats tradicionals de Badalona havien sigut la Sagrera de Santa Maria (Dalt de la Vila), Llefià, Sistrells, Canyet i Pomar; els quatre darrers de caràcter més rural i escassament poblats en comparació amb la Sagrera. La nova realitat que viu la ciutat durant les primeres dècades de segle, i sobretot després de la Guerra Civil, amb l'arribada massiva d'immigrants comporten un creixement de la ciutat en extensió. Davant d'aquesta situació, a efectes administratius i polítics, l'Ajuntament va aprovar el gener de 1958 una divisió en 24 barris i 9 districtes, sota criteris històrics i també en límits naturals (com els cursos d'aigua), encara que amb dificultats allà on ja existia continuïtat urbana. El 1980, ja en democràcia, el consistori mirà de reorganitzar de nou el territori i es va refer el mapa de la ciutat, dividida en 34 barris i 8 districtes. La divisió de barris s'ha mantingut fins avui dia, però els districtes es van veure reduïts a sis el 2011 en iniciar-se el mandat de Xavier García Albiol.
Les plaques dels carrers de Badalona inclouen, a la part superior, el barri al qual pertanyen. Actualment, Badalona està formada per 34 barris agrupats en 6 districtes:
- Districte 1: Canyadó, Casagemes, Centre, Coll i Pujol, Dalt de la Vila, Manresà i Progrés.
- Districte 2: Montigalà Occidental, Nova Lloreda, Lloreda, Sant Crist de Can Cabanyes, Sistrells, La Pau i Puigfred.
- Districte 3: Montigalà Oriental, Canyet, Mas Ram, Bufalà, Pomar, Pomar de Dalt, Bonavista, Les Guixeres i Morera.
- Districte 4: La Salut, Sant Antoni de Llefià, Sant Joan de Llefià i Sant Mori de Llefià.
- Districte 5: Gorg, La Mora, Congrés, Can Claris i El Raval.
- Districte 6: Artigues, El Remei i Sant Roc.

### Urbanisme
Badalona s'havia reduït al Dalt de la Vila i al petit barri de pescadors del Baix a Mar, però el creixement poblacional feu créixer en extensió la ciutat. Tot i que la major expansió es produí durant el segle xx, en què l'arribada de nous immigrants fan néixer barris a la perifèria del terme, que es feu de manera espontània a partir d'urbanitzacions fetes per privats. Després de la Guerra Civil, el govern estigué poc dedicat al disseny de models urbanístics sostenibles, van fer del creixement de la vila una subdivisió en àrees nivell urbanístic i social, que va provocar desigualtats i no va tenir cura en mantenir connexions viàries internes.

### Patrimoni arquitectònic i artístic
Dins del patrimoni arquitectònic i artístic badaloní hi ha representades moltes obres i tipologies arquitectòniques, que es poden trobar tant en la zona urbana com en les valls de la Serralada de Marina. Les següents estan catalogades com a Béns Culturals d'Interès Nacional. No obstant això, són moltes altres obres les que componen el patrimoni badaloní que reben la qualificació de Bé Cultural d'Interès Local.

#### Sant Jeroni de la Murtra

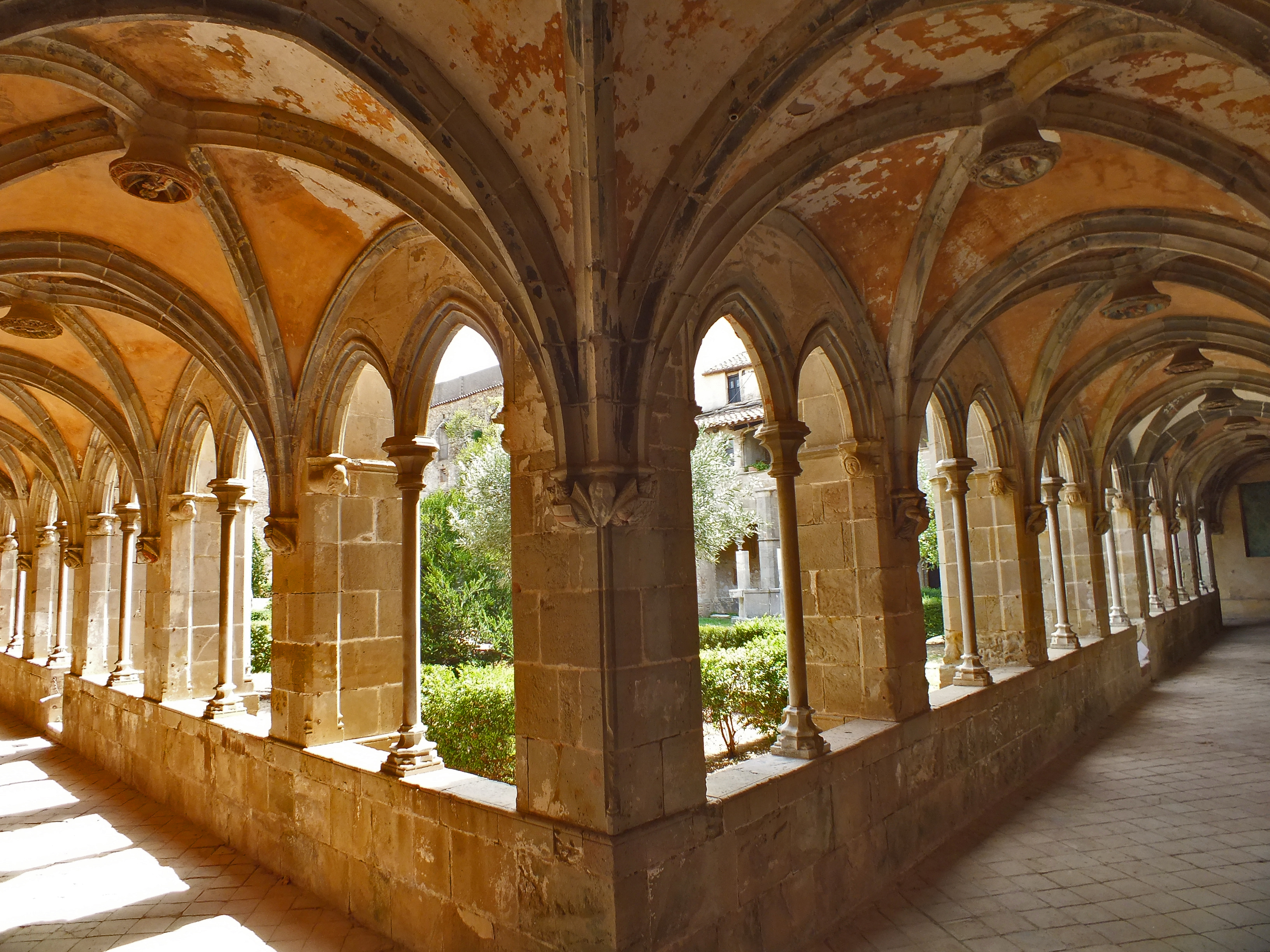
Claustre de Sant Jeroni.

El monestir exclaustrat de Sant Jeroni de la Murtra, o de Nostra Senyora de la Vall de Betlem, està situat enmig de la Serralada de Marina, a la vall de Poià o de Betlem, actualment al barri de Canyet. Va ser fundat el 1416 a partir d'un trasllat dels monjos des del Garraf amb l'ajut del mercader Bertran Nicolau, que els va donar l'antiga casa de la Murtra. Edificat en diverses èpoques, a les quals trobem diferents monarques del casal dels Trastàmares i dels primers Àustries hispànics, és principalment d'estil gòtic, i en destaca el seu claustre com a part més monumental. El 1835 va ser exclaustrat per la desamortització de Mendizábal i poc després incendiat i destruït parcialment, fins a la seva venda, que el posarà en mans de diverses famílies. No serà fins a 1971 quan Francesca Güell l'adquireix i través de la Casa de Santiago hi crea un àmbit de repòs, amb la missió també de reconstruir i restaurar el monestir. El 1975 va ser declarat per l'estat monument històric-artístic d'interès nacional, i el 2014 com a bé cultural d'interès nacional, juntament amb les seves dependències i el seu context natural de la vall de Poià.

#### Casa Enric Pavillard

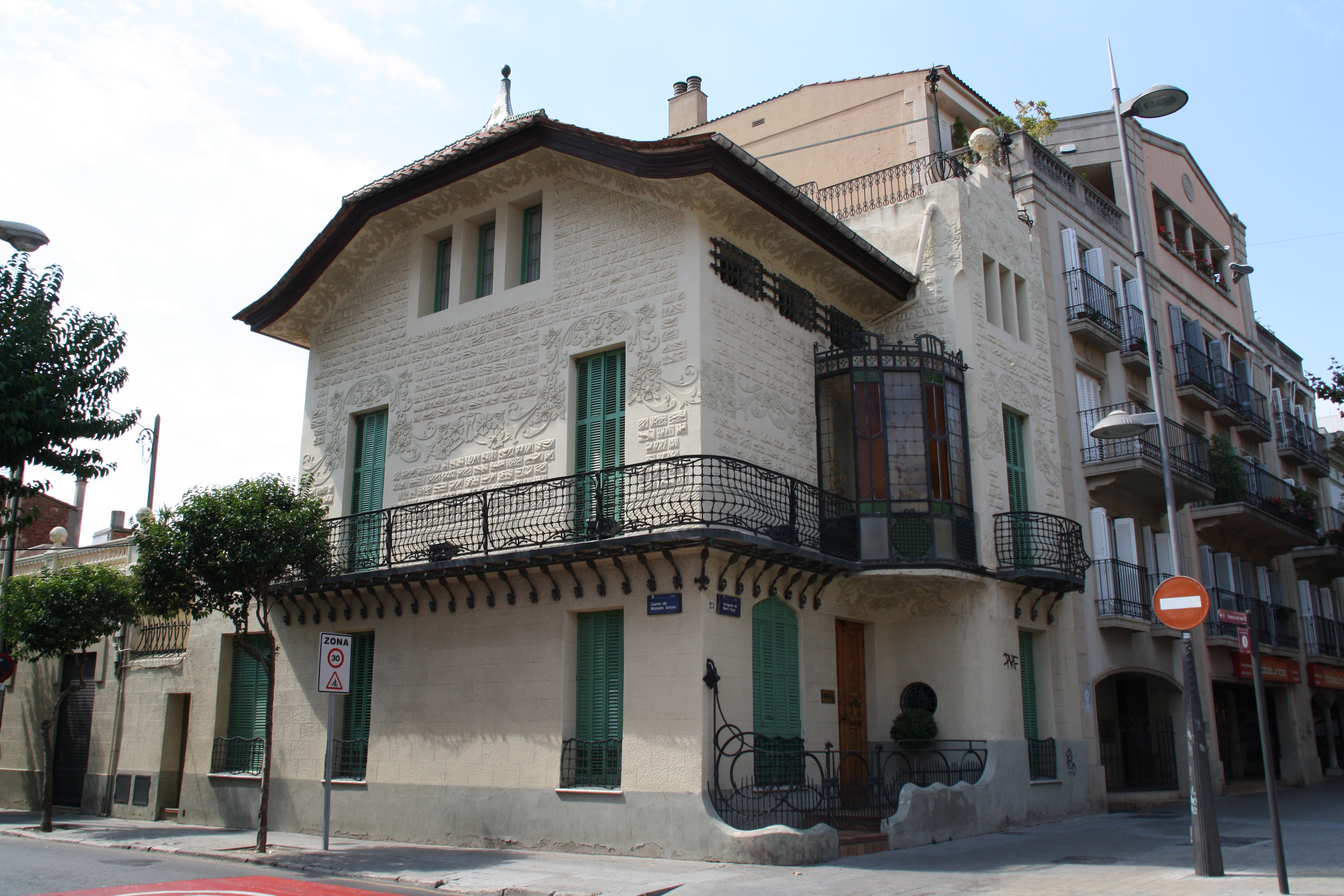
Casa Pavillard.

Residència que rep el seu nom del seu primer propietari, Enric Pavillard, un industrial d'origen francès. L'obra va ser encarregada el 1906 a l'arquitecte badaloní Joan Amigó i Barriga, màxim exponent del modernisme a Badalona; de fet, aquesta casa és possiblement l'obra més representativa tant d'aquest estil com d'Amigó a la ciutat. Està situada en la cantonada l'avinguda de Martí Pujol amb Mossèn Anton Romeu, formant part de l'eixample de Badalona, que va ser començat a urbanitzar a començaments del segle xx. Estructurada en dos cossos, amb teulada a dos vessants, el més destacat és la seva decoració d'estil floral i naturalista en diverses arts aplicades, però també són interessants les mostres de forja en els balcons, les reixes i la porta d'entrada.

#### Torre Vella

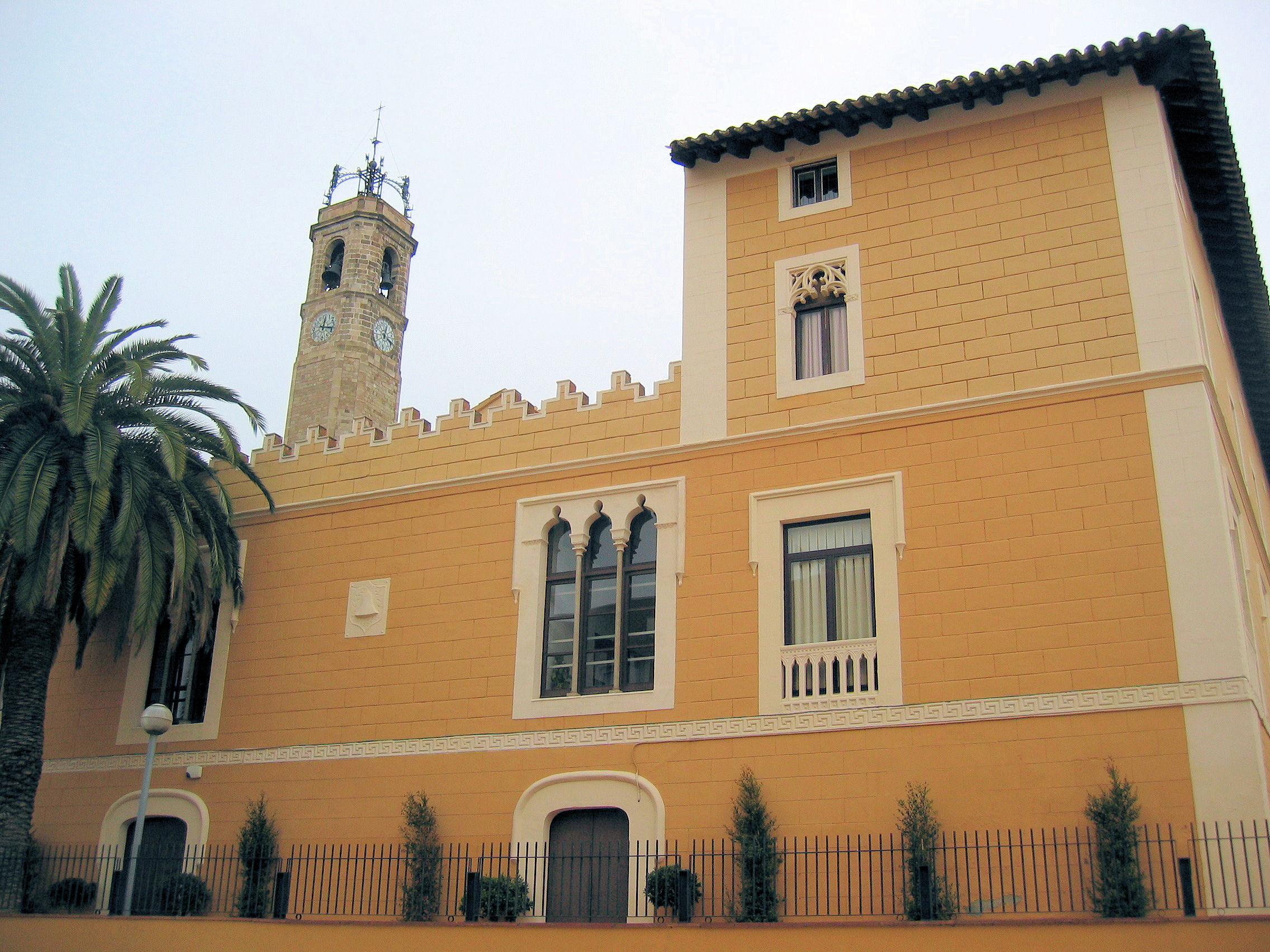
La Torre Vella.

És l'edifici hereu de l'època feudal per excel·lència a Badalona, considerada un casal-palau, està situat al nucli històric de la ciutat, Dalt de la Vila. Construït originalment al segle xiii, la Torre Vella ha sofert diverses reformes al llarg dels segles, principalment al segle xvi, però també als segles XVIII-XIX; té elements gòtics, renaixentistes, com la portada, i posteriors. Va tenir una torre de defensa que va ser enderrocada el 1967 per urbanitzar i eixamplar el carrer del Temple. Al llarg de la seva història va ser la residència dels denominats senyors de Badalona, que van anar canviant segons les èpoques a través de vendes, que finalment la van posar en mans de les elits barcelonines, fins a arribar a mans dels marquesos de Barberà. Actualment, i des de 1939, és la seu del Col·legi Cultural. D'altra banda, la seva antiga finca va ser font d'importants troballes romanes de l'antiga Baetulo.

#### Castell de Godmar

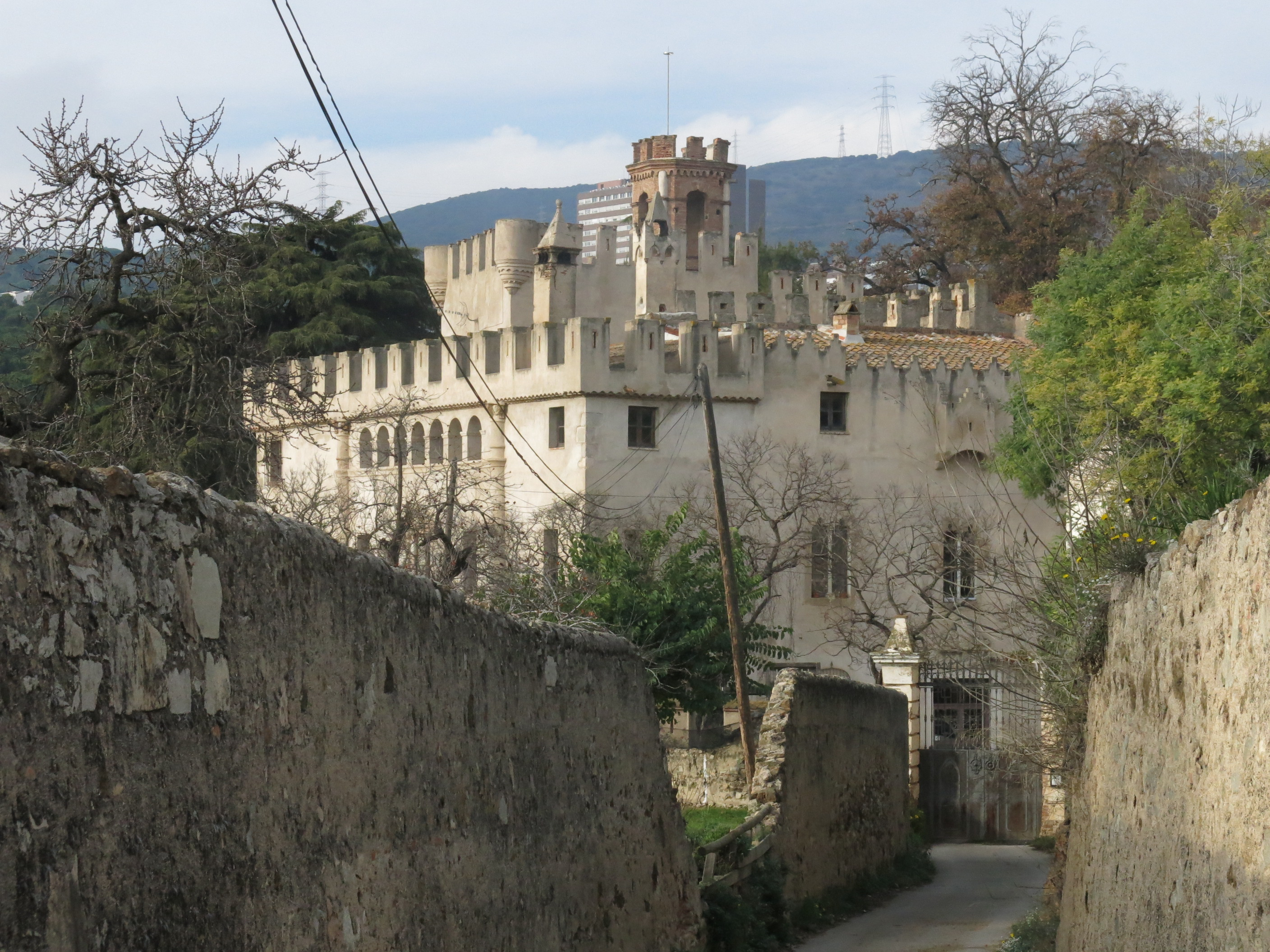
Vista general.

També conegut com cal Comte, el castell és una masia fortificada construïda en diverses èpoques, situat a la vall de Pomar, actualment el barri de Pomar de Dalt. Probablement construït a sobre d'una antiga vil·la romana. Està documentat des de l'any 1030, relacionat amb l'adquisició del lloc pel bisbe Godmar III de Girona el 989. L'antiga torre medieval progressivament va esdevenir una residència senyorial, un alou que va anar canviant de mans fins a adquirir-lo la nissaga dels Blanes-Centelles el 1402, la qual encara n'ostenta la propietat i que l'empra com a residència particular, i que va transformar l'antiga finca de conreu en camps de Pitch and Putt, que es van construir i inaugurar l'any 1997. No té un estil definit, car conserva elements romànics dels segles xii i xiii, i d'altres gòtics del segle xv, moment en què estava emmurallat i tenia una torre de defensa. En el segle xx va ser reformat en estil neomedieval, que li van canviar totalment la fesomia, donant l'aspecte actual de castell romàntic amb muralles, merlets i torres, alguns dels quals van sortir del destruït castell de Sant Martí de Centelles, propietat de la mateixa família.

#### Can Canyadó

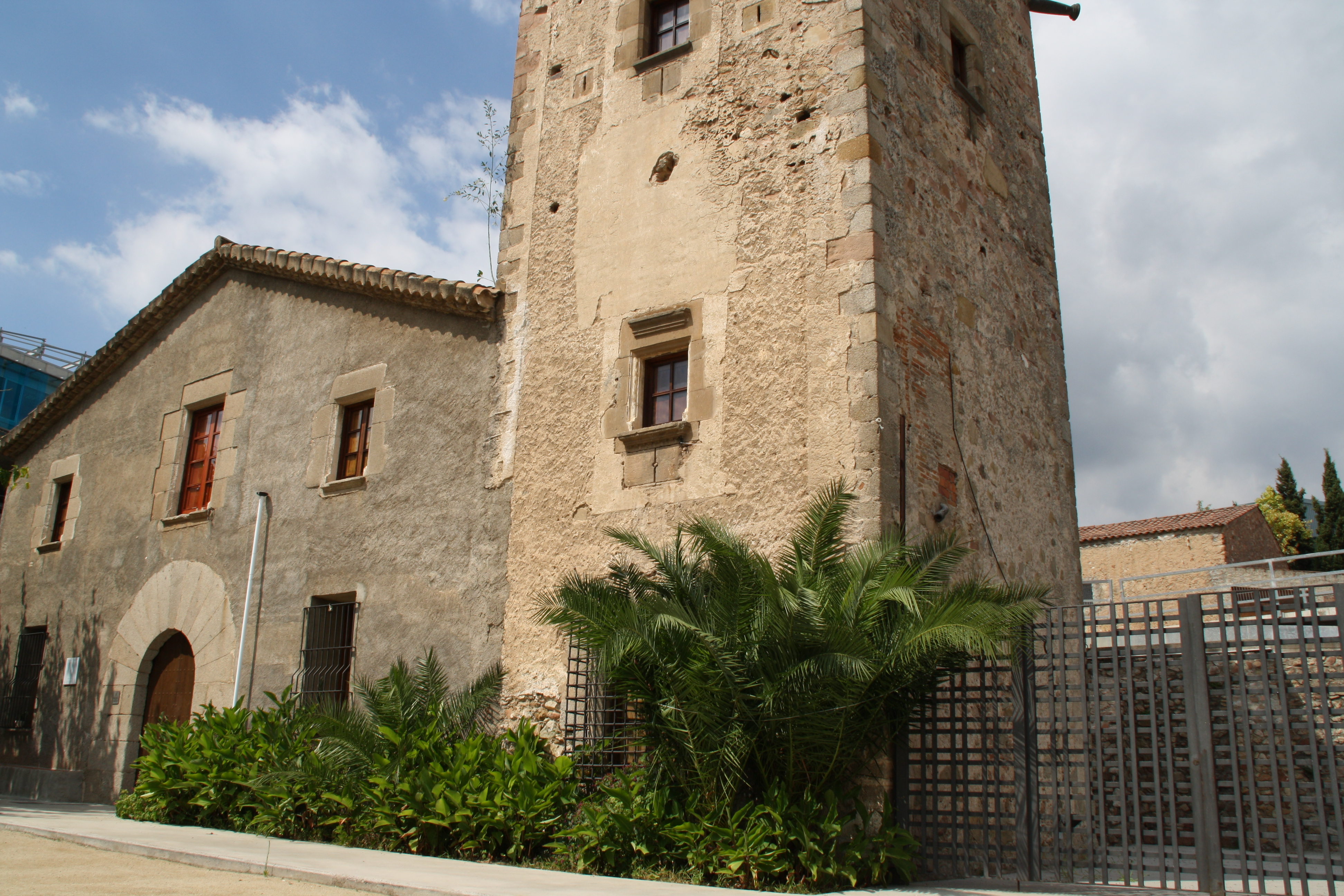
Can Canyadó.

Aquesta masia té com a element característic la seva torre de defensa, situada en un dels costats de l'edifici, que fa 12 metres d'alçada distribuïda en tres plantes i un terrat, coronada per dos matacans i merlets. Can Canyadó és una masia els orígens més antics en documentació de la qual són de l'any 1492, moment en què s'està construint, entre els segles XV-XVI, posteriorment se li afegiria una torre el 1648 per protegir-se dels atacs dels pirates que assolaven les costes de Badalona durant l'edat moderna. Rebent el nom dels antics amos, els Canyadó, la masia i la seva finca van ser ocupades i els seus camps de conreu explotats en règim de masoveria fins a la dècada de 1980, i va ser adquirida per l'Ajuntament de Badalona el 1987, que finalment la va convertir en un centre civíc i centre de cultura tradicional. La masia va acabar donant nom a la part baixa de la riera de Pomar i també a l'actual barri de Canyadó.

#### Can Bofí Vell

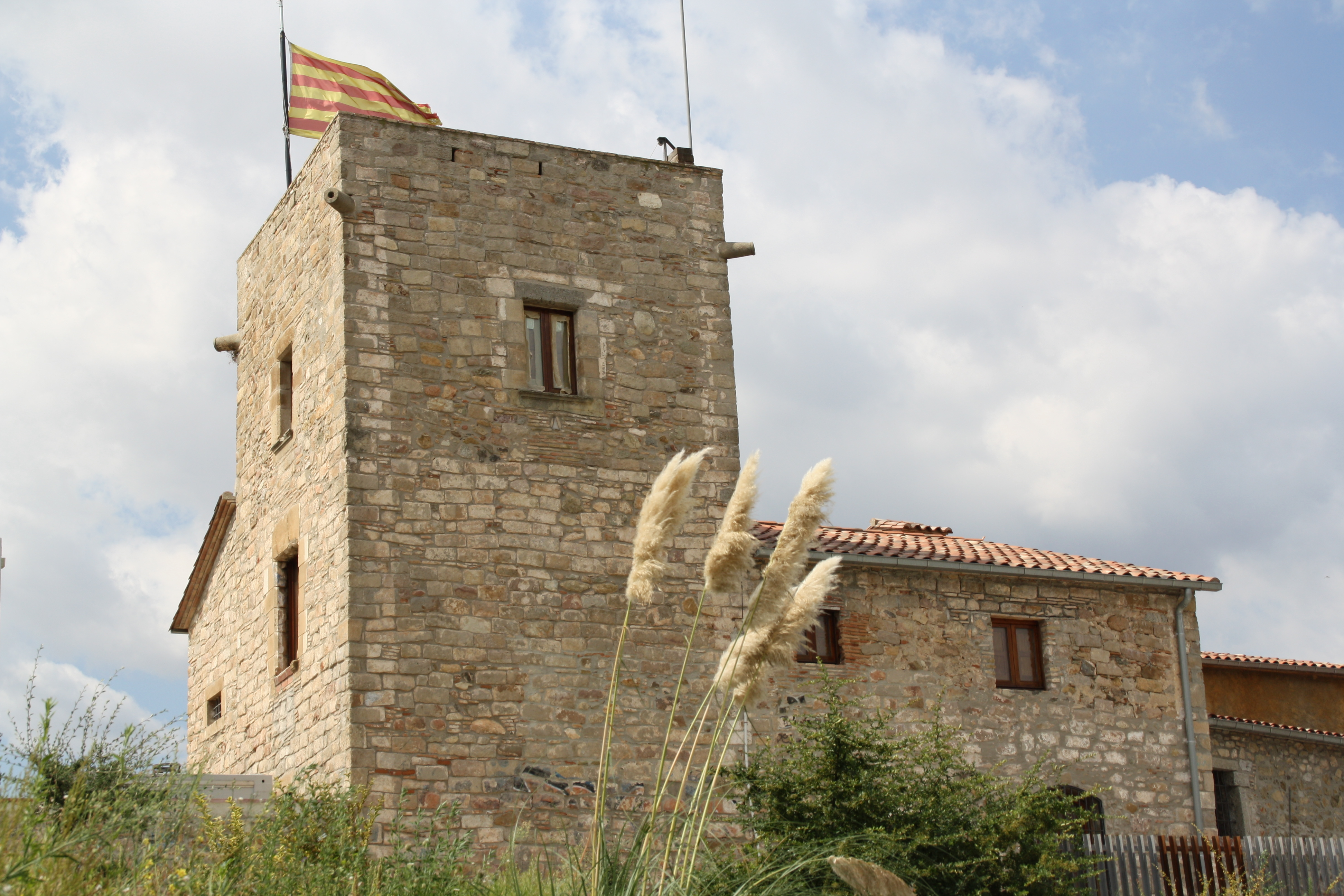
Can Bofí Vell.

És una masia situada a cavall dels barris de Montigalà i el Sant Crist, que segons la llegenda s'hi va aturar a descansar Cristòfor Colom en el seu camí a Sant Jeroni, on l'esperaven els Reis Catòlics. Va ser edificada originalment als segles XV-XIV. Com can Canyadó, can Bofí Vell va ser una de les masies de Badalona que es va fortificar per protegir-se dels atacs dels pirates que va patir la vila durant l'edat moderna. La masia i la seva finca van estar actives a càrrec de masovers fins a la dècada de 1970 del segle xx, moment a partir del qual comença a patir un procés de degradació i ruïna progressiva, de la qual pràcticament només en va sobreviure la monumental torre. L'edifici de la casa ha estat objecte de reconstrucció i la masia, en general, de restauració. Actualment és propietat de l'Ajuntament de Badalona, però encara resta sense ús.

### Parcs i jardins
Badalona disposa d'unes 96,5 hectàrees de verd urbà, i amb més de 25.000 arbres conformant l'arbrat viari. Són destacables els jardins històrics de Can Solei i Ca l'Arnús, al barri de Casagemes, que des de 2003 són considerats una unitat i que, en els darrers anys s'ha consolidat com un espai musical de diferents estils, on es fan concerts durant les Festes de Maig, però també en altres èpoques de l'any.
Els principals parcs de la ciutat són: Montigalà, Turó d'en Caritg, G4, G5, Gran Sol, Nova Lloreda, Torrents i Lladó, Can Barriga, Can Solei i Ca l'Arnús, La Bòbila, Mediterrània, Nelson Mandela, Riera de Canyadó i Muntanyetes.

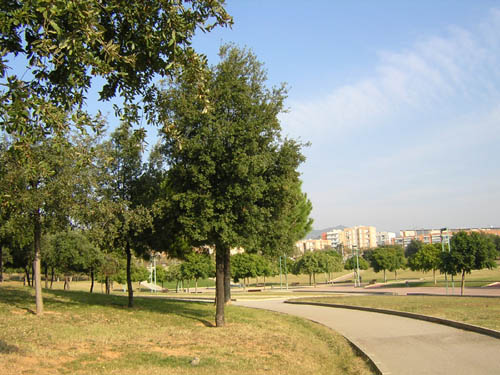
Parc de Montigalà
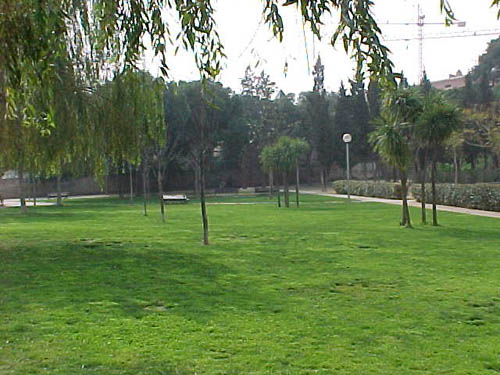
Parc de Can Barriga
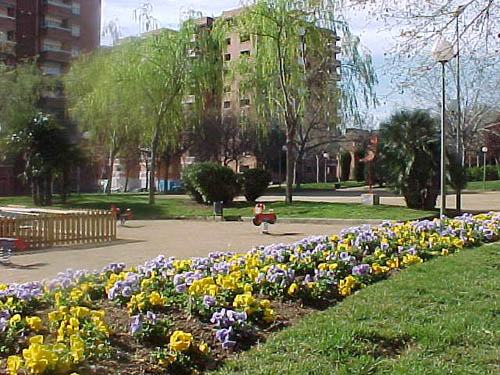
Parc de Nova Lloreda
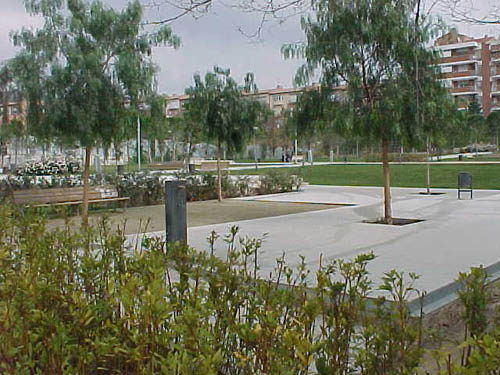
Plaça de Torrents i Lladó
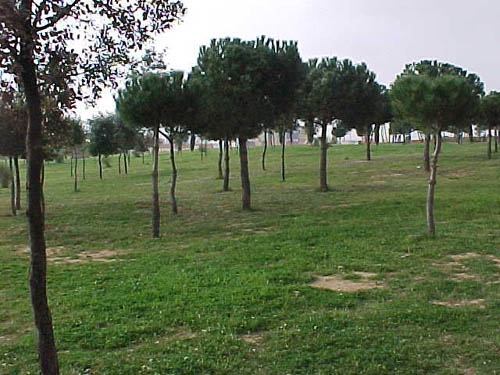
Parc del G4
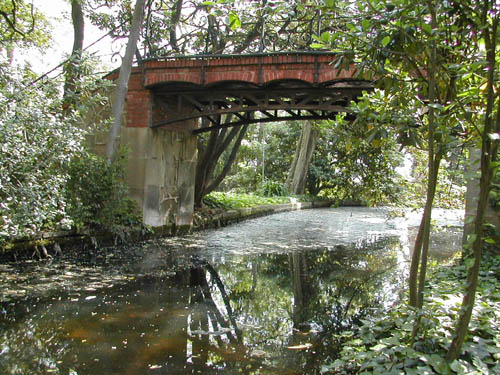
Pont al parc de Ca l'Arnús

### Platges
El litoral de Badalona, al llarg de gairebé 5 km, està dividit en les següents platges: Platja de la Barca Maria, del Cristall, del Pont d'en Botifarreta, dels Pescadors, dels Patins a Vela, de l'Estació, del Pont del Petroli, del Coco, i de la Mora. La platja dels Pescadors va ser la primera platja badalonina on va onejar bandera Blava. Des del 2013 també són platges amb bandera blava la platja del Cristall i el tram del nou passeig marítim, que inclou les platges de l'Estació, del pont del Petroli i del Coco.

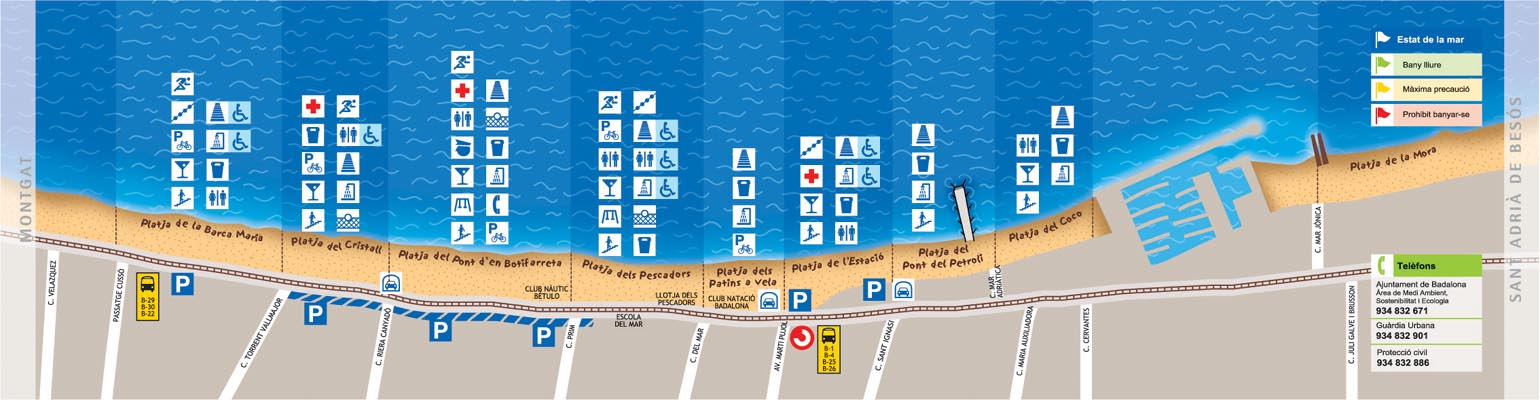
Mapa de les platges de Badalona.

#### Pont del Petroli

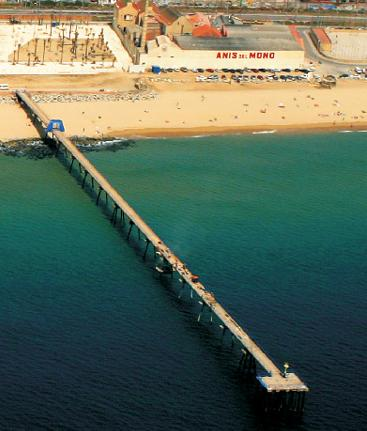
Vista aèria del Pont del Petroli abans de la seva restauració i obertura al públic.

El Pont del Petroli és un antic pantalà que s'endinsa uns 250 m en el mar i uns 6 m per sobre d'aquest, oferint una panoràmica privilegiada de la ciutat vista des del Mediterrani. S'ha convertit en un dels símbols de la ciutat.
Als anys 60, CAMPSA va construir aquesta estructura i l'empraven els seus vaixells cisterna per a la descàrrega de productes petrolífers als dipòsits a terra. El pont va estar tancat durant anys i a punt de desaparèixer, però fou evitat gràcies a la lluita de l'activista veïnal Josep Valls i Pla. actualment és propietat de l'Ajuntament de Badalona que el va obrir al públic l'any 2009.
Aquest antic moll petrolífer ha possibilitat, una vegada acabat el seu ús, la creació d'un ecosistema submarí únic a la costa catalana. La instal·lació s'aprofita com a plataforma d'estudi científic d'aspectes relacionats amb el medi marí, dotant-la d'instruments per a fer mesures ambientals i biològiques.

### Equipamients sanitaris

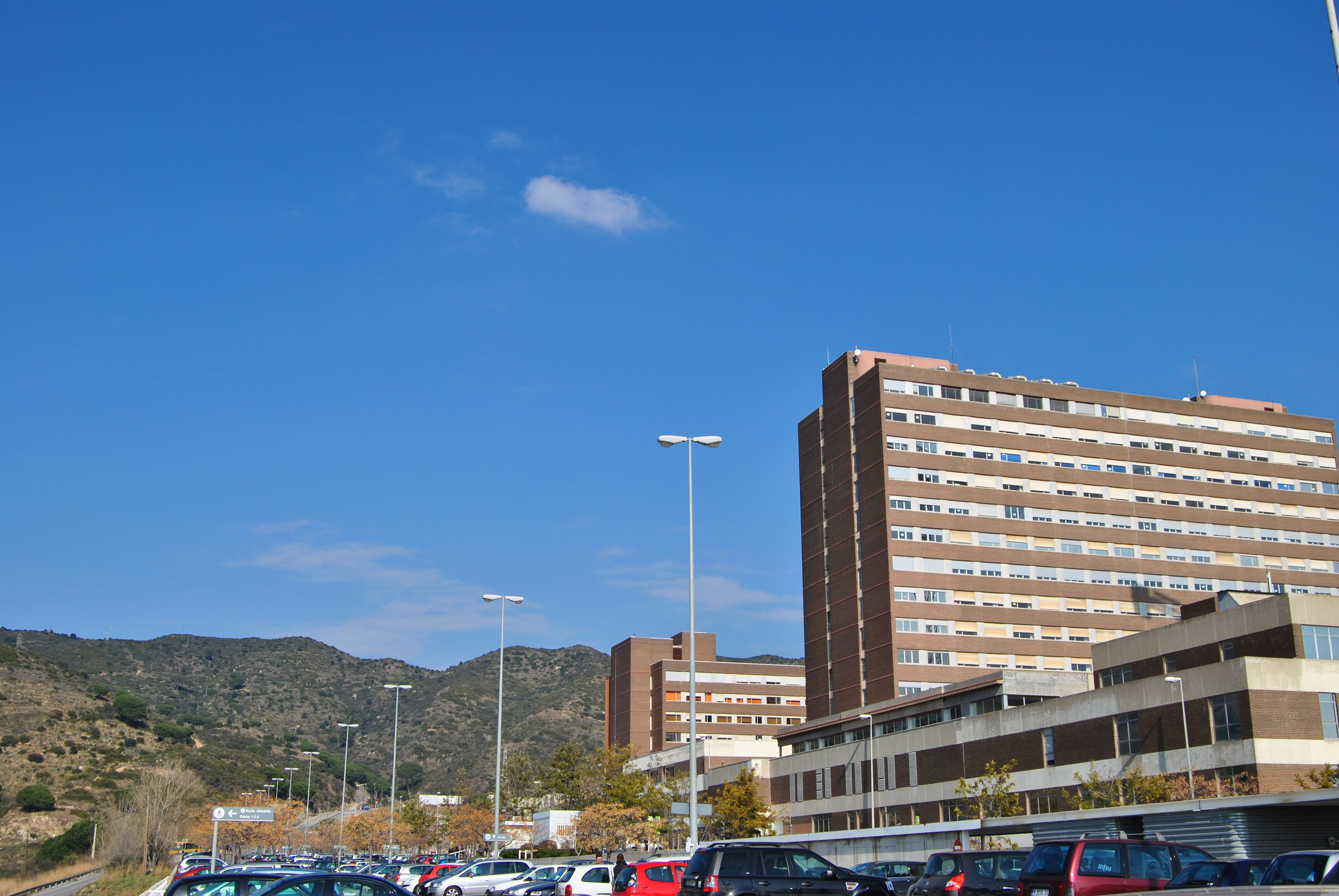
L'Hospital Universitari Germans Trias i Pujol.

Badalona compta amb un ampli ventall d'equipaments sanitaris. Entre ells destaca l'Hospital Universitari Germans Trias i Pujol, popularment conegut com a Can Ruti; és un centre públic de l'Institut Català de la Salut. Actua com a hospital general bàsic per a una població de més de 200.000 habitants, tant de Badalona com de Sant Adrià de Besòs, i és un hospital de referència per a les gairebé 800.000 persones que viuen al Barcelonès Nord i el Maresme. És també un centre investigador i docent de primer nivell. Al seu costat hi ha l'Institut Guttmann, que es dedica al tractament especialitzat de persones amb lesió medul·lar i dany cerebral adquirit.
A més a més, la ciutat també compta amb l'Hospital Municipal i el Centre Sociosanitari El Carme, així com una xarxa de Centres d'Atenció Primària, un d'atenció i seguiment de les drogodependències i un d'atenció a la salut sexual i la reproducció; la gran majoria d'aquests centres són gestionats per l'entitat concertada per l'Ajuntament Badalona Serveis Assistencials.

### Mercats municipals
Badalona compta amb sis mercats municipals: Mercat Maignon, Mercat Torner, Mercat de La Salut, Mercat de Llefià, Mercat de Morera-Pomar, Mercat de Sant Roc. El Mercat Maignon i el Torner són dos edificis històrics de la ciutat construïts el 1889 i el 1926 respectivament, i reben el sobrenom de Plaça Vella i Plaça Nova; el mercat Torner és també el més gran de la ciutat.

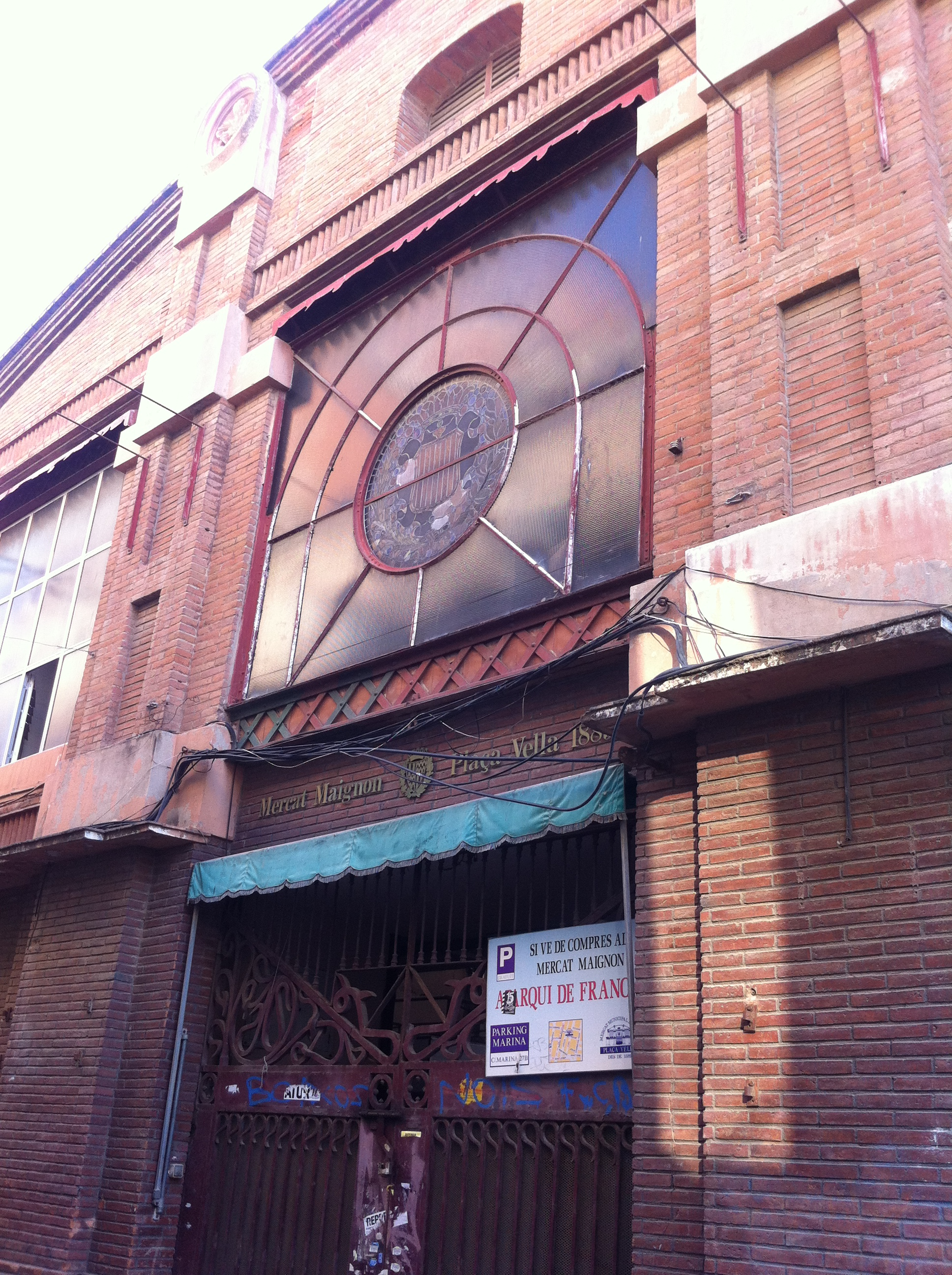
Mercat Maignon o Plaça Vella
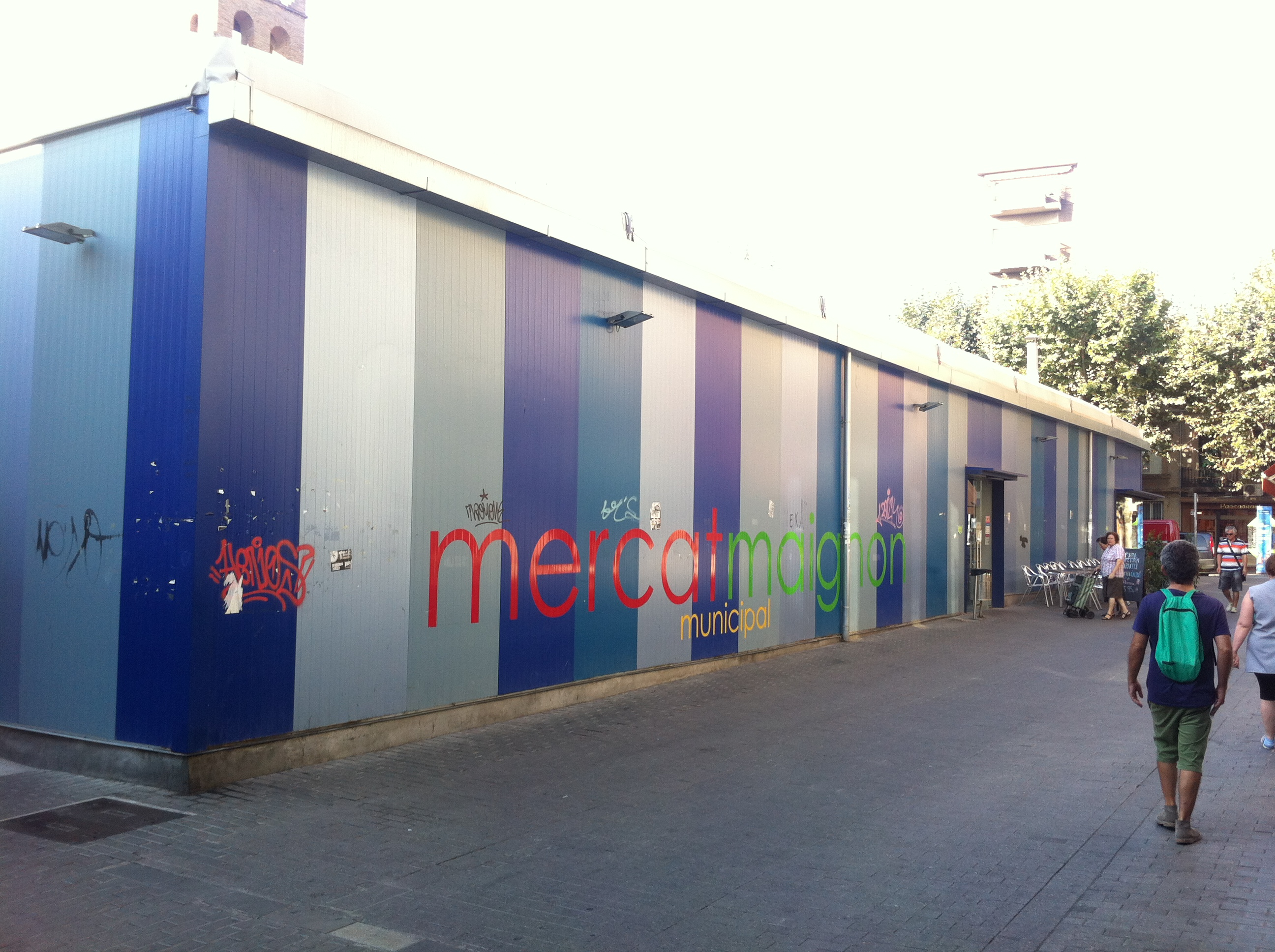
Carpa del Mercat Maignon
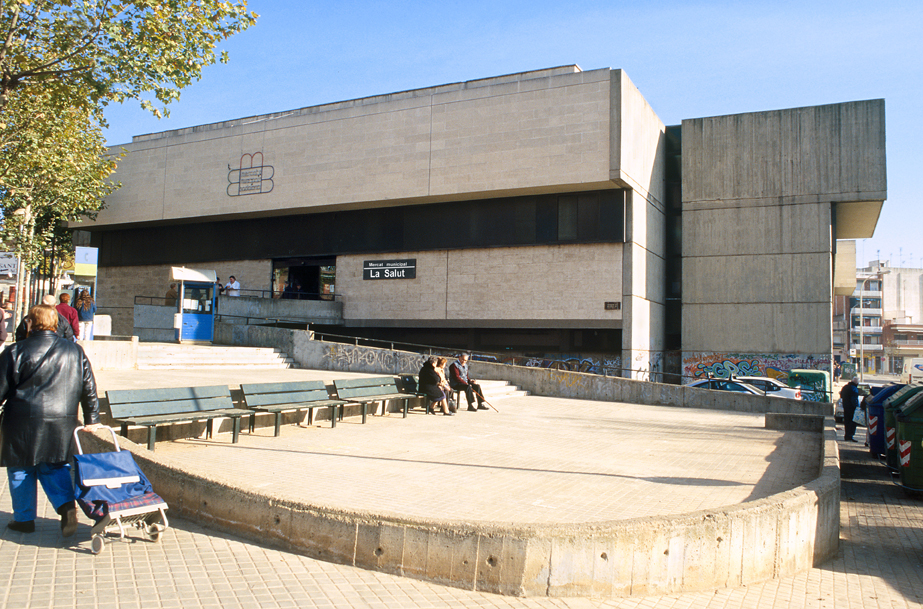
Mercat de La Salut
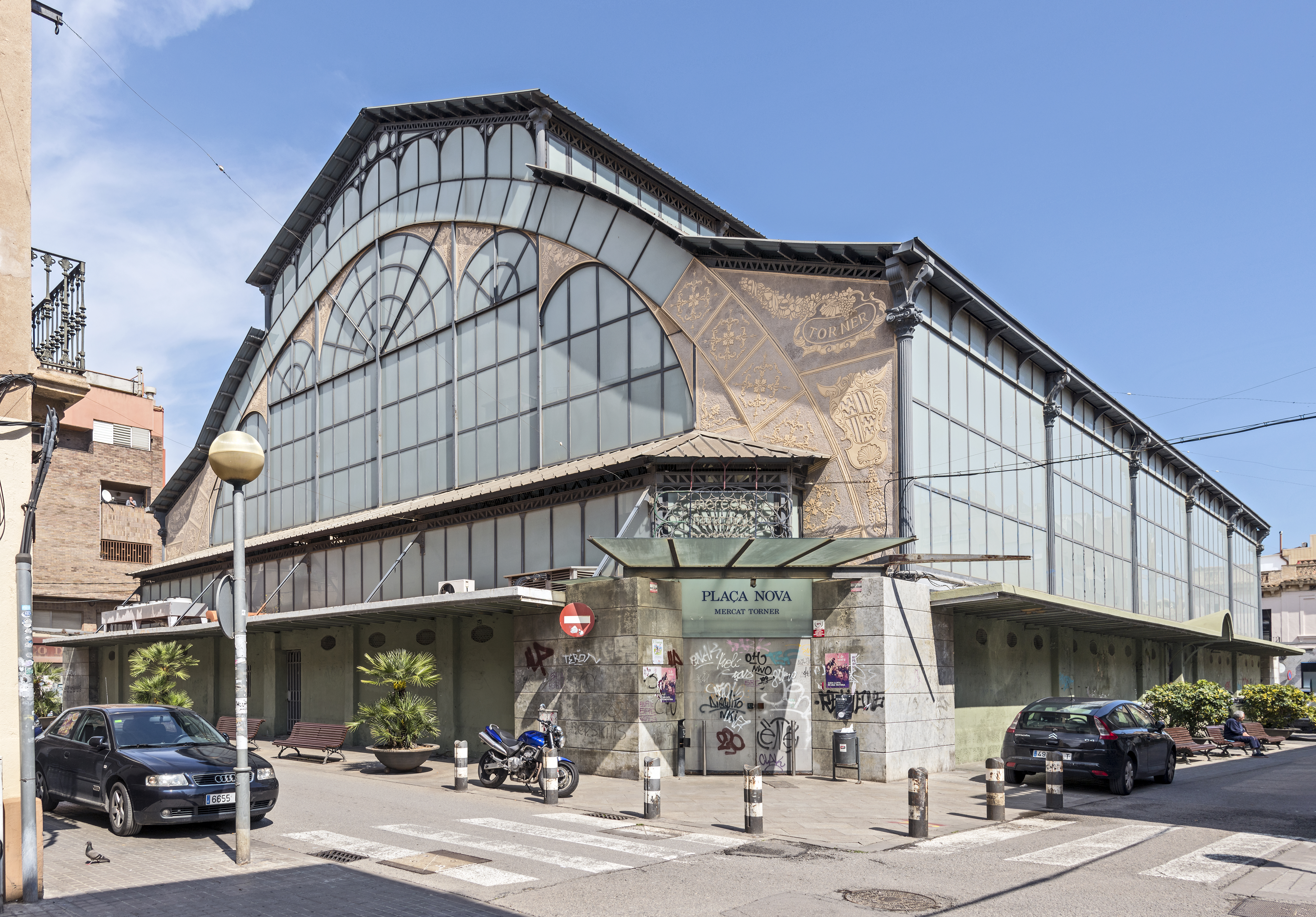
Mercat Torner o Plaça Nova

## Cultura

### Educació
Badalona compta amb una oferta educativa molt àmplia, tant a dins de l'àmbit públic, amb centres municipals i de la Generalitat, com amb centres concertats i privats. Pel que fa a l'ensenyament públic, a Badalona hi trobem 7 escoles bressol, 34 centres que imparteixen el segon cicle d'educació infantil i l'educació primària, 12 instituts d'educació secundària i 3 centres d'educació especial. Pel que respecta a l'ensenyament concertat, a Badalona podem trobar 24 escoles bressol i 24 centres concertats de primària i secundària. Per gestionar el procés d'escolarització en centres finançats amb fons públics i concertats a Badalona trobem l'Oficina Municipal d'Escolarització.
A més d'aquests centres, a Badalona també podem trobar diversos centres on s'imparteixen ensenyaments postobligatoris com escoles d'art i de disseny i centres de formació professional, així com diversos centres de formació d'adults. També hi trobem el Conservatori Professional de Música de Badalona (Escola Municipal de Música de Badalona), l'Escola de Música Moderna de Badalona i l'Escola Oficial d'Idiomes de Badalona. La Universitat Autònoma de Barcelona ofereix estudis del grau de Medicina i del de Ciències Biomèdiques a l'Hospital Germans Trias i Pujol.
A Badalona hi trobem tres equipaments municipals per impartir educació ambiental, com són l'Escola de Natura Angeleta Ferrer, l'Escola del Mar i el Centre d'Estudis Marins. Els objectius d'aquests equipaments són difondre els valors ambientals del municipi, i ser un recurs pedagògic i de sensibilització que respongui a les necessitats educatives d'infants, joves i adults, en els temes relacionats amb el medi natural i l'educació ambiental.
Badalona celebra cada any -des de 2013- la Fira de l'Ensenyament, que a partir de la seva 9ª edició (2021) es troba disponible en format de Fira Virtual.

### Museus

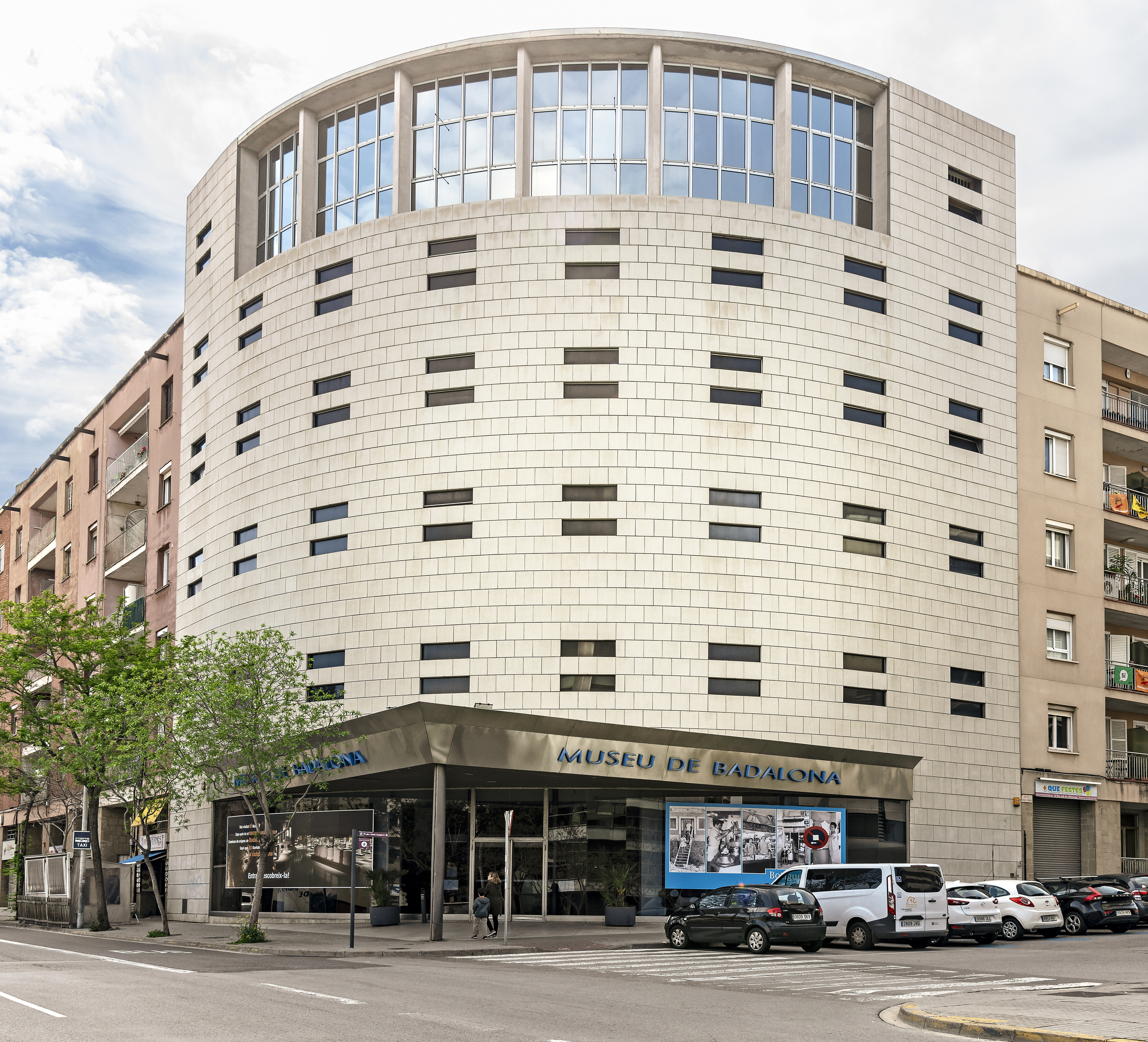
L'edifici del Museu de Badalona, seu de l'arxiu històric. Al seu subsòl es troben les restes de la ciutat romana de Baetulo.

El Museu de Badalona, inaugurat el 1966, està dedicat sobretot al passat romà de la ciutat, i s'hi poden visitar les termes romanes i d'altres restes arqueològiques. Anualment, l'últim cap de setmana del mes d'abril, organitza un festival romà, anomenat ''Magna Celebratio'', dedicat principalment a activitats de reconstrucció històrica. D'altra banda, el Museu de Badalona conserva també peces d'altres èpoques, un importantíssim Arxiu d'Imatges i gestiona, igualment, l'Arxiu Històric de la Ciutat de Badalona.
En un futur també s'hi ha d'instal·lar el Museu del Còmic i la Il·lustració de Catalunya a l'antiga fàbrica de la Companyia Auxiliar del Comerç i la Indústria, la qual ha estat objecte d'una restauració integral. No obstant això, tot i que el museu estava previst pel 2012, el projecte s'ha vist retardat quant a la recopilació de fons documental i, tanmateix, a l'escassesa de liquiditat de la Generalitat, que va congelar l'obertura de nous museus el 2011. Amb tot, darrerament s'han dut a termes moviments per intentar posar en marxa de nou el projecte.
L'Escola del Mar és el centre d'estudis marins que va ser creat a Badalona el 1987. El seu objectiu és el de mantenir el vincle que la ciutat té amb la Mediterrània, i ho fa donant a conèixer la biologia i l'ecologia del mar i fomentant el respecte pel medi. Fa també una tasca de recuperació de la memòria històrica, alhora que divulga la tradició marinera de Badalona, que queda reflectida en aspectes com la pesca, la navegació, o la corderia. Organitza conferències, exposicions, sortides marines, visites al seu aquàrium marí, i ofereix una àmplia oferta educativa, com ara informació sobre les picades de medusa, entre altres activitats. Desenvolupa una tasca de recerca científica dins l'àmbit del litoral, amb estudis sobre els efectes de la bioacumulació de mercuri en ostres, les poblacions d'organismes bentònics del fons marí, la conservació de les praderies de posidònia de Mataró, etc. L'any 2013 va ser guardonat com a Centre Bandera Blava com equipament obert al públic que realitza tasques pedagògiques en matèria d'ecosistemes marins.

### Tradicions culturals
Badalona contempla diverses festes que reten homenatge a sants com ara Sant Sebastià (patró escollit pel poble), Sant Pere (patró dels pescadors), o la Passada de Sant Antoni (patró del bestiar de peu rodó). Així Badalona celebra la processó del Corpus Christi, la del Carme, la Processó dels Misteris documentada al segle xvii i caracteritzada pel silenci, i ha recuperat recentment la processó dels Dolors, un pas que feia gairebé un segle que no sortia al carrer. Naturalment, a aquestes s'hi sumen les festivitats típiques arreu de Catalunya com ara el Carnestoltes, la Diada, Sant Jordi, la Nit de Sant Joan, o la Nit de Reis, on aquests arriben des de la platja.
La Festa Major de Badalona se celebra el 15 d'agost, per la Mare de Déu d'Agost, encara que per aquestes dates només s'hi fan uns pocs actes festius. Tanmateix, el segle xx les celebracions populars es van traslladar principalment al mes de maig, quan se celebra realment la festivitat més característica de la ciutat.

#### Festes de Maig
Les Festes de Maig tenen com a eix central l'11 de maig, dia del patró de la ciutat i festiu, sant Anastasi. La nit anterior, el 10 de maig, hi ha la Cremada del Dimoni a la platja, acompanyada per focs artificials; aquest dimoni de fusta, ancorat a la sorra, és el disseny guanyador del concurs «Crema'l tu!», que s'organitza per tal de triar el dimoni que es cremarà. Aquestes jornades festives són plenes d'activitats: correfocs, el ball de l'Àliga, havaneres, cremats i sardinada a la Festa del Baix a Mar, balls de carrer i, arran de la seva fundació el 1998, de les actuacions dels Castellers de Badalona i els Gegants de Badalona. Aquesta festivitat de maig fou declarada Bé Cultural d'Interès Turístic el 1991, i sembla que ja es troben datades de 1635, i el mateix baró de Maldà les descrigué en el seu Calaix de Sastre.
En el marc d'aquestes festes se celebra la tradicional Fira de l'Arrop, que l'any 2013 celebrà la XXXIII edició. S'hi poden trobar fruites confitades típiques i d'altres productes alimentaris de com mel, codony, melmelades, formatges, embotits, pans, dolços, cerveses i vi.

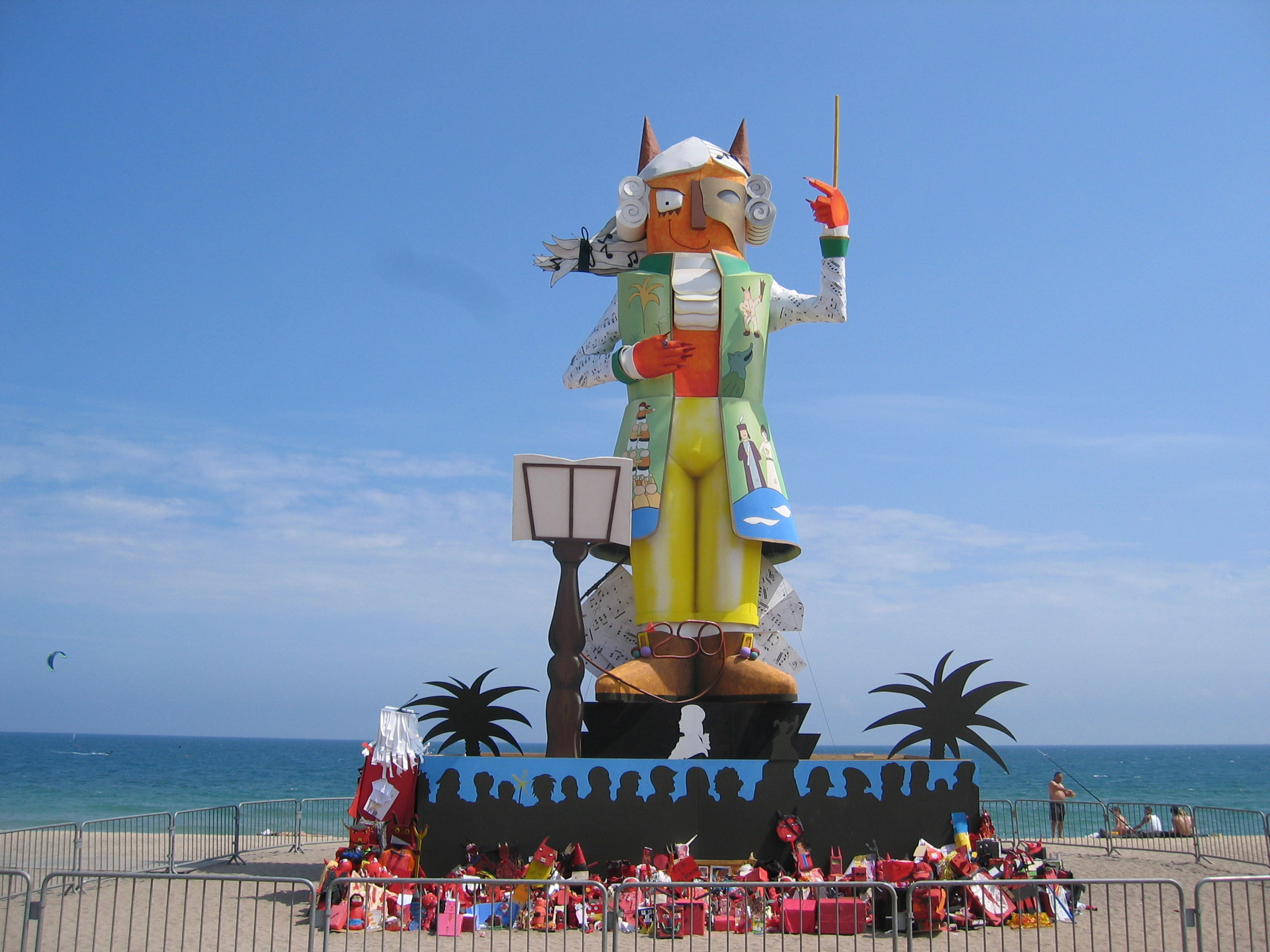
El dimoni del 2006, amb motiu de l'any Mozart, abans de la Cremada
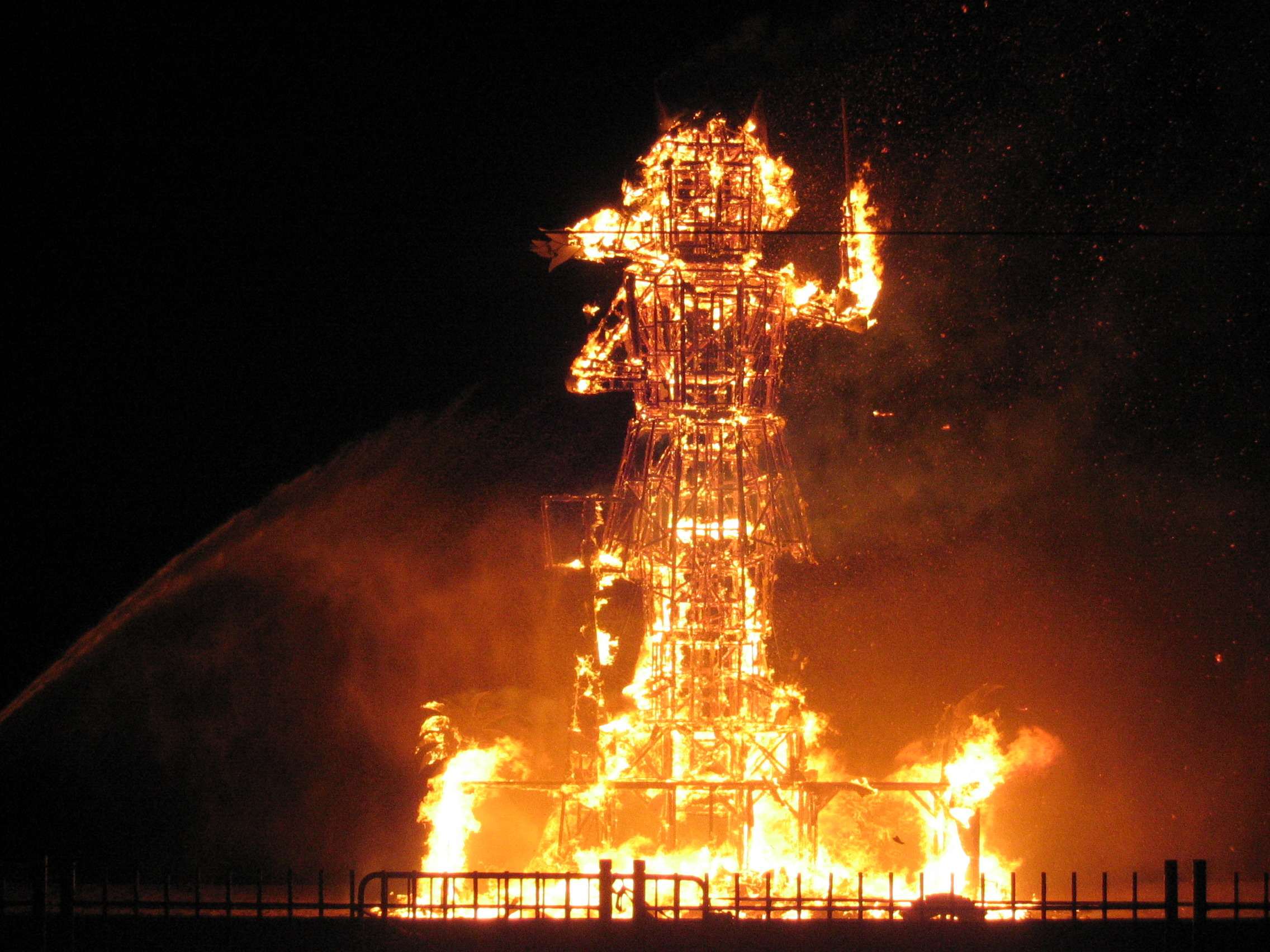
El mateix dimoni durant la Cremada
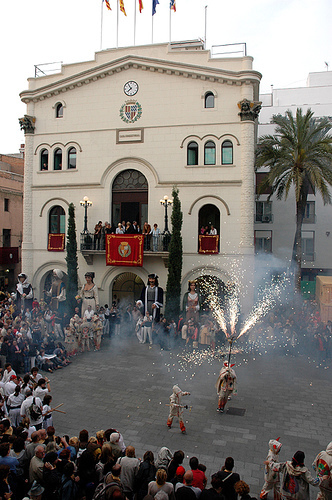
Diables i gegants a la plaça de la Vila
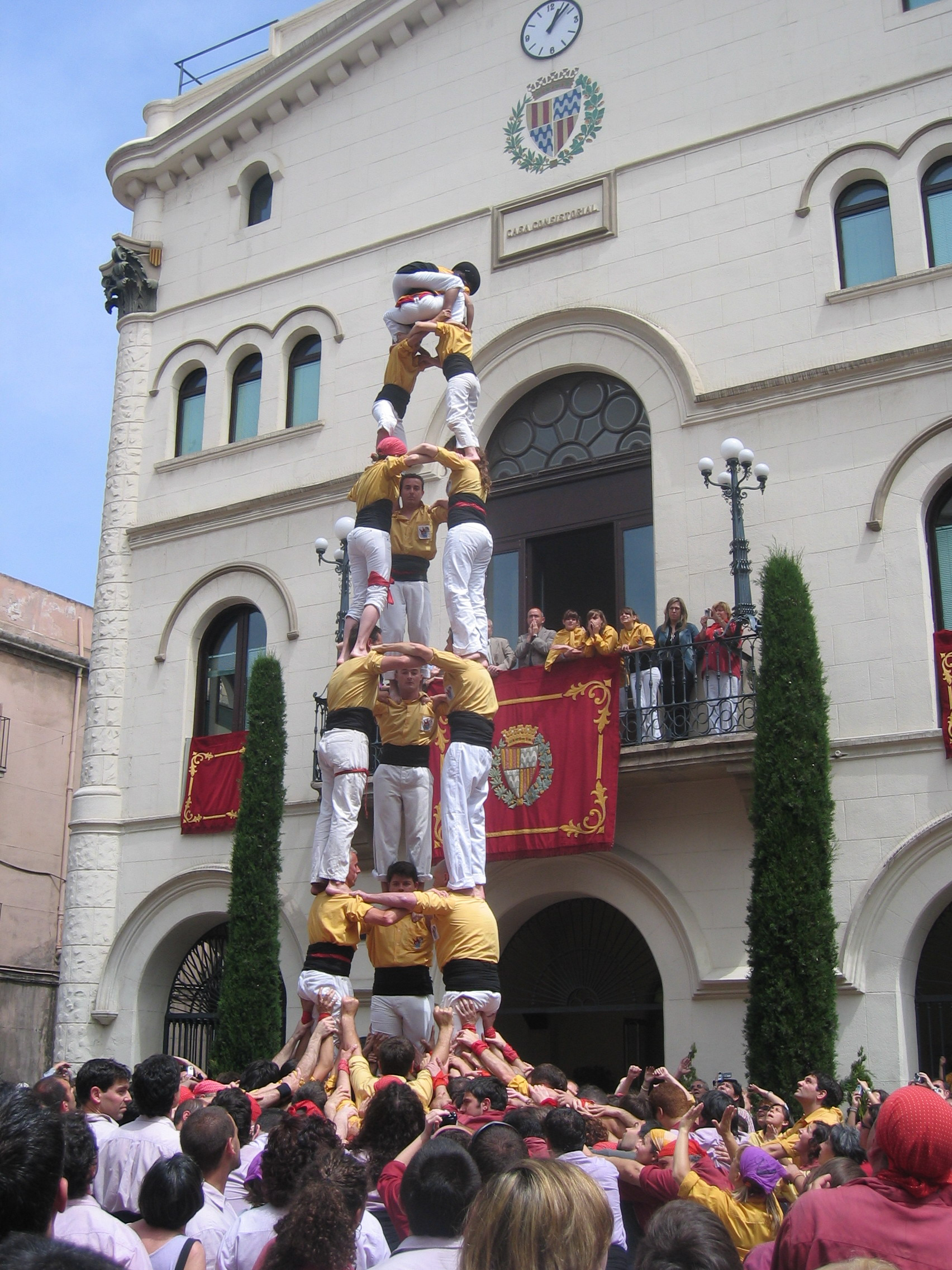
Els Castellers de Badalona
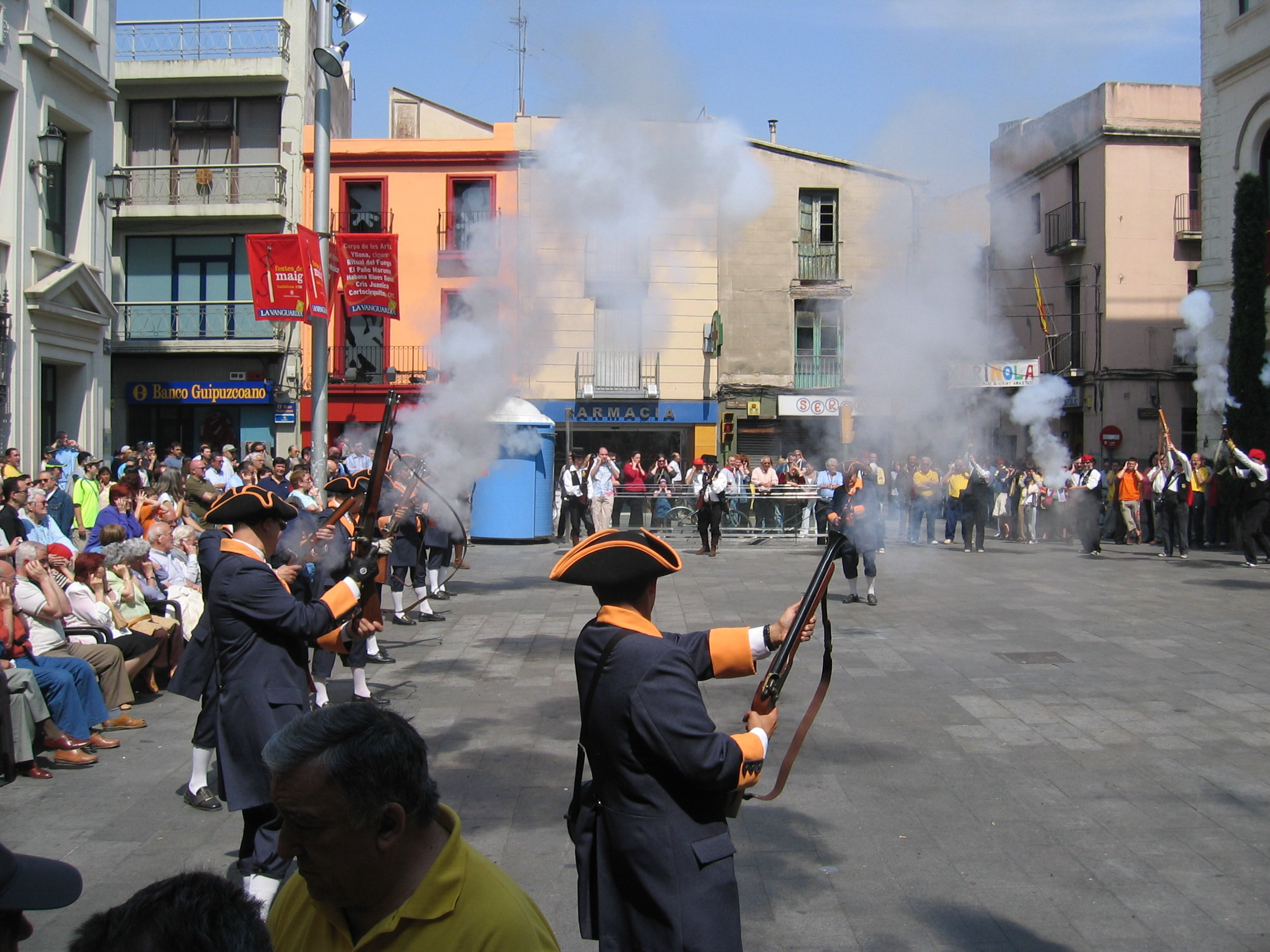
Els Miquelets de Badalona, trabucaires
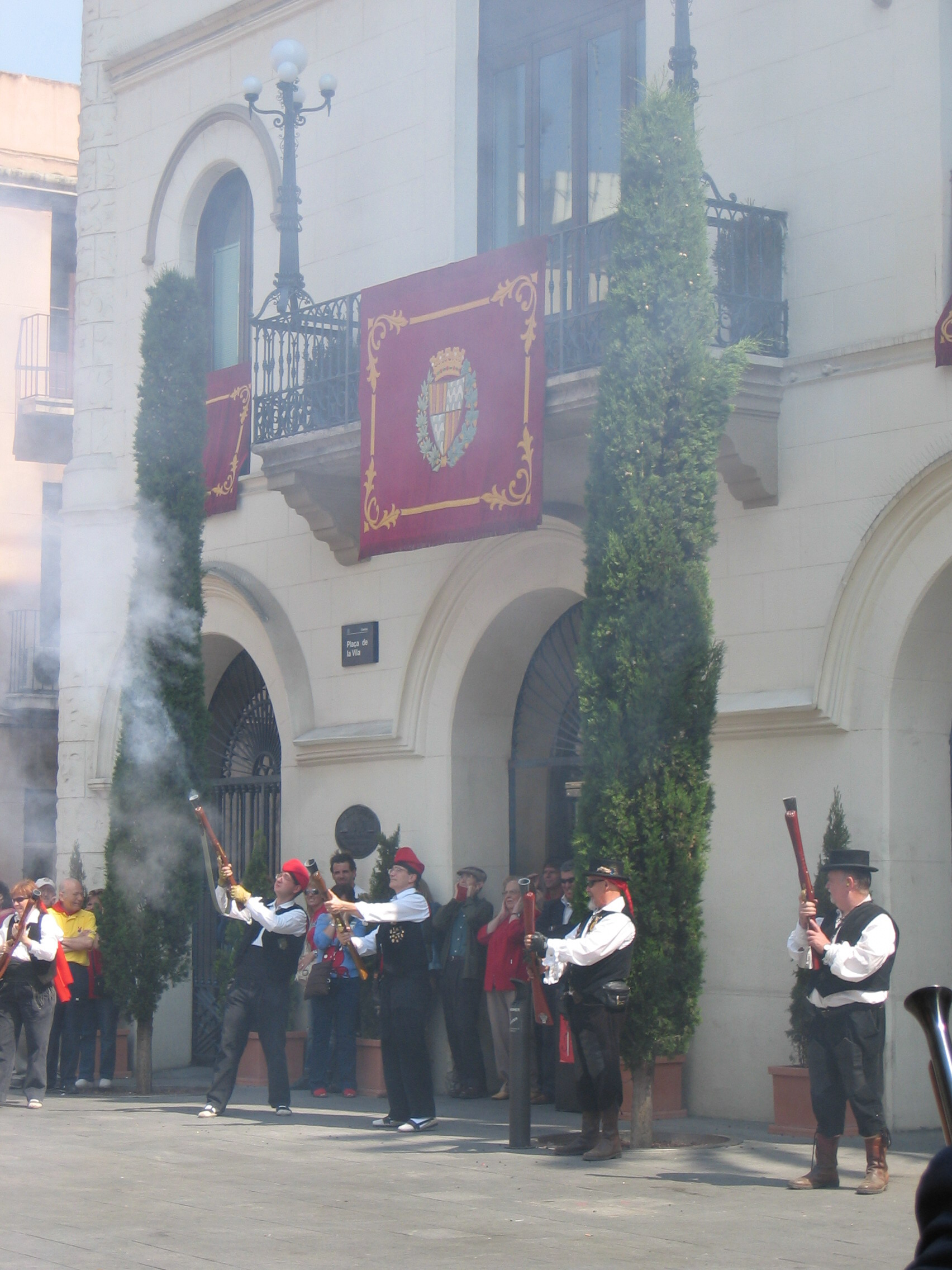
Descàrrega a la plaça de la Vila

### Els set tresors de Badalona
Amb motiu de la capitalitat de la cultura catalana de Badalona l'any 2010, el 2009 es va proposar una votació popular, oberta a tothom, no sols als badalonins, per a escollir els set tresors del patrimoni cultural material badaloní, a imitació d'altres processos que s'han dut a terme a altres indrets. En un primer moment, tant l'organització de la capitalitat com la Regidoria de Cultura van demanar als ciutadans i a les entitats propostes per a la votació, que arribaren a les quaranta candidatures, de les quals en quedaren les següents:

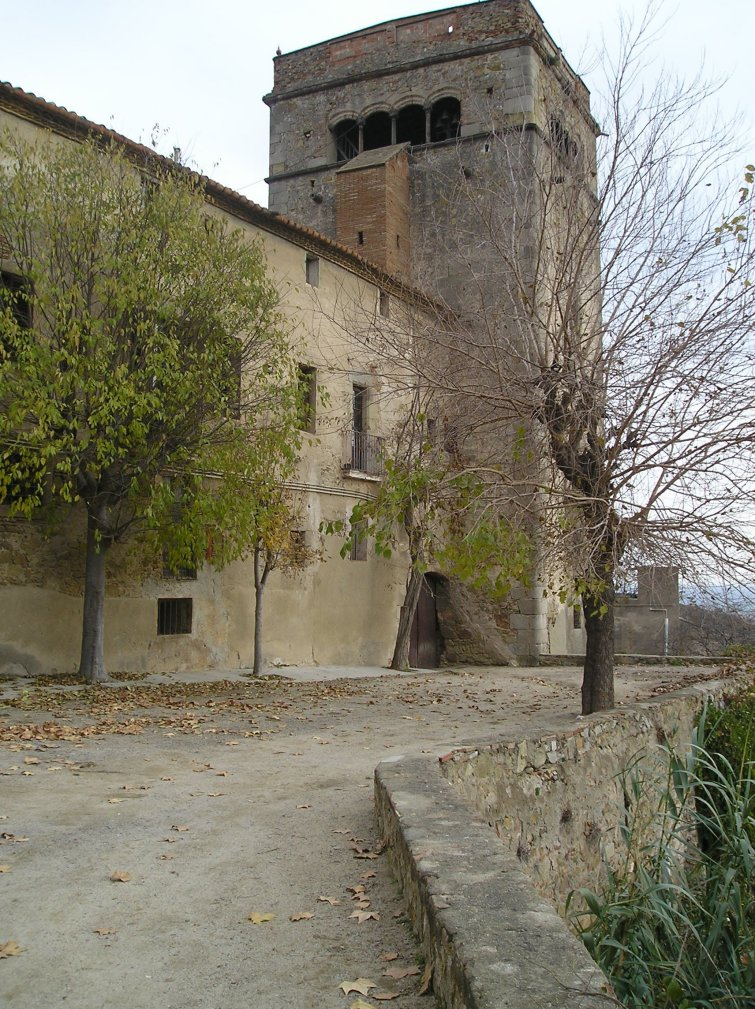
1. Antic monestir de Sant Jeroni de la Murtra[n. 1]
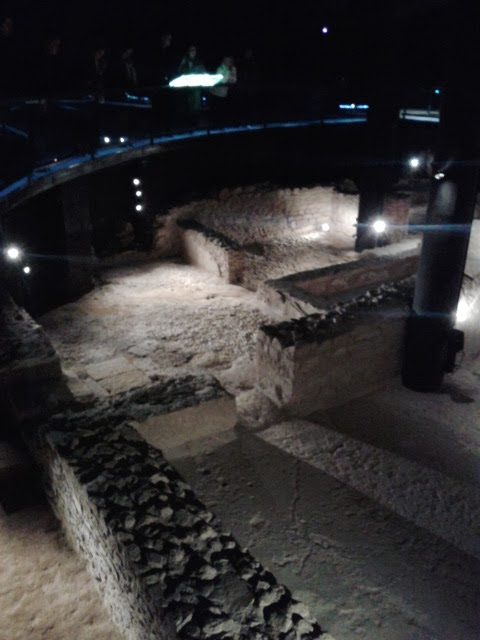
2. Ciutat romana de Baetulo
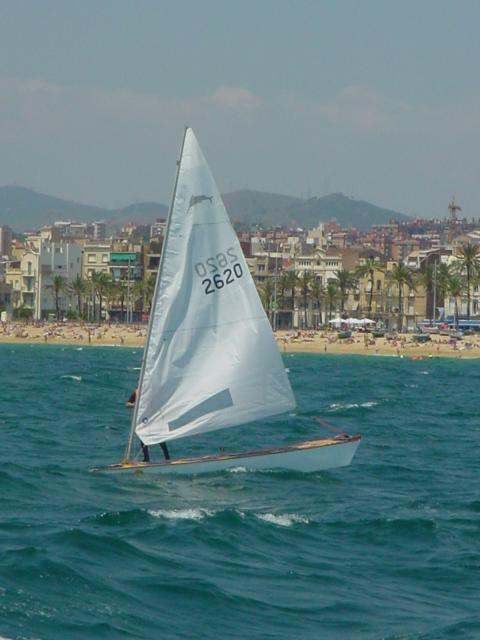
3. Patí de vela[n. 2]
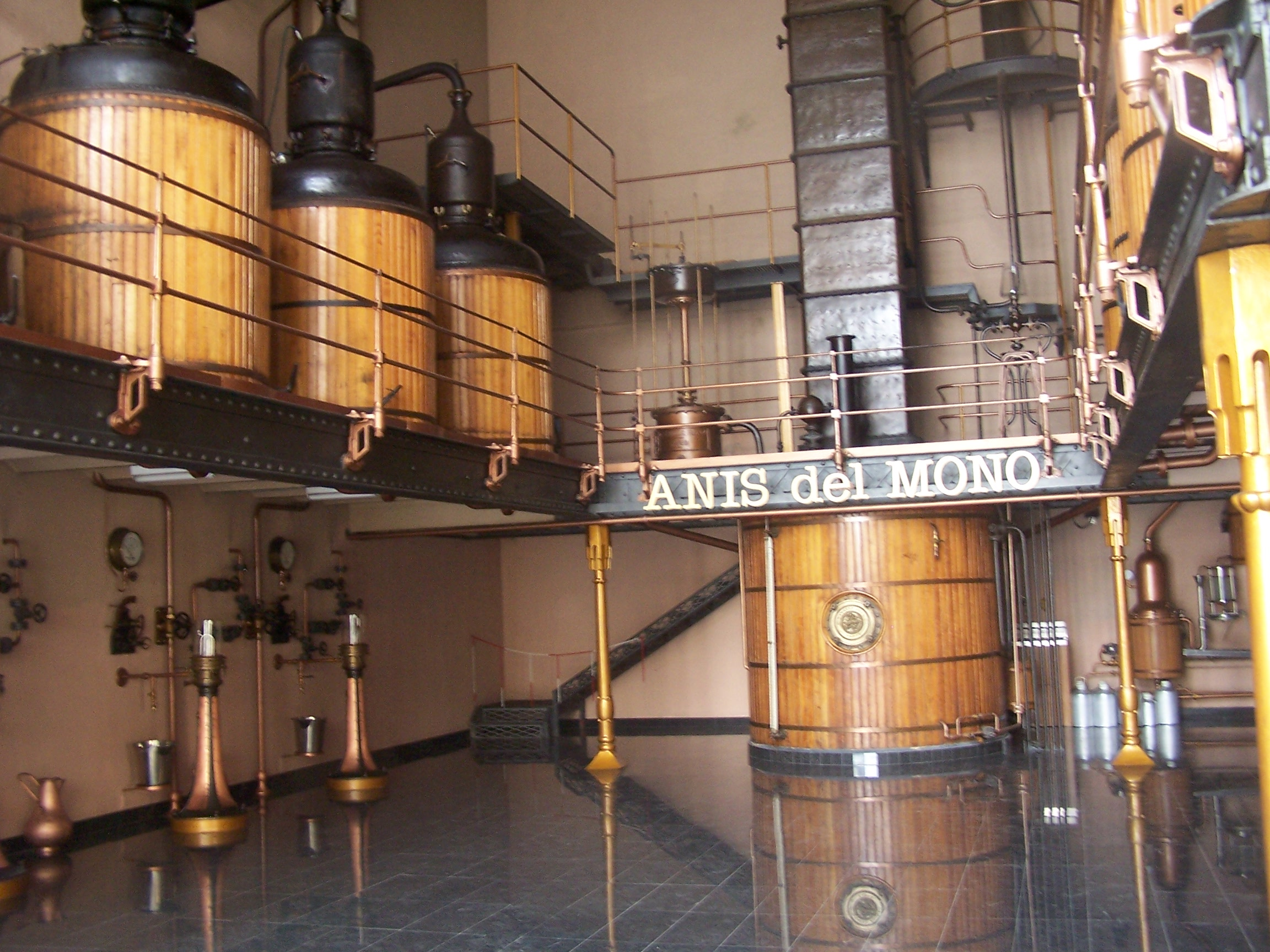
4. Destil·leria de l'Anís del Mono[n. 3]
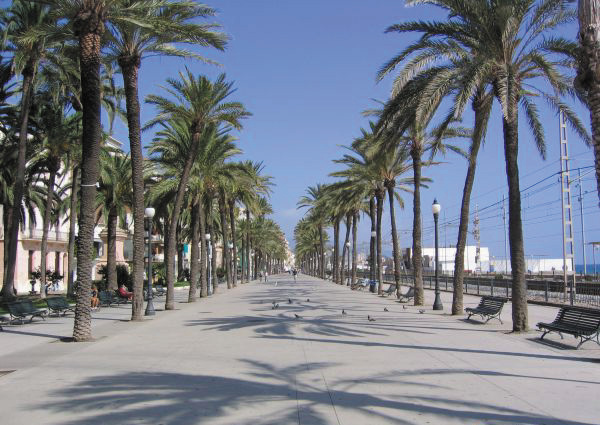
5. Rambla de Badalona
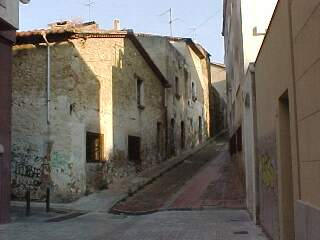
6. Dalt de la Vila[n. 4]
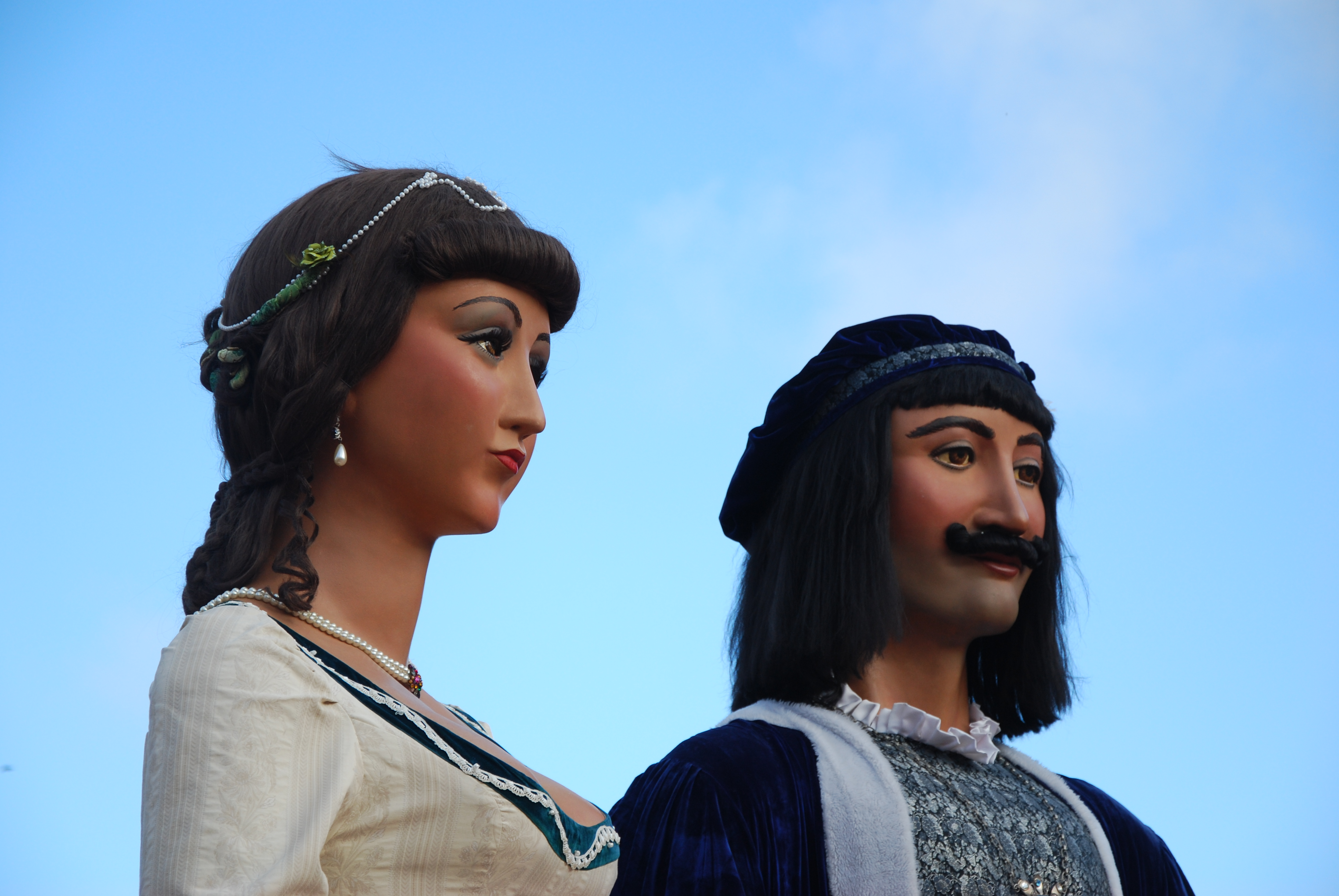
7. Gegants Anastasi i Maria[n. 5]

### Cinema, arts escèniques i música

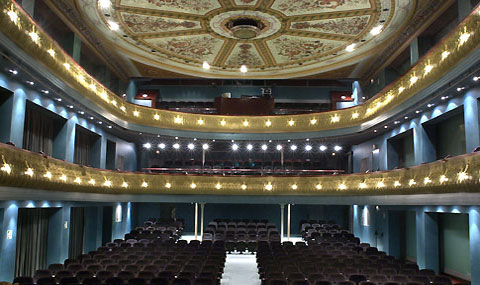
Interior del Teatre Zorrilla.

La ciutat compta amb la presència de tres teatres municipals: el Teatre Zorrilla, fundat el 1868, el Teatre Principal, ambdós al barri del Centre, i el Teatre Blas Infante, a Llefià. Tanmateix, també el Círcol Catòlic compta amb un teatre propi, que completa l'oferta escènica de la ciutat.
En matèria de cinemes, durant gran part del segle xx la gran majoria de cinemes s'ubicaven al centre de la ciutat, en particular al carrer de Mar. El mateix Teatre Zorrilla va funcionar com a cinema, prenent el nom de Cine Aya a partir dels anys cinquanta; també el Teatre Principal fou un cinema. Altres cinemes foren el Cine Nou o el Cine Verbena. No obstant això, també existiren altres cinemes escampats per altres barris de la ciutat, que amb els anys van anar tancant. Després que el desembre de 2008 el Cinema Picarol, l'últim cinema que tenia el Centre, tanqués les seves portes i que també ho fessin les sales del Centre Comercial Montigalà, la ciutat compta només amb un multisales (Megacine Badalona), al nou centre comercial Màgic Badalona.
Durant tot l'any a la ciutat se celebren diversos esdeveniments: un festival de jazz, el de màgia Memorial Li-Chang, recordant la figura de l'il·lusionista badaloní Joan Forns i el festival de cinema de curtmetratges Filmets.
En l'àmbit musical i educatiu, hi trobem el Conservatori de Música, situat a l'edifici de l'antiga Escola del Treball, fortament vinculat a la Banda Simfònica de Badalona, i l'Escola de Música Moderna de Badalona.

### Centres cívics i biblioteques

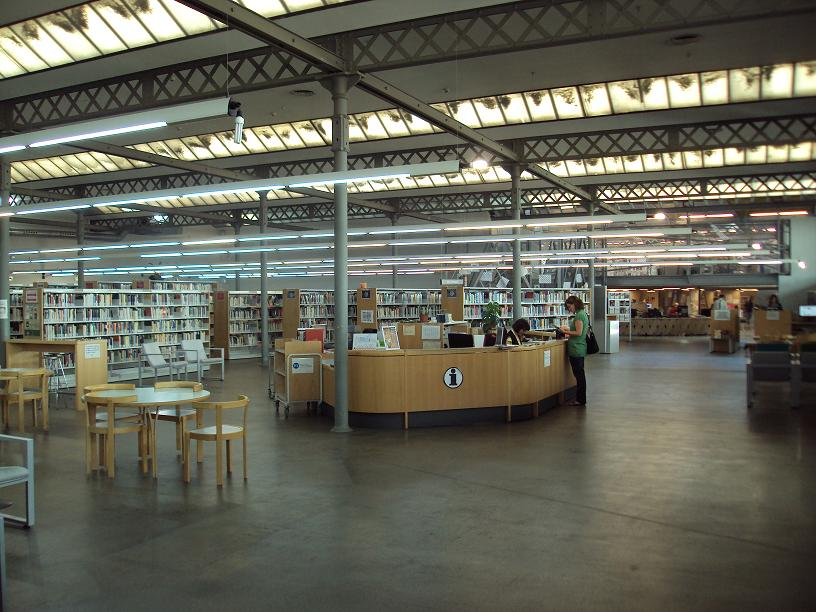
Sala d'adults de la Biblioteca de Can Casacuberta.

La ciutat compta amb una xarxa de centres cívics, distribuïts pels diferents barris. Els primers van ser els de la Colina (Puigfred) i el de Morera. Actualment existeixen també els centres cívics de Can Cabanyes, Torre Mena, Dalt de la Vila, Sant Roc, La Salut, Can Canyadó i Can Pepus. Tots ells duen a terme tot una sèrie d'activitats per als veïns. Són d'especial esment la Festa Medieval de Can Canyadó, o la Festa Indiana de Can Cabanyes.
Badalona compta també amb sis biblioteques. Totes elles tenen un fons local especialitzat i, algunes d'elles, compten també amb fons especials en alguna matèria. Primerament, la biblioteca central de Can Casacuberta, a banda del fons de temàtica local molt especialitzat, també té fons d'obres antigues en català, de màgia, a més de comptar amb un club de lectura i d'acollir l'espai cultural Betúlia. Les altres són les de Lloreda, amb un fons especialitzat en cultura àrab, la de Sant Roc, amb un fons especialitzat en flamenc la de Llefià-Xavier Soto, amb un fons especialitzat en manuals per a presentar-se a oposicions, i la de Pomar. El 28 de març de 2015 fou inaugurada una nova biblioteca per donar servei als barris de Canyadó i Casagemes amb el nom del poeta Joan Argenté com a reconeixement a la seva carrera artística i la seva relació amb la ciutat.

### Gastronomia
La cuina badalonina s'emmarca dins de la catalana, compta amb algunes receptes pròpies, relacionades, sobretot, amb l'àmbit mariner o bé dels orígens rurals de la ciutat. Des de l'administració i des de diverses entitats cíviques es van anar recuperant des de 1989 fins a 2009 amb unes Jornades Gastronòmiques iniciativa del Departament de Turisme de l'Ajuntament, recuperant receptes que, en alguns casos, no estaven documentades.
El plat estrella és el denominat pop a la badalonina, consisteix en un guisat de pop acompanyat de patates i allioli negat, una recepta que també és present en altres localitats costaneres. Altres receptes substituixen alguns ingredients per anís, com són el bacallà a la badalonina, fet amb un sofregit de tomàquet, ceba i pebrot vermell, afegint-li un rajolí d'Anís del Mono sec; o el rap amb suc, un plat típic de pescadors, substitueix la típica absenta per l'anís. Altres plats també cuinats tradicionalment a la ciutat, alguns dels quals van ser presentats durant les jornades gastronòmiques, van ser el préssec de vinya farcit de carn, la bullabessa o el bacallà amb patates i allioli.
Molts altres plats genuïns formaven part de la carta de plats de restaurants que eren referència a la ciutat i que tenien projecció fora d'ella. Entre algunes de les receptes conegudes hi ha el conill amb escamarlans o gambes, els peus de porc a la gatxona, de la Fonda d'en Gatxó, la sarsuela, de Can Ramonet, o les mongetes de la Francis Boix, del restaurant Nereida.
D'altra banda, en els darrers anys han proliferat jornades i trobades gastronòmiques, com una forma de promocionar la gastronomia local, com també dels restaurants de la ciutat. Algunes d'aquestes iniciatives han comptat amb la col·laboració de la Confraria de Pescadors de Badalona.

## Societat

### Associacionisme veïnal
El moviment associatiu veïnal a Badalona està molt arrelat i són nombroses les entitats que el componen. Va néixer a finals dels anys cinquanta entorn dels barris perifèrics, principalment aquells d'autoconstrucció on s'havien assentat les persones arribades d'arreu d'Espanya. Construïts moltes vegades de forma il·legal, la precarietat d'aquestes zones es traduí en una manca de serveis bàsics, inclosos llum o aigua, i els veïns van decidir organitzar-se sota la forma de comunitats de veïns. La Balsa, l'actual Lloreda, va ser el primer barri a veure néixer aquest tipus d'organització l'any 1959, el mateix any ho feien la de La Pau i el 1961, Sistrells. Amb la Llei d'associacions de 1964 es legalitzarien algunes com la de Bufalà i la de Sant Crist el 1965 o la d'Artigues el 1968; moltes ja funcionaven amb anterioritat. Molts van lluitar per aconseguir la qualificació de sòl urbà per tal de no perdre les seves cases; totes ho feren per reclamar equipaments bàsics, un dels punts essencials que durant els anys seixanta. Les reclamacions es feren a través de diverses vies: la pròpia autodotació per part dels veïns, la col·laboració amb l'administració a través de la figura d'un alcalde de barri o peticions a l'administració.
Els setanta van ser una dècada en què van néixer moltes altres associacions a altres barris, com el Centre (1978), Canyet o Dalt de la Vila (1978). La construcció d'infraestructures s'hi va sumar la lluita contra l'especulació immobiliària. En aquest moment, el gran nombre d'associacions va fer necessària la creació d'una entitat superior que les coordinés: entre 1974 i 1978 es gesta la Federació d'Associacions de Veïns de Badalona (FAVB). Des dels primers anys, la creació d'aquest ens així va provocar la radicalització de les associacions per motius polítics, sobretot en àmbits esquerrans, car suposava una plataforma de lluita contra el govern municipal. La legalització dels partits polítics va provocar que molts membres de les associacions, arran de la Mesa de la Democràcia de l'alcalde Ramos, passessin a defensar els seus ideals a altres institucions com partits polítics o associacions de pares d'alumnes. Els anys vuitanta, encara amb prou força, tant les associacions com la FAVB van continuar llurs reivindicacions. No obstant això, la dècada dels noranta va significar un clima d'enfrontament amb l'Ajuntament: la integració de persones de la Federació al consistori va provocar conflictes per projectes com el del port, si bé, d'altra banda, tingué gran èxit la campanya de l'aigua. Encara naixeran més associacions durant aquest període com la del Progrés o la del Gorg (1996).
Administració local i moviment veïnal han estat generalment en bons termes, tanmateix durant l'alcaldia de Xavier García Albiol del PPC va provocar tensió amb la FAVB, perquè es va acusar les associacions de malbaratar les subvencions, mentre que, d'altra banda, les associacions van acusar el consistori de no pagar el que els deu.

### Mitjans de comunicació

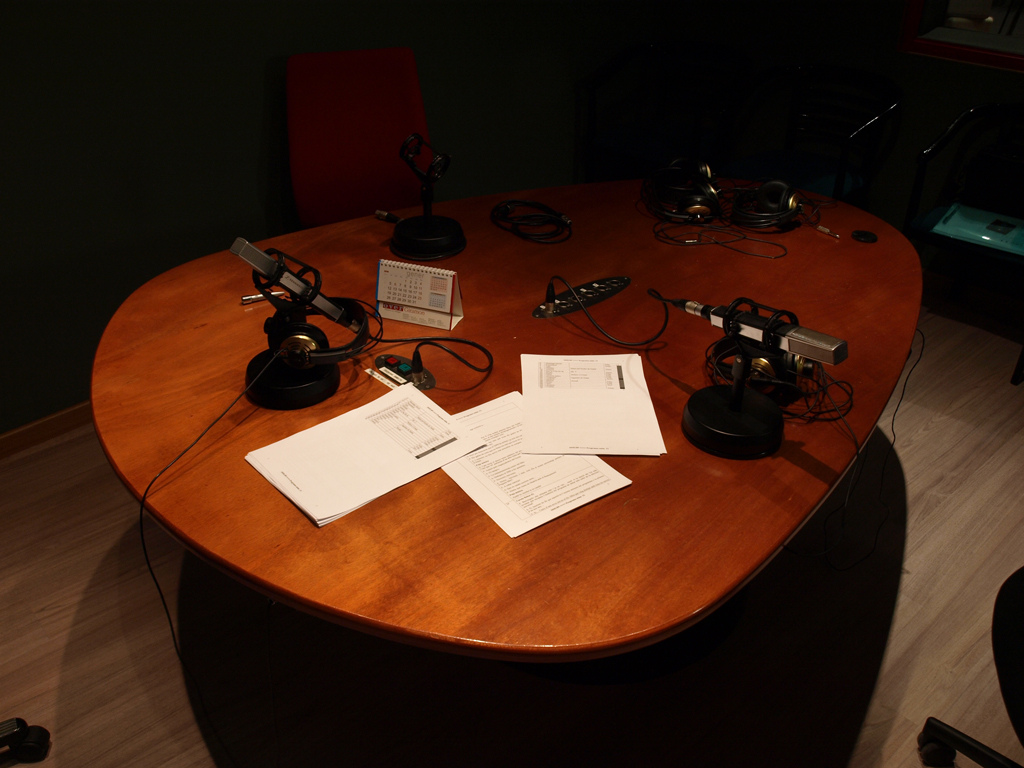
Estudi 3 de Ràdio Ciutat de Badalona

La història televisiva a Badalona es remunta als anys 80. A Catalunya abans que emetés TV3 (el 16 de gener del 1984) la primera experiència televisiva va ser la de Televisió de Cardedeu que va fer la seva primera emissió experimental el 6 de juliol de 1980, i Badalona ho va voler fer el maig de 1982, sota el nom de Televisió de Badalona. Això no obstant, costà en un inici quan s'ordenà el precintament de la televisió provisional, propietat de l'Ajuntament, des del Govern Civil, i l'alcalde Màrius Díaz i altres regidors es tancaren a la seu de l'emissora, per a després ser detinguts per la policia, la qual feu destrosses entre els materials.
A Badalona hi ha el grup municipal de comunicació Badalona Comunicació que inclou l'emissora Ràdio Ciutat de Badalona, la Televisió de Badalona (TVB) i la revista mensual d'informació local Bétulo. Durant el desembre de 2011 el PP va amenaçar de tancar l'empresa a causa de la manca de pressupost del seu equip de govern. L'emissora de ràdio va néixer el juliol de 1981, emet les 24 hores del dia i es pot escoltar a través del 94,4 de la FM i per Internet. Els estudis de l'emissora estan situats al número 11 del Carrer Sant Agustí, al barri de la Morera. També trobem altres dues emissores de ràdio: Ona Mar Ràdio i Ràdio Pomar.
En premsa escrita hi ha els següents mitjans de comunicació: Badalona 2000, Badanotis, BNS, el Tot badalona i L'independent de Badalona. El Punt Avui té una edició per Badalona i el Barcelonès Nord. El diari electrònic VilaWeb també compta amb una edició local.

### Esport

#### Bressol del bàsquet
El bàsquet és l'esport més arrelat a la ciutat. La integració d'aquest esport a la ciutat és força elevat en el que es coneix com a bàsquet base, on es poden una gran multitud d'equips de barri, d'associacions i sobretot d'instituts que el practiquen. El màxim exponent d'aquest esport a la ciutat és el Club Joventut Badalona, amb més de 80 anys d'antiguitat. La Penya, que és com es coneix el club, va assolir la seva etapa d'or a inicis de l'última dècada del segle xx. Badalona, doncs, va dissenyar el Pavelló Olímpic, aprofitant l'avinentesa, per engrandir l'espai del club situat a l'antic Pavelló dels Països Catalans i acollir també la subseu olímpica de bàsquet pels Jocs de Barcelona 92. Barcelona va projectar la final del torneig al Palau Sant Jordi de Barcelona, però l'argumentació badalonina va acabar prevalent i, així, s'hi disputà la totalitat del torneig.
Lligat al Club Joventut Badalona, i amb la intenció de projectar la ciutat esportivament i turísticament a escala internacional amb el projecte de la capital del basquetbol, al costat del pavelló s'ha aixecat un complex lúdic i esportiu que ha conduït a la revitalització de la zona també urbanísticament: el Centre Comercial Màgic Badalona. Al pont de l'Autopista C-31 que passa a tocar del Pavelló, i després de la construcció del Centre Comercial, es pot llegir: «Badalona capital europea del bàsquet». Són moltes les competicions de bàsquet que es realitzen al municipi, entre les quals destaca la Copa Badalona, en la que els equips de bàsquet de la ciutat s'enfronten a finals d'estiu des de l'any 1986.

#### Esports d'aigua

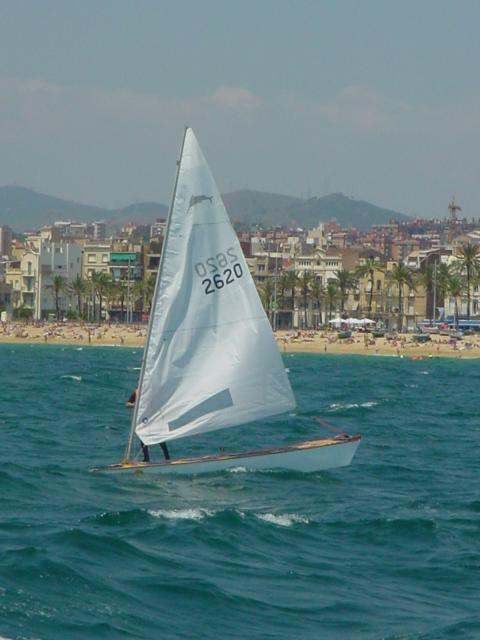
Patí de vela davant la platja de Badalona.

Cal no oblidar que Badalona mira al mar, i és per això que els esport d'aigua també tenen molta importància. Hi trobem tres piscines importants: la Piscina Municipal, la Piscina de Llefià i la Piscina de Sistrells; aquesta darrera modernitzada recentment i transformada en un centre físic important. Després dels Jocs Olímpics de Londres l'alcalde de Badalona, Xavier Garcia Albiol, proposà batejar la piscina municipal amb el nom de Mireia Belmonte després de les seves dues plates als 200 metres papallona i als 800 metres lliure en aquesta edició dels Jocs Olímpics. També hi trobem entitats històriques com el Club Natació Badalona, fundat l'any 1929. Al municipi es poden practicar tot tipus d'esports d'aigua gràcies als clubs i associacions, així com a l'escola de vela avui ubicada dins el projecte del port esportiu de Marina Badalona.

#### Altres esports

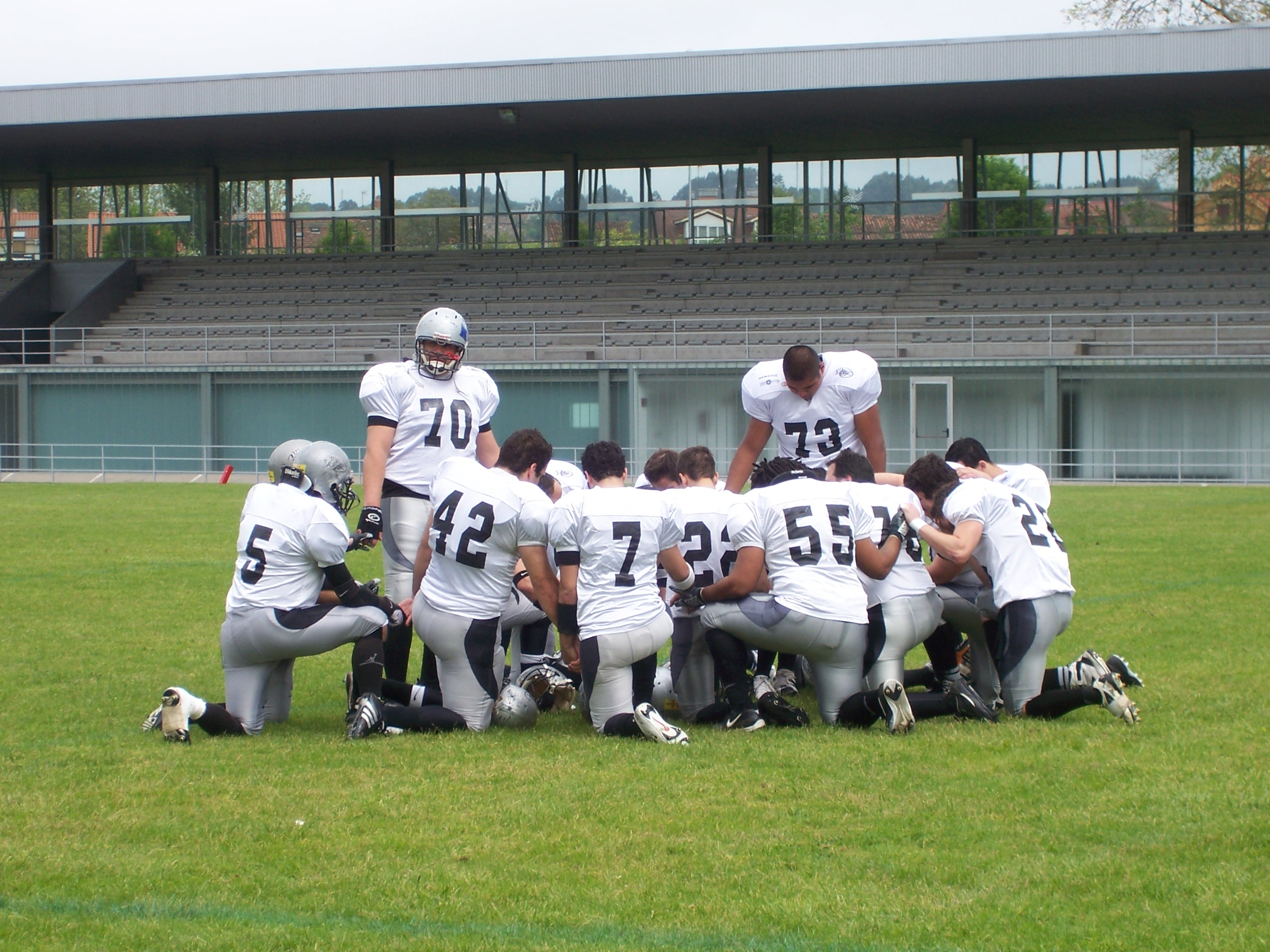
Els Badalona Dracs abans d'un partit.

A Badalona també es practiquen altres esports com el futbol, i podem trobar clubs històrics d'aquest esport com el Club de Futbol Badalona, que el 2013 complí cent anys d'història. L'oferta esportiva de Badalona es complimenta amb diversos pavellons poliesportius i, a nivell més popular, s'hi troben repartits en el seu territori diversos equipaments al carrer disposats per a la pràctica de l'esport i per als jocs de carrer, a banda dels que es dediquen a la pràctica del futbol o el bàsquet base, com ara els camps de petanca. També s'hi pot practicar atletisme a les pistes de Can Ferrater, o practicar futbol americà amb els Badalona Dracs. El tennis taula (CE Badalona Tennis Taula), el voleibol platja, les arts marcials, les excursions a peu o els circuits físics costaners completen l'activitat esportiva del municipi.

### Parla
| Coneixement del català a Badalona | L'entén | El sap parlar | El sap llegir | El sap escriure | No l'entén | Total   |
| --------------------------------- | ------- | ------------- | ------------- | --------------- | ---------- | ------- |
| Total                             | 194.190 | 132.370       | 149.188       | 99.502          | 19.510     | 213.700 |
| %                                 | 90.9    | 61.9          | 69.8          | 46.6            | 9.13       | 100     |

La realitat lingüística a Badalona és diversa. Com a receptora d'immigració durant el segle xx, principalment de la resta d'Espanya, la situació entre el català i el castellà és desigual segons el barri. Mentre els barris cèntrics hi predomina el català, a la perifèria, allà on s'instal·laren els immigrants, el més predominant és el castellà; això s'ha reproduït també, per exemple, en la retolació dels comerços. L'Ajuntament de Badalona acostuma a dirigir-se als ciutadans en català i castellà; al seu web ofereixen aquestes dues llengües a més d'altres a escala europea com l'anglès o el francès. D'altra banda, cal tenir també en compte la més recent immigració procedent de diferents llocs del món, en aquest sentit l'Ajuntament té un Pla d'Acollida que ofereix en anglès, àrab, castellà, urdú i xinès.
A Badalona es parla el català central. El parlar badaloní es caracteritza per l'ús d'algunes paraules, entre les quals destaquen micaco, tornemi o badiu. Badiu és una expressió pròpia de Badalona que fa referència al pati d'una casa, principalment el de les plantes baixes i cases del Baix a Mar badaloní. Actualment se'n conserven a la ciutat més d'una setantena. Pompeu Fabra va recollir la definició de badiu en la primera edició del Diccionari general de la llengua catalana, del 1932, amb aquestes paraules: «Eixida d'una casa, sense cobrir o formant una porxada». D'altra banda, una paraula únicament badalonina és «Tusa» o «la Tusa», nom que s'empra per anomenar els autobusos, provinent de l'antiga companyia d'autobusos Transportes Urbanos Sociedad Anónima, actualment TUSGSAL. El febrer de 2014, el Ple de l'Ajuntament de Badalona es va mostrar favorable a la defensa del model d'immersió lingüística escolar en català.

## Transport

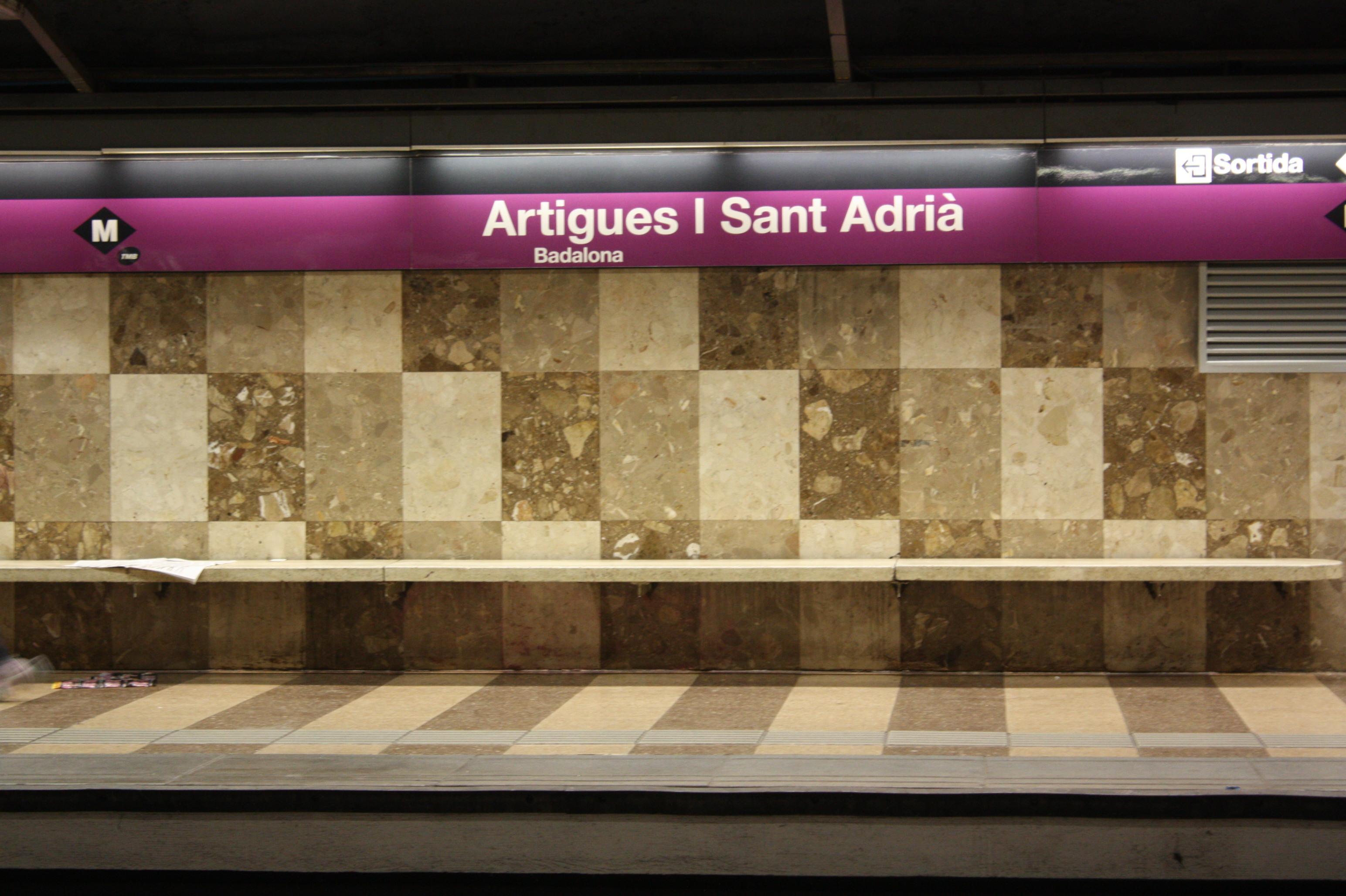
Estació d'Artigues Sant Adrià.

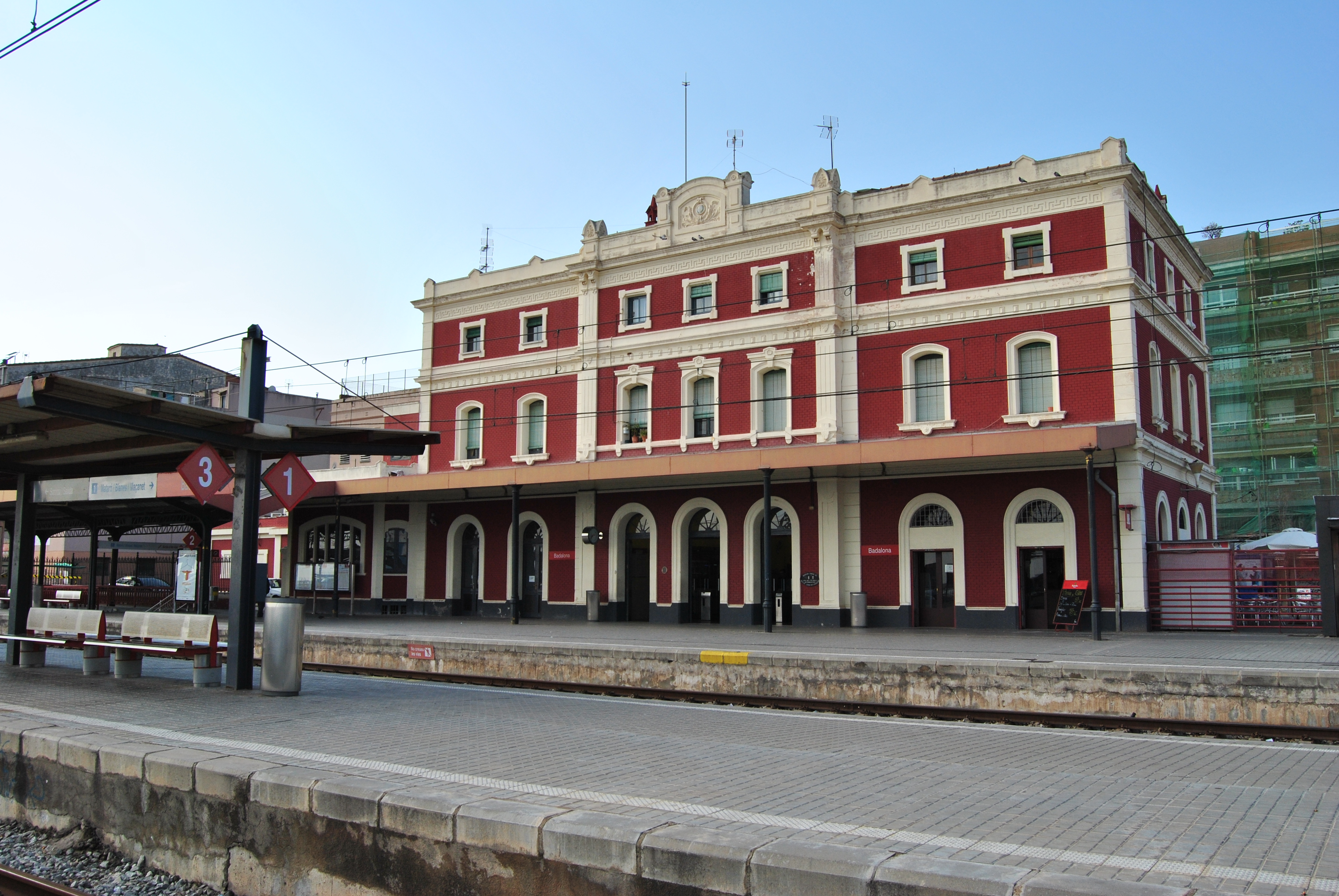
Estació de Renfe Rodalies de Badalona.

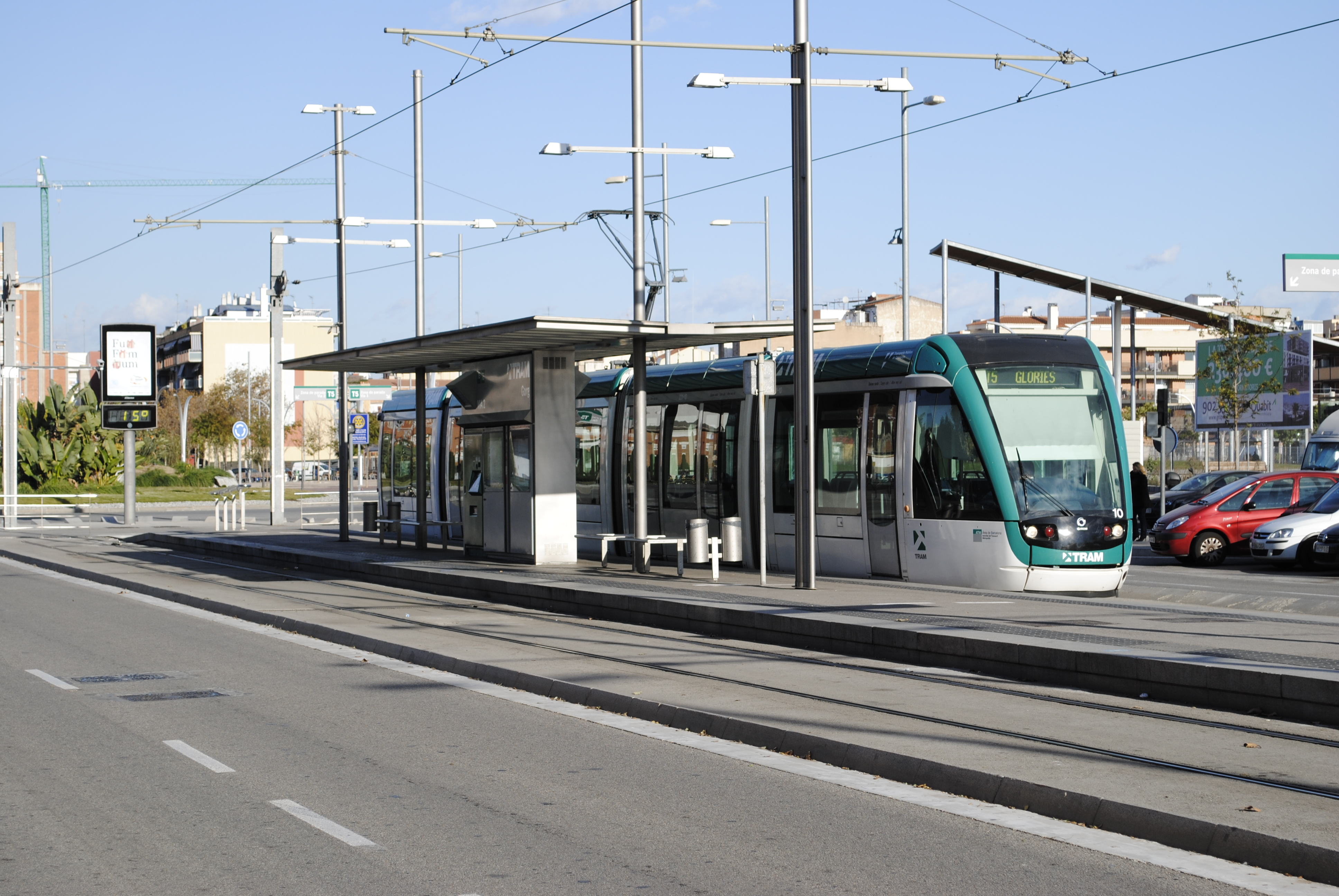
Estació del Trambesòs a l'estació del Gorg de Badalona.

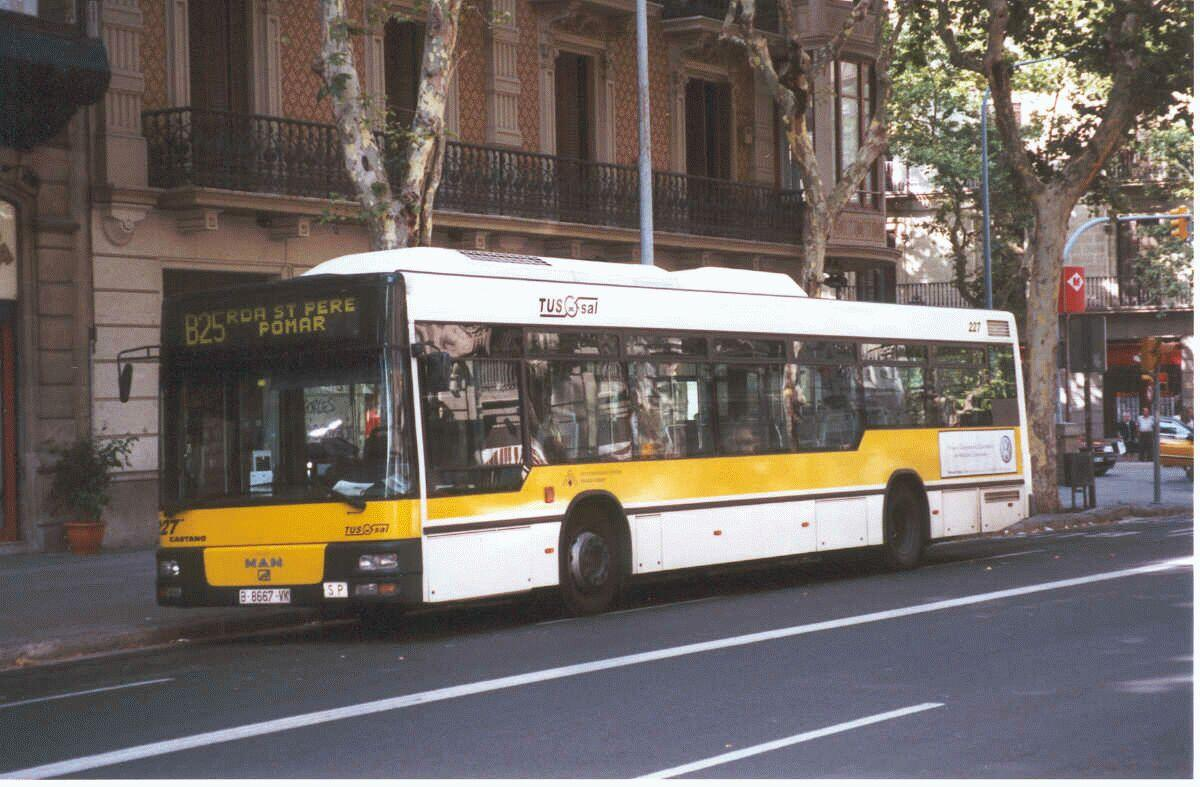
Autobús de TUSGSAL.

### Metro
Actualment, a la ciutat arriben dues línies del Metro de Barcelona, la L2 i la L10.
L'any 1985 la línia 4 va portar el Metro per primera vegada a la ciutat, unint l'estació de La Pau amb Pep Ventura. L'any 2002 aquest tram de línia va passar a pertànyer a la L2. L'any 2010 aquesta línia es va allargar fins al centre de Badalona, a la nova plaça de Pompeu Fabra. Actualment, la línia 2 discorre per Badalona amb les parades d'Artigues | Sant Adrià, Sant Roc, Gorg, Pep Ventura i Badalona Pompeu Fabra.
També l'any 2010 es va inaugurar la línia 10, que compta amb tres parades a la ciutat: Llefià, La Salut i Gorg. El primer servei comercial de la L10 fou el 18 d'abril de 2010 entre l'estació badalonina de Gorg i la barcelonina de Bon Pastor, un tram de 3,4 quilòmetres de longitud.
Tant el Pla Director d'Infraestructures (PDI) de l'Autoritat del Transport Metropolità del 2001-2010 com el del 2009-2018 planteja el perllongament en quatre estacions des de Fondo a Badalona Pompeu Fabra. Les estacions són les següents:
- Montigalà | Lloreda: intersecció de la Rambla de Sant Joan amb el Pg. Olof Palme i el carrer Liszt. Donarà cobertura als barris de Lloreda i Montigalà.
- Sant Crist: Donarà cobertura al barri de Sant Crist i amb un accés al Mercat de Lloreda, Badalona.
- Bufalà: A la intersecció de l'avinguda Martí i Pujol amb el carrer Bufalà, donant cobertura al barri de Bufalà, Badalona.
- Badalona Pompeu Fabra: Correspondència amb la L2.

El PDI també planteja que aquesta perllongació permetria la construcció d'una nova estació a l'estació de rodalia de Badalona, enllaçant amb la línia R1 de Rodalia de Barcelona, la qual permetés articular la mobilitat del Maresme en destinació Badalona i Santa Coloma de Gramenet.

### Tren i tramvia
A Badalona hi ha una estació de Rodalies de Catalunya de la línia R1 (Molins de Rei/L'Hospitalet-Mataró/Maçanet), part de la primera línia de ferrocarril inaugurada a Espanya. L'estació de Badalona, juntament amb les de Mataró, Montgat i Molins de Rei estan incloses en l'Inventari del Patrimoni Arquitectònic Català.
La ciutat va tenir antigament tramvia des de la dècada del 1870 fins a mitjans del segle xx. La línia anava des del centre de Barcelona fins a Sant Adrià i el centre de Badalona, passant pel carrer Pere IV i, després, la N-II o carretera de Mataró. Les diferents línies que van estar en funcionament, que transcorrien per via estreta, van estar en funcionament fins a 1964 i 1965, sent substituïdes per trajectes en autobús.
El tramvia, anomenat Trambesòs, es va implantar de nou el 8 de maig del 2004. És gestionat per l'empresa Tramvia Metropolità (TRAM), dues de les sis línies passen per Badalona, la T5 i la T6, les quals finalitzen el seu trajecte a l'estació del Gorg. Està planificat que en un futur la línia 4 del tram uneixi l'Estació de Sant Adrià amb el Port de Badalona i l'estació de Rodalies.

### Autobús
El principal operador a la ciutat és l'empresa local TUSGSAL. La xarxa d'autobusos diürns i nocturns cobreixen la superfície urbana de Badalona i la connecten amb les localitats del Barcelonès Nord, inclosos els municipis Montgat i Tiana, així com amb Barcelona. Aquesta empresa té els seus orígens en l'empresa TUSA (Transportes Urbanos Sociedad Anónima), que va començar a operar als anys setanta i que va deixar empremta en el parla badalonía amb el mot tusa, que actualment és com coneix als autobusos a la ciutat. No obstant això, la primera línia d'autobusos a Badalona es va inaugurar el 1930 gestionada per l'empresa Boix i Cia.
Actualment, a banda de TUSGSAL, la companyia de trànsit Transports Metropolitans de Barcelona (TMB), és una altra empresa que opera a la ciutat amb diverses línies interurbanes que connecten Badalona amb la capital catalana, i amb la gestió de les diferents estacions de metro.

### Taxi
Els taxis de l'àrea metropolitana poden operar amb normalitat a la localitat de Badalona. Abans de la unificació amb la resta de taxis metropolitans, realitzada l'any 1977, els taxis de Badalona eren de color blanc.

### Port
El Port de Badalona, o Port Esportiu Marina de Badalona, és el port esportiu i pesquer de la ciutat de Badalona. És al barri de La Mora.

### Transport privat
Els principals accessos a Badalona es realitzen des de l'autopista C-31 i des de la B-20, així com per la N-II. Badalona pertany a la xarxa de municipis, empreses i organismes que fomenten el servei de compartir cotxe.
La ciutat disposa d'unes 600 places d'aparcament en Zona Blava, gestionades per l'empresa ENGESTUR. L'any 2012 va posar en marxa un sistema per pagar la zona blava a través d'una aplicació de telèfon mòbil, convertint-se en la primera gran ciutat espanyola que implantava un sistema que permet a l'usuari pagar només els minuts exactes que està estacionat i sense necessitat de desplaçar-se fins al parquímetre.
Badalona disposa també de deu parades de taxi, i d'una xarxa per a la circulació de bicicletes d'aproximadament 20 km que comprèn carrils bici segregats i espais de convivència en calçada. D'acord amb el Pla Director de la Bicicleta es preveu que s'acabin fent 37,6 km de carrils bicicleta a tota la trama urbana. Badalona també compta amb diferents itineraris de la Ronda Verda que van des de la platja cap a la muntanya.
Amb l'objectiu de pacificar la ciutat i reduir les emissions de diòxid de carboni, des de 2007 l'Ajuntament començar a plantejar la implantació de zones 30, incloses en el Pacte de Mobilitat per a la ciutat, que té també com a objectiu promocionar el transport públic i facilitar el moviment de vianants, ampliant les voreres, i el pas de bicicletes; en alguns casos s'ha arribat a ressalts elevats per a vianants i així evitar l'excés de velocitat. Aquestes zones estan implantades a diversos barris: Sant Roc, Sistrells, Congrés, Nova Lloreda, Morera, Progrés, el Centre, Canyadó, Manresà i a alguns llocs concrets de La Salut, al Grup Verge de la Salut, Casagemes, als voltants del parc de Can Solei i Ca l'Arnús, Montigalà, Bonavista i dels tres barris de Llefià.

## Badalona al món
L'any 1978, el cantautor Joan Manuel Serrat li dedica a la ciutat el pasdoble «Qué bonito es Badalona», inclosa en el seu disc anomenat 1978. També va cantar aquesta cançó a duo amb Manolo Escobar, qui va viure a Badalona durant vint anys. Des de l'any 2012, els mateixos ciutadans trien a una personalitat de la societat badalonina que, per la seva professió, afició o activitat, hagi destacat durant l'any, en l'anomenat Premi Badaloní de l'Any.

### Cinema
Badalona ha estat, i és, escenari de la gravació de diverses pel·lícules i anuncis. La ciutat ja apareix a la pel·lícula Truhanes de l'any 1983, però és recentment quan ha començat a albergar un nombre més gran de gravacions. Entre maig i juliol de l'any 2003 el director de cinema Brad Anderson va dirigir escenes de la pel·lícula El Maquinista, amb Christian Bale i Aitana Sánchez-Gijón. L'any 2010 Javier Bardem es va passejar pels carrers de La Salut en la gravació de Biutiful, pel·lícula que va estar nominada als Oscars, als Golden Globes i als BAFTA, entre d'altres. El 2012 es va gravar al Pavelló Olímpic la pel·lícula Red Lights, del director Rodrigo Cortés, que va estar nominada a dos premis Gaudí. També en aquell any el museu de Badalona es va convertir durant tres mesos en un plató nocturn, acollint el rodatge de la pel·lícula de terror Domo, de Manolo Hernández, que es va publicar el 2015. Recentment s'han gravat dues pel·lícules més: Rumbos, un film d'Atresmedia amb Carmen Machi i Karra Elejalde, entre d'altres, i Cerca de tu casa, un llargmetratge sobre els desnonaments amb Sílvia Pérez Cruz, Lluís Homar, Adriana Ozores i Ivan Massagué.
Diversos anuncis han estat gravats també al municipi, principalment des de la remodelació del Pont del Petroli i de la façana marítima, fet que va provocar que l'Ajuntament crees una taxa que haurà de pagar tot aquell que vulgui fer una explotació comercial d'aquests espais. Un dels més destacats va ser la gravació d'un dels anuncis promocionals de l'iPhone 6S d'Apple. Altres marques també s'han fixat en diferents escenaris badalonins per realitzar les seves falques publicitàries, com és el cas de Gatorade, amb Leo Messi com a protagonista, o Nike amb Neymar. Plàtan de Canàries va enregistrar una cistella surrealista del Chacho Rodríguez a la pista poliesportiva de la platja amb, davant de Juan Carlos Navarro. Altres marques que han triat Badalona són Sony, Burger King, Mango, Mercedes Benz, Pepsi o Toyota, per citar-ne algunes.

### Cooperació externa
Badalona manté una relació d'agermanament amb les següents ciutats de l'Estat:
- Alcanar (Montsià)[182]
- San Fernando (Cadis)[182]

D'altra banda manté projectes de cooperació amb ciutats d'altres països, principalment a Amèrica Llatina i el Marroc, en aquest darrer, d'intercanvi de coneixements en gestió municipal, hi participa amb altres municipis catalans com Mataró, Sabadell o Sant Boi del Llobregat.
- Holguín (Cuba)
- San Miguel del Padrón (Cuba)
- Peñalolén (Xile)
- San Carlos (Nicaragua)[185]
- Tànger (Marroc)
- Tetuan (Marroc)
- M'Diq (Marroc)
- Larache (Marroc)

## Personatges cèlebres
Categoria principal: Badalonins
Nombroses persones reconegudes han nascut a Badalona. Entre elles hi ha:
| - Pere Pasqual Ferreras i Escarràs (1775-1849) compositor i mestre - Vicenç Bosch i Grau (1845-1907), empresari, creà l'Anís del Mono - Francesc Planas i Casals (1845-1911), periodista - Coloma Antònia Martí i Valls (1860-1899), religiosa - Antoni Bori i Fontestà (1861 - 1912), mestre i escriptor - Enric Borràs i Oriol (1863-1957), actor teatral - Gaietà Soler i Perejoan (1863-1914), eclesiàstic i escriptor - Pau Rodón i Amigó (1870-1950) professor i teòric del tèxtil - Llorenç Brunet i Forroll (1873-1939), dibuixant i aquarel·lista - Joan Amigó i Barriga (1875-1958), arquitecte - Eveli Torent i Marsans (1876-1940), pintor i dibuixant modernista - Joaquim Trias i Pujol (1888-1964), metge - Jaume Passarell i Ribó (1889-1975), caricaturista - Antoni Trias i Pujol (1892-1970), metge - Joan Vidal i Prat (1893-1975), locutor - Antoni Botey i Badia (1896-1939), músic i compositor - Josep Maria Cuyàs i Tolosa (1904-1992), historiador i arqueòleg - Ramon Salsas i Blanch (1902-1987), pianista i compositor - Joaquim Font i Cussó (1910-1988), historiador i arqueòleg - Anna Tugas i Masachs (1911-2015), atleta - Joan Forns i Jordana (1916-1998), il·lusionista, conegut com a Li-Chang - Maria Escrihuela i Giró (1917-2017), poetessa - Manuel Valls i Gorina (1920-1984), músic - Josep Gual i Lloberes (1920-2005), poeta - Pere Rovira i Planas (1921-1978), modista - Robert Segura Mongé (1927-2008), guionista i dibuixant de còmics - Joan Pedragosa i Domènech (1930-2005), dissenyador gràfic - Joan Argenté i Artigal (1931-2015), poeta - Francesc Abel i Fabre (1933-2011), metge i sacerdot | - Joan Anton Oriol Dauder (1935-2016), escriptor - Josep Lluís i Cortés (1937-2018), jugador i entrenador de bàsquet - Jordi Dauder i Guardiola (1938-2011), actor - Julià de Jòdar (1942), escriptor - Lluís Marco (1946), actor - Joaquim Torrents i Lladó (1946-1993), pintor - Josep Uclés i Cifuentes (1952-2013), artista - Carles Sans (1955), actor còmic (Tricicle) - Enric Juliana (1956), periodista - Joaquim Costa Puig (1957), jugador de Bàsquet - Lluïsa Cunille (1961), dramaturga - Fernando Martínez Teruel 'Fernandisco' (1961) presentador de ràdio i televisió - Iu Forn i Piquer (1962), periodista - Tomàs Molina i Bosch (1963), meteoròleg - Albert Fibla (1968), cantautor - Jorge Javier Vázquez (1970), periodista - Antoni Pinilla Miranda (1971), futbolista - Lídia Heredia (1971), periodista - Melanie Olivares (1973), actriu - Javier García Vico (1974), pilot de motocròs - Jordi Díaz (1975), actor - Marta Marco i Vinyes (1976), actriu - Luis Javier García Sanz (1978), futbolista - Juan Magán (1978), discjòquei, cantant i productor musical - Víctor Sada i Remisa (1984), jugador de bàsquet - Pau Ribas i Tossas (1987), jugador de bàsquet - Raúl Álvarez Genes (1988), youtuber - Mireia Belmonte i García (1990), nedadora - David Fernando Navarro Yudes (1996), ballarí |

Moltes altres persones, tot i no haver nascut a Badalona, hi han viscut i han exercit una tasca important a la ciutat:
- Vicenç de Paül Roca i Pi (1780-1852), empresari i filantrop
- Evarist Arnús i de Ferrer (1820-1890), financer i diputat per Badalona
- Francesc Feliu i Vegués (1829-1913), mestre i agrimensor
- Pompeu Fabra i Poch (1868-1948), químic i filòleg, establí la normativa moderna de la llengua catalana.
- Margarida Xirgu i Subirà (1888-1968), actriu teatral
- Joan Pich i Santasusana (1911-1999), músic
- Màrius Sampere i Passarell (1928), poeta
- Carme Guasch i Darné (1928-1998), poetessa i escriptora catalana
- Manolo Escobar (1931-2013), cantant
- Pilar Rahola i Martínez (1958), política i periodista
- Sílvia Soler i Guasch (1961), escriptora i periodista
- Jordi Villacampa i Amorós (1963), jugador de bàsquet
- Toni Soler i Guasch (1965), presentador de ràdio i televisió
- Miguel Poveda (1973), cantant
- Esteve Rabat i Bergada (1984), pilot de motociclisme
- Rudy Fernández (1985), jugador de bàsquet

### Fills predilectes
Badalona té sis fills predilectes: l'actor Enric Borràs i Oriol, l'historiador i arqueòleg Joaquim Font i Cussó, descobridor de la ciutat romana de Baetulo i de la Venus de Badalona; el farmacèutic i alcalde de Badalona entre els anys 1940-1945 Salvador Serentill i Costa; la nedadora Mireia Belmonte García; el cantaor de flamenc Miguel Poveda; i l'entrenador de bàsquet Jordi Fernández, primer entrenador català i espanyol que dirigeix un equip a l'NBA.